# Guerra del Vietnam
La Guerra del Vietnam, també anomenada Segona Guerra d'Indoxina, és el conflicte armat entre la República Democràtica del Vietnam i el Front Nacional d'Alliberament del Vietnam, i els Estats Units d'Amèrica i el règim dictatorial del Vietnam del Sud, que va tenir lloc entre els anys 1955 a 1975, amb la intervenció directa i indirecta de diversos països estrangers (al sud, principalment els Estats Units, que hi intervingueren directament, amb centenars de milers de combatents, fins a la seva retirada el 1973; i al Nord amb el suport material, tècnic i polític de la Unió Soviètica i la Xina).
Els Estats Units es van involucrar per primera vegada al Vietnam quan les administracions de Harry Truman i Dwight David Eisenhower van donar suport a la Guerra d'Indoxina de reconquesta colonial de França. L'administració estatunidenca va subvertir llavors els acords de Ginebra que convocaven eleccions que unificarien Vietnam perquè sabia que el líder comunista i independentista vietnamita Ho Chi Minh guanyaria aquestes eleccions.
El govern dels EUA van construir un règim client al Vietnam del Sud sota l'anticomunista catòlic Ngô Đình Diệm, que va ser assassinat el 1963 en un cop d'Estat organitzat per la Agència Central d'Intel·ligència (CIA) durant l'administració John Fitzgerald Kennedy després de fer intents d'assolir la pau amb Vietnam del Nord. La Guerra continuà mentre els EUA tutelaren diversos governs titelles al Vietnam del Sud fins que foren finalment derrotats el 1975, amb la Caiguda de Saigon, finalitzant la guerra amb la victòria de els forces comunistes i d'alliberament nacional vietnamites i la completa independència i reunificació del país.
Les faccions al conflicte van ser, per un costat, la República Democràtica del Vietnam, amb el suport de guerrillers sud-vietnamites com el Viet Cong o Front d'Alliberament Nacional (NLF, per les seves sigles en anglès), amb ajut i subministraments de la Unió Soviètica i la República Popular de la Xina. Per l'altre costat, hi havia la República del Vietnam, amb el suport militar i logístic dels Estats Units. Al costat dels nord-americans també van lluitar altres estats anticomunistes, i van lluitar soldats provinents d'Austràlia, Corea del Sud, les Filipines, Nova Zelanda i Tailàndia. D'altres països com l'República Federal d'Alemanya, Iran, el Marroc, el Regne Unit o Suïssa van contribuir enviant subministraments materials i equipament mèdic. A més, Taiwan i Espanya van enviar contingents testimonials en suport dels Estats Units (Espanya va enviar un reduït nombre de metges militars en missió sanitària).
La guerra es distingí per transcórrer sense la formació de les tradicionals línies del front, llevat les que s'establien als voltants dels perímetres de les bases o dels camps militars, de manera que les operacions se succeïren en zones no delimitades, i proliferaren les missions de guerra de guerrilles o de recerca i destrucció, juntament amb accions de sabotatge a les rereguardes de les zones urbanes, l'ús de la força aèria per a bombardeigs massius i l'ús extensiu d'agents i armes químiques, constituint aquestes darreres operacions violacions de diverses convencions internacionals que prohibeixen l'ús de l'armament químic o biològic.
La cobertura del conflicte realitzada pels mitjans de comunicació va permetre la denúncia de les freqüents violacions i abusos dels drets humans comesos per ambdós bàndols, tanmateix, la revelació del gran nombre de civils morts per les forces dels EUA, i la seva pràctica de la terra cremada contra els poblacions camperoles van fer créixer oposició de l'opinió pública occidental cap a la intervenció nord-americana.
Davant la tenaç resistència i avanç de les forces vietnamites i la resposta i divisió de la societat nord-americana amb la creixent dificultat per al reclutament forçós dels seus ciutadans, els acords de pau de París de 1973 van suposar la retirada de les tropes nord-americanes i el cessament de la seva intervenció directa, però no aconseguiren posar final al conflicte. Aquest va seguir fins que, el 1975, després de la caiguda de Saigon, es forçà la rendició incondicional de les tropes sud-vietnamites i la unificació del país, sota el control del govern socialista del Vietnam del Nord, amb el nom de la República Socialista del Vietnam, el 2 de juliol de 1976. Els vietnamites del Nord i el Pathet Lao van sortir victoriosos a Laos el 1975 i després de l'evacuació de la capital, els khmers rojos enderrocaren la dictadura militar de la República Khmer.
La guerra havia causat la mort, segons el govern de Hanoi, d'entre 2 i 5,7 milions de persones, la majoria d'elles civils; a més de causar grans danys mediambientals.
Pels Estats Units, el conflicte resultà ser la confrontació més llarga en la qual mai s'han vist embolicats. Va sorgir el sentiment de derrota o "Síndrome del Vietnam" en molts ciutadans, que es va reflectir en el món cultural i la indústria cinematogràfica, així com en un replegament de la política exterior fins a l'elecció de Ronald Reagan com a President el 1980.
| «                   | Amb la nostra potència de foc podem destruir qualsevol exèrcit del món. Aquí la fem servir contra els arbres i la brossa | » |
| — Un soldat americà | |   |

| «                        | Aquests boscos i aquestes muntanyes són la nostra terra natal, la nostra arma | » |
| — Un dirigent comunista. |                                                                               |   |

## Terminologia
L'exèrcit del règim dictatorial sud-vietnamita es denominava ERVN (d'Army of the Republic of Vietnam, Exèrcit de la República del Vietnam); mentre que l'exèrcit nord-vietnamita s'abreuja amb l'acrònim EVN (Exèrcit del Vietnam del Nord). La guerrilla que lluitava al sud era el Front Nacional d'Alliberament del Vietnam, FNAV que agrupava tota l'oposició a la dictadura de Ngô Đình Diệm, encapçalada pels comunistes. Als EUA el FNAV era anomenat Viet Cong (vietnamita comunista). El Viet Minh era la lliga que lluitava contra el colonialisme francès a Indoxina, de la qual sorgiren tant l'EVN com el FNAV

## Antecedents
Durant la Segona Guerra Mundial, els japonesos expulsaren els francesos per ocupar la península, tot i que van retenir als administradors francesos perquè mantinguessin l'engranatge de la colònia. Després de la guerra, França volia restablir el seu mandat colonial, però el "Viet Minh", fundat per Ho Chi Minh, per lluitar en forma de guerrilla per la independència del Vietnam contra els francesos, va fer fracassar l'Estat del Vietnam creat en 1949. La Conferència de Ginebra de 1954 dividí el país en dues meitats a partir del paral·lel 17 (Vietnam del Nord (comunista) i el Vietnam del Sud (anticomunista) amb la promesa que el 1956 se celebrarien eleccions democràtiques per a reunificar el país, eleccions que no es van arribar a fer mai.

### La Guerra d'Indoxina

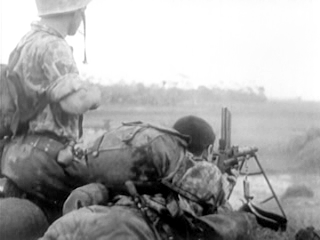
Soldats francesos a Indoxina, 1953

Tot i que alguns autors comencen a tractar la guerra profundament des del 8 de març de 1965, data en què els Cos de Marines dels Estats Units d'Amèrica van desembarcar a la base Đà Nẵng, d'altres autors (com Peter Arnett) la uneixen amb la Guerra d'Indoxina en un únic conflicte. Arnett directament l'anomena "La Guerra dels 10.000 dies".
A la Guerra d'Indoxina, les forces anticolonials del Vietnam, encapçalades pels comunistes del Viet Minh van lluitar contra els colonialistes francesos. Però no s'ha de considerar que els francesos lluitessin en solitari contra tot el poble vietnamita; sinó que la dreta i els col·laboracionistes vietnamites van donar suport durant tot el conflicte als colonitzadors francesos.
A l'inici d'aquell conflicte, els Estats Units van donar suport a França aportant un 20% de les despeses, aproximadament. En finalitzar ja contribuïa amb el 80% de l'esforç bèl·lic i arribà a oferir als francesos dues armes nuclears, que aquests rebutjaren per no considerar-les útils. Tot i no atorgar-los tot el suport demanat pels francesos, el President dels Estats Units Dwight Eisenhower envià assessors militars i ajut, especialment aèria. Així, un terç del material portat a Dien Bien Phu, històrica batalla on les forces d'alliberament vietnamites derrotaren l'exèrcit colonial francès, era part de l'ajut nord-americà.
A principis de 1954, a l'emperador Bao-Dai va oferir a Diệm el càrrec de primer ministre en el nou govern del Vietnam.
El 7 de maig de 1954, l'Exèrcit Popular del Vietnam derrotà el Cos Expedicionari Francès en la batalla de Dien Bien Phu, en la qual es van fer més de 8.000 presoners i els va portar a camps de presoners situats al delta del riu Roig. L'endemà de la derrota a Ðiện Biên Phủ, van començar les converses de pau a Ginebra que al cap de dos mesos culminarien en els acords de la Conferència de Ginebra de 1954,

### La partició de la Indoxina francesa

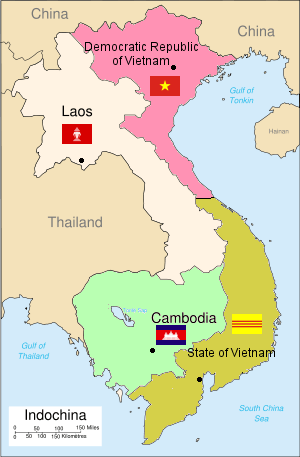
La participació de la Indoxina francesa en els nous estats de Laos, Cambodja, Vietnam del Nord i Vietnam del sud

Els francesos perderen definitivament la guerra i es reconegué la independència total respecte als seus colonitzadors europeus de Laos, Cambodja i el Vietnam. La Conferència de Ginebra va discutir el tractat de pau entre França i el Viet Minh i dividí el Vietnam entre un nord comunista i un sud sota el govern de Bao-Dai. El 16 de juny de 1954, Diệm es va reunir amb Bảo Đại a França i va acceptar ser el primer ministre si Bảo Đại li donava el control militar i civil.
El 25 de juny de 1954, Ngô Đình Diệm va tornar de l'exili, arribant a l'aeroport de Tân Sơn Nhứt a Saigon. El 7 de juliol Diệm va establir el seu nou govern amb un gabinet de 18 persones. Els Estats Units mantingueren el suport al règim reaccionari dictatorial titella de Diệm al Vietnam del Sud, igual que l'oposició gairebé total de l'administració estatunidenca a la unió de les dues nacions anomenades Vietnam. Per la seva part, Vietnam del Nord continuà rebent assistència de la República Popular Xina i, en molta menor mesura, de la Unió Soviètica. En un principi, l'ajut militar requeia principalment en el primer, especialment amb armes lleugeres i portàtils.

### La reunificació vietnamita
En abril de 1955 Diệm va derrotar el Bình Xuyên a la batalla de Saigon i els Hòa Hảo i altres sectes religioses militants a principis de 1956.
Tot i que als acords de la Conferència de Ginebra de 1954 donaven suport a la independència de Cambodja, Laos, Vietnam del Nord i Vietnam del Sud, es va incloure una clàusula per la qual l'any 1956 se celebraria un referèndum per decidir si els dos Vietnams seguien separats o es reunificaven. Abans que es portés a terme aquest referèndum, amb el suport dels Estats Units, Ngô Đình Diệm va donar un cop d'estat, anul·lant els comicis. Al mateix temps, l'escassa entitat del Vietnam del Sud com a país i l'enorme corrupció existent dins del govern provocà que el règim fos enormement impopular. Davant d'aquesta situació succeïren dues accions paral·leles, però complementàries: El Vietnam del Nord començà a pressionar al govern del Sud, lliurant armes i subministraments als opositors al règim pro-occidental, i lentament es creà un moviment de resistència contra el règim dictatorial del president Diem denominat Front Nacional d'Alliberament del Vietnam, conegut als Estats Units com a Viet Cong que Diệm aviat va empènyer als remots pantans, i amb ajuda nord-americana aconseguí expulsar del tron a l'emperador i va instaurar la República del Vietnam del Sud després del referèndum d'octubre arran del qual l'emperador fou destronat.
En 1957 16 membres de les Forces Especials de l'Exèrcit dels Estats Units van ser destinades al Vietnam del Sud per formar les forces especials vietnamites, els Rangers, i a Laos i Cambodja es van començar a desplegar equips de boines verdes, moltes vegades en coordinació amb la CIA. Es va reclutar i va entrenar mercenaris, perquè lluitessin a Laos sota la direcció dels boines verdes.
El Vietnam del Nord va donar suport al Pathet Lao en la lluita contra el Regne de Laos envaint el país el 1958 i el 1959, ocupant l'est del país per utilitzar-lo com a corredor de subministrament de la ruta Ho Chi Minh i com a zona de preparació per a les ofensives al Vietnam del Sud.
A l'Operació Hotfoot els equips de la 77th SFG es van encarregar des de 1959, conjuntament amb assessors militars francesos, d'entrenar a l'Exèrcit del Regne de Laos, a les milícies Hmong i els Yao, per lluitar contra la guerrilla comunista del Pathet Lao. Anys més tard, aquest programa es va estendre a lluitar també contra les forces nordvietnamites, que estaven augmentant gradualment la seva presència a Laos com a base logística per a les seves operacions al Vietnam del Sud.
El control sobre Laos va permetre la construcció final de la Ruta Ho Chi Minh, que serviria com a principal ruta de subministrament per a les activitats reforçades del NLF (Front d'Alliberament Nacional, Viet Cong) i l'NVA (Exèrcit del Vietnam del Nord) a la República del Vietnam. El FANV estendre la guerra de guerrilles el 1959 amb l'objectiu de provocar la caiguda del règim de Saigon i la reunificació del país. Al FANV li resultava molt fàcil aconseguir voluntaris per posar punt final a un govern incompetent, repressiu i corrupte. Un camperol que se'ls uní declarà que quan arribava el cobrador d'impostos exigia als habitants els impostos i quan marxava gairebé no els quedava res. A més, el Front d'Alliberament Nacional comptava amb un bon nombre de veterans del Viet Minh que havien derrotat als francesos una dècada abans, tot i que la majoria d'aquells veterans van ser repatriats al nord després de la guerra d'Indoxina.
L'11 de novembre, de 1960, es va dur a terme un fracassat intent de Cop d'estat contra el President Ngo Dinh Diem del Vietnam del Sud en resposta al govern autocràtic de Diem i la influència política negativa del seu germà Ngo Dinh Nhu i la seva cunyada Madame Ngo Dinh Nhu. Els promotors de la revolta van ser el tinent coronel Vuong Van Dong i el coronel Nguyen Chanh Thi de la Divisió Aerotransportada de l'Exèrcit de la República del Vietnam (ERVN), i el cop va fallar quan la 5a i 7a divisions de l'ARVN van entrar a Saigon i derrotant els rebels en una batalla que va costar uns 400 morts.
El 1963 Diệm es va tornar cada cop més impopular a causa de la crisi budista i els generals de l'ARVN van decidir llançar un cop d'estat, en què el president Diem va morir, amb el suport de l'administració estatunidenca de John Fitzgerald Kennedy, amb el pretext que no li convenia donar suport a un general catòlic en un país amb una majoria religiosa budista si volia seguir disposant d'un règim titella que impedís l'alliberament complet del Vietnam. Escenes com la que donà la volta al món, del monjo budista Thích Quảng Đức assegut a un carrer i cobert per flames seguint el ritual bonzo, que protestava contra la guerra, marcaven les diferències religioses entre els dirigents i el seu poble. Diem, que es caracteritzà per una repressió brutal, era presentat per la propaganda com l'únic cap d'estat capaç de controlar la revolta popular i contenir el suport a les guerrilles. Diem va ser substituït per Dương Văn Minh, però els  generals en el poder plantejaren la possibilitat d'iniciar converses de pau amb el Front Nacional d'Alliberament i amb la RDV i els Estats Units van respondre donant suport a un nou cop d'estat que al 8 de febrer de 1964 posaria Nguyễn Khánh en lloc de Dương Văn Minh.

### De nou en guerra

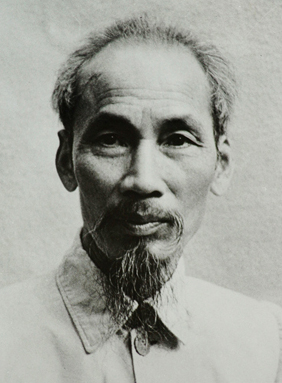
El President del Vietnam del Nord, Ho Chi Minh

Al Vietnam del Nord la cancel·lació del referèndum no va constituir un escull insalvable. El seu president, Ho Chi Minh, Vo Nguyen Giap, ministre de defensa i el Politburó, van considerar la independència de França com un nou pas en la seva estratègia a llarg termini. Segons aquesta estratègia, la reunificació i alliberament del país seria el següent pas, fos per votació o per la lluita armada, si com succeí, s'impedia el referèndum d'unificació acordat a Ginebra.
Els combats per part dels guerrillers del FANV van començar aviat, amb el suport dels comunistes del nord en forma d'enviaments de munició, armament, menjar i d'altres estris per via marítima, mentre el règim sudvietnamita rebia abundant suport militar, armament, i ajuda econòmica dels EUA. També es realitzaren subministraments del nord a la guerrilla per terra, en el que posteriorment seria anomenada la Ruta Ho Chi Minh; però inicialment els homes del sud portaren la iniciativa ajudats per mar.
Per la seva part, l'Exèrcit del Vietnam del Sud (ERVN) resultava molt ineficaç lluitant al seu propi país. Gaudia d'escàs suport popular, com el règim del Vietnam del Sud. L'armament era poc adequat, els escassos pilots d'helicòpters nadius i especialment la gran corrupció i ineptitud dels seus comandaments (la majoria dels quals col·locats per compromisos polítics entre famílies amb una qualificació militar escassa i encara menys valor) feia que els soldats s'arrisquessin el mínim imprescindible; arribant al punt en què veient lluitar als seus companys a desenes de metres, no tinguessin confiança en els seus comandaments i no seguissin les obligacions mínimes d'un soldat.
Tot i els punts a favor dels insurgents, les victòries i l'alliberament massiva de territori es donaren quan arribà el suport els homes del nord (com s'ha anomenat de vegades als soldats de l'Exèrcit del Vietnam del Nord (EVN). La propaganda dels Estats Units intentà fomentar la divisió del país i el rebuig a les forces vietnamites resistents per salvar el seu govern titella de Saigon, però en no aconseguir eliminar la resistència al Sud, l'atribuí exclusivament al paper de l'EVN.
Amb el suport aclaparador de la maquinària militar d'una superpotència com els EUA el règim del Sud no s'ensorrà, però cada cop més cedia més i més territori. El 1965, any de l'inici de la intervenció directa dels Estats Units, aproximadament un 60% del Sud del país estava en mans del Front d'Alliberament Nacional, i no hi havia expectatives d'un canvi en la tendència perquè la iniciativa en els combats estava en mans dels guerrillers i els soldats del Nord. Durant la primavera i l'estiu del 1965 les forces comunistes al Vietnam del Sud estaven molt preocupades davant del ràpid desplegant nors americà i calia assetjar-los abans que poguessin organitzar-se i interferir en la presa de control del sud.

### Els Estats Units i la teoria del dòmino

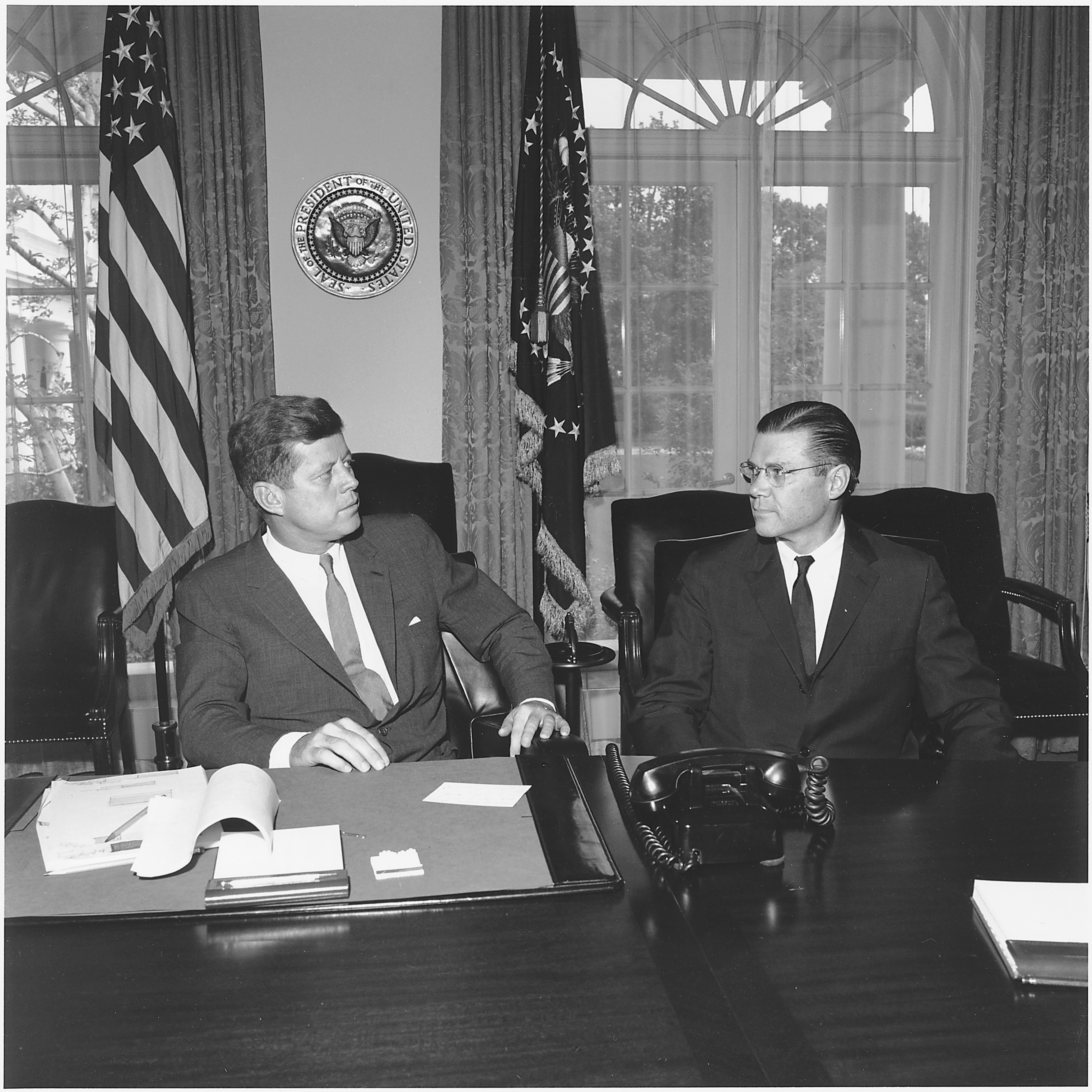
El President dels Estats Units John Fitzgerald Kennedy amb el Secretari de Defensa Robert McNamara.

L'avanç dels moviments d'alliberament al tercer món, que la propaganda oficial dels EUA identificava amb el comunisme, preocupava als Estats Units dels del final de la Segona Guerra Mundial. Països com Malàisia, Indonèsia o Filipines havien estat molt a prop de viure revolucions socials (ja ho havien fet la República Popular Xina, Birmània, Vietnam del Nord, Cuba i les nacions de l'Europa Oriental, en la influència de la Unió Soviètica després de derrotar les tropes nazis.
Així doncs, els Estats Units esgrimien la doctrina d'un suposat perill de quedar envoltats d'una constel·lació comunista en la qual el Vietnam podia ser una peça més de la cadena de països que anirien caient: era el que s'anomenava la teoria del dòmino, malgrat la inconsistència geogràfica d'aquest suposat envoltament. En altres termes, s'ha assenyalat la voluntat dels EUA de posar governs afins, generalment de caràcter dictatorial i d'extrema dreta, per mantenir la salvaguarda dels seus interessos econòmics i estratègics a l'Àsia i arreu del món.
Als motius geoestratègics s'uniren els interessos econòmics de les empreses estatunidenques a la regió. Ja durant la presidència d'Eisenhower es va ajudar dels francesos per mantenir així sota control les exportacions del cautxú, el tungstè, l'estany (totes elles matèries primeres estratègiques), més de l'arròs i l'opi vietnamita, pels que Vietnam era considerat la Joia d'Àsia.
Aquest va ser el motiu pel qual John F. Kennedy seguí amb el suport al règim del Sud i l'enviament "d'assessors" (fins a arribar a 60.000). Durant la dècada dels 50, els Estats Units ja havien donat suport econòmic a altres nacions i havia començat la Cursa de l'Espai per aconseguir que països com Indonèsia no canviessin de bàndol. El cas indonesi la politica dels EUA es va saldar en el suport nord-americà al general Suharto, que suposà genocidi de prop d'un milió d'indonesis, l'extermini dels comunistes i tota l'oposició, entre 1965 i 1967, en l'inici d'un règim dictatorial que duraria 30 anys. La possibilitat que es repetís aquest 'èxit' imposant una dictadura similar es considerava probable.
En un inici, els assessors estatunidencs estaven allà per instruir a l'ERVN en tàctiques, manteniment d'avions i helicòpters, formació d'una defensa irregular a les Terres Altes Centrals i d'altres funcions auxiliars; però no podien intervenir en combat ni de bon tros preparar accions contra els guerrillers (tot i que es denuncià que en més d'una ocasió se saltaren la prohibició en la que seria, potser, la primera d'una llarga llista de violacions jurídiques i il·legalitats que farien famosa aquesta guerra). El juliol de 1959, el major Dale Buis i el sergent Chester Ovnard van ser els primers estatunidencs morts al Vietnam durant els atacs a la base de Bien Hoa.

## L'inici

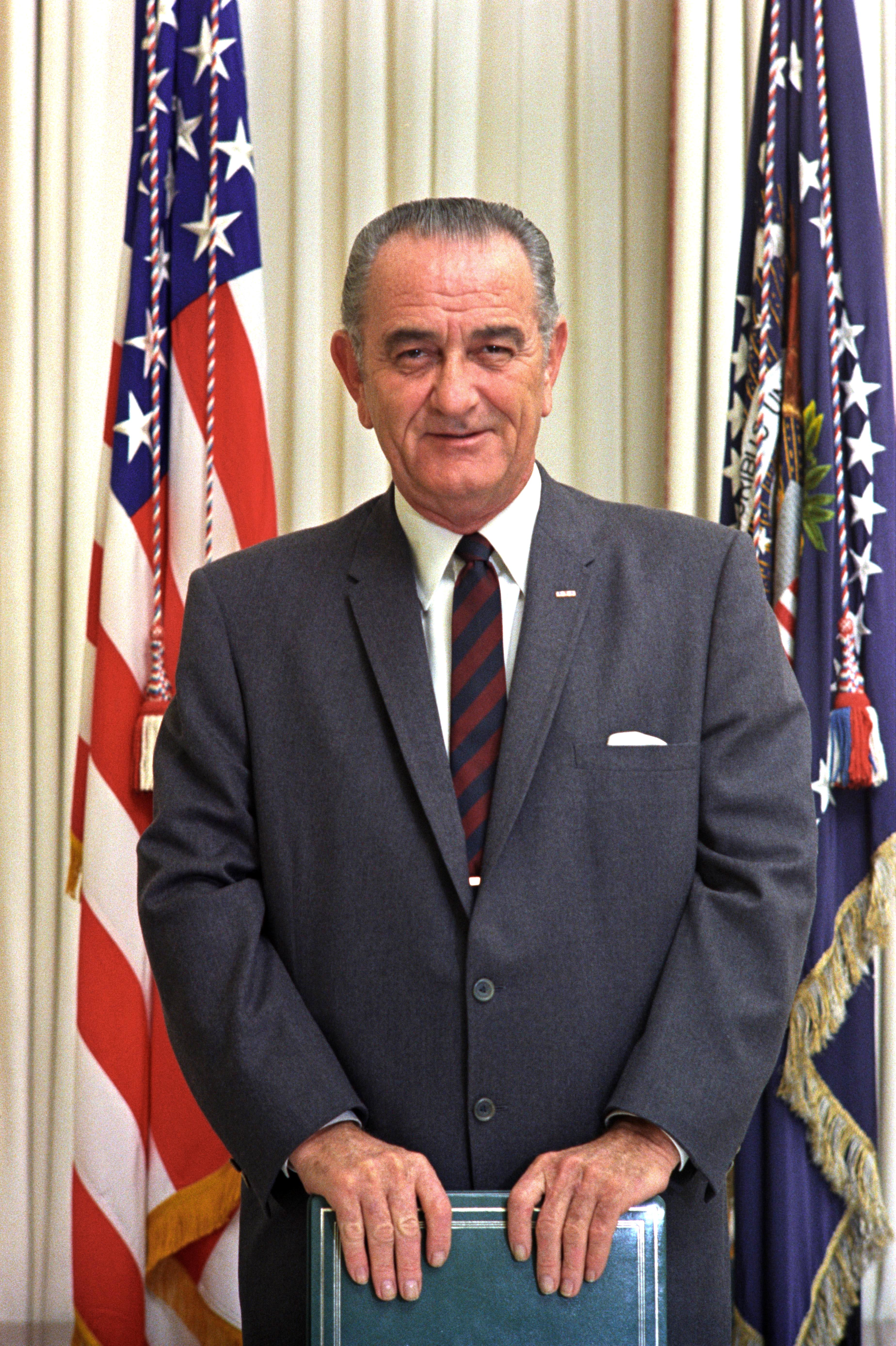
Lyndon B. Johnson el gener de 1969, principal impulsor de la guerra al Vietnam

En 1963, el govern de Ngô Đình Diệm s'havia deteriorat tant que va ser enderrocat i assassinat en un cop d'estat per diversos dels seus generals amb l'aprovació tàcita de l'Administració de John Fitzgerald Kennedy, que tres setmanes més tard va ser assassinat, i la guerra va continuar sota un nou lideratge als dos països.
Durant la dècada de 1960, els assessors estatunidencs havien estat identificats en combats diverses ocasions, i fins i tot existeixen informacions de què participaren en operacions de "recerca i destrucció" juntament amb les forces del règim sudvietnamita o de forma individual; però no va ser fins a l'agost de 1964 que succeí l'anomenat incident del golf de Tonquín, una operació de falsa bandera organitzada pels serveis secrets dels EUA per fornir un pretext per a la intervenció directa en suport d'un règim que s'enfonsava. Dos destructors que navegaven pel golf de Tonquín informaren que havien estat atacats en dues ocasions per llanxes vietnamites. S'arribà a dir que durant el segon atac els varen llançar desenes de torpedes; aquest fet posteriorment fou desmentit. El president Lyndon B. Johnson decidí actuar amb tot el poder de què disposava.
Després de l'incident, el mateix president Johnson comentà que els tripulants de les naus havien confós als vietnamites amb un estol de peixos voladors, i actualment és difícil, per no dir impossible, trobar experts que no considerin l'afer de Tonquín un error provocat per les condicions meteorològiques; però resultà l'excusa definitiva de Johnson per sol·licitar al Congrés l'aprovació de la resolució del golf de Tonquín. Aquesta resolució conferia poders plens als assessors presents al Vietnam perquè realitzessin operacions fora dels recintes de les seves bases, a més de poder incrementar la presència militar en aquell país. A aquests factors calia afegir el fet de ser campanya electoral als Estats Units i que Johnson volia mostrar una imatge de força davant el comunisme.
El Congrés va donar suport a la Resolució sol·licitada pel president uns dies després dels atacs mencionats. A partir d'aquell moment, el Govern dels Estats Units tenia el que s'anomenà com "la camisa de dormir de l'àvia", on a sota d'ella hi cap tot i es pot fer de tot. A inicis de març de 1965 van desembarcar a la base de Da Nang 3.500 Cos de Marines dels Estats Units d'Amèrica per afegir-se als 22.500 assessors que ja servien al Vietnam.
Els mitjans de comunicació nord-americans difongueren imatges del primer contingent de marines ben rebut pels habitants de Da Nang amb balls i flors, imatges que solen presentar tots els invasors. Al mateix temps, als Estats Units, el suport popular a la intervenció rondava el 60% de la població; tot i que les protestes en contra i les denúncies al sistema de reclutament molt classista van començar ben aviat.
Els Estats Units van al·legar que no havien entrat en guerra contra cap nació des del punt de vista del Dret Internacional. No hi va haver cap declaració de guerra ni tampoc una invasió del Vietnam del Sud que aquest país hagués sol·licitat.

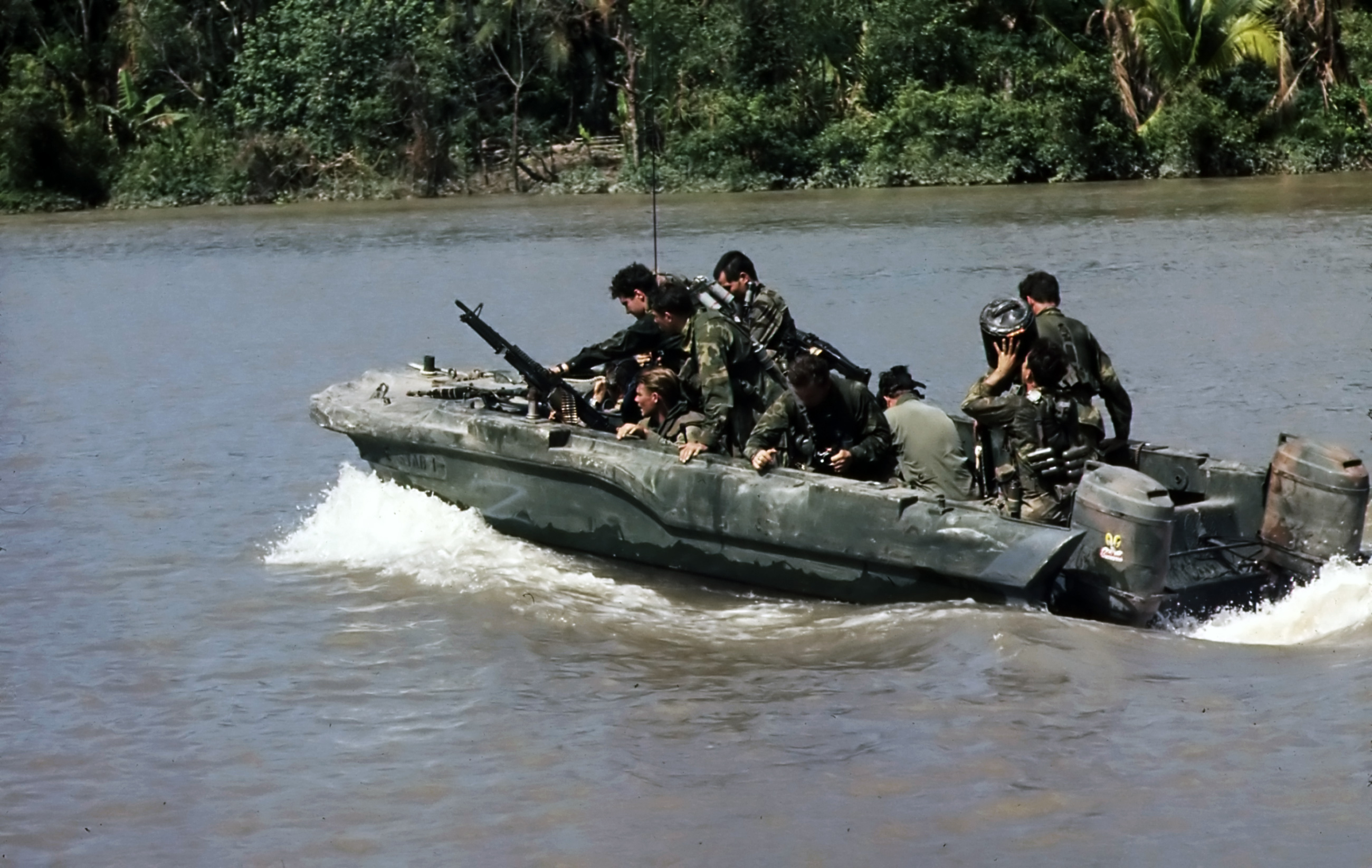
Membres de l'Equip 1 del SEAL en una operació pel riu Bassac, al sud de Saigon

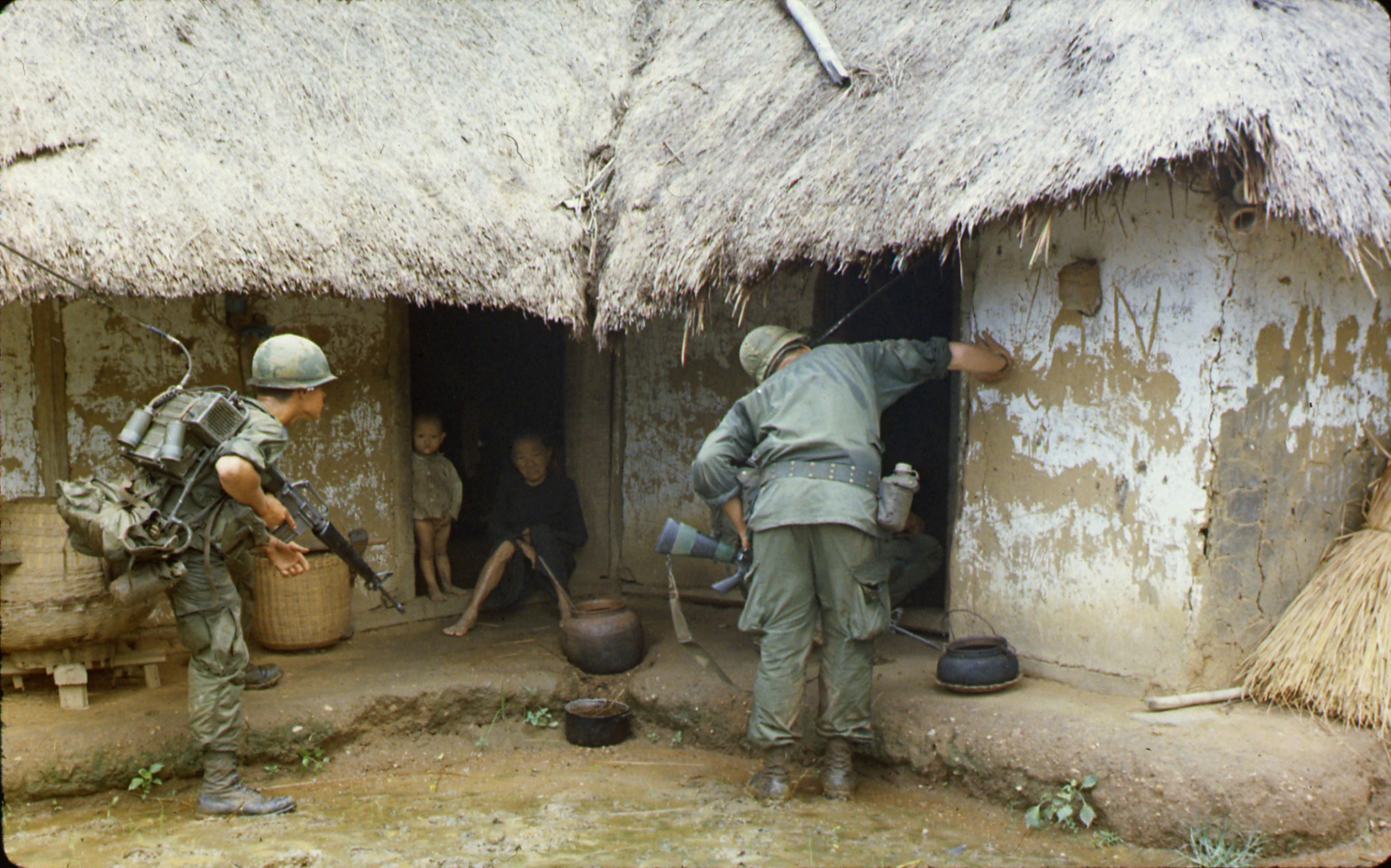
Soldats estatunidencs a la recerca de Vietcongs

Igual que bona part de la població estatunidenca, durant l'any 1965, la majoria dels mitjans de comunicació estaven a favor de la intervenció. Va ser posteriorment quan l'actitud dels periodistes començà a canviar. Amb motiu de les matances que van poder mostrar, el moviment pacifista parlava amb coneixement de causa i proves, i el canvi d'actitud de diversos polítics (com el mateix McNamara) i l'horror d'una brutal guerra contra la resistència de les guerrilles van anar invertint l'actitud dels periodistes cap al conflicte del Vietnam, i la manca de suport popular fou una de les causes de la derrota. D'altres autors, entre els quals destaca el mateix exèrcit dels Estats Units, prefereixen concretar que van ser les restriccions imposades pels polítics als militar, a conseqüència de la pressió mediàtica entre altres factors, les que contribuïren decididament a la derrota. Des del punt de vista vietnamita, i amb l'evidència del suport popular a les forces que combateren els EUA i el règim del Sud, la guerra havia esdevingut tant políticament com econòmicament com en el pla militar, insostenible per als EUA, i la victòria i la completa independència del país eren una qüestió de temps.
Els Estats Units van intentar deixar clar que havien anat fins al sud-est asiàtic per quedar-s'hi i, en segon lloc, volia desplegar la seva enorme potència de foc amb la qual anihilar al seu enemic en molt poc temps.
Per assolir el primer objectiu, els enviament de soldats no van cessar en diversos anys, i al final de 1965 els efectius destinats al Vietnam ja superaven els 100.000. En la part pressupostària, el primer any de conflicte, els Estats Units van destinar 1.000 milions de dòlars en ajut, i així, gràcies a aquesta riuada econòmica els subministraments van assolir la xifra de gairebé 10 milions de tones per mes. El cost de tot l'equipament i subministraments per a les seves tropes fou elevat.
Per a les forces del Front d'Alliberament Nacional del Vietnam, en canvi, les coses eren totalment diferents. Passaven necessitats de medicaments, menjar i fins i tot d'aigua als seus túnels, fins al punt en què quan els nord-americans van muntar una base sobre el sistema de túnels de Cu Chi (sense adonar-se mai del que hi havia a sota); els vietnamites sortien principalment a robar menjar.

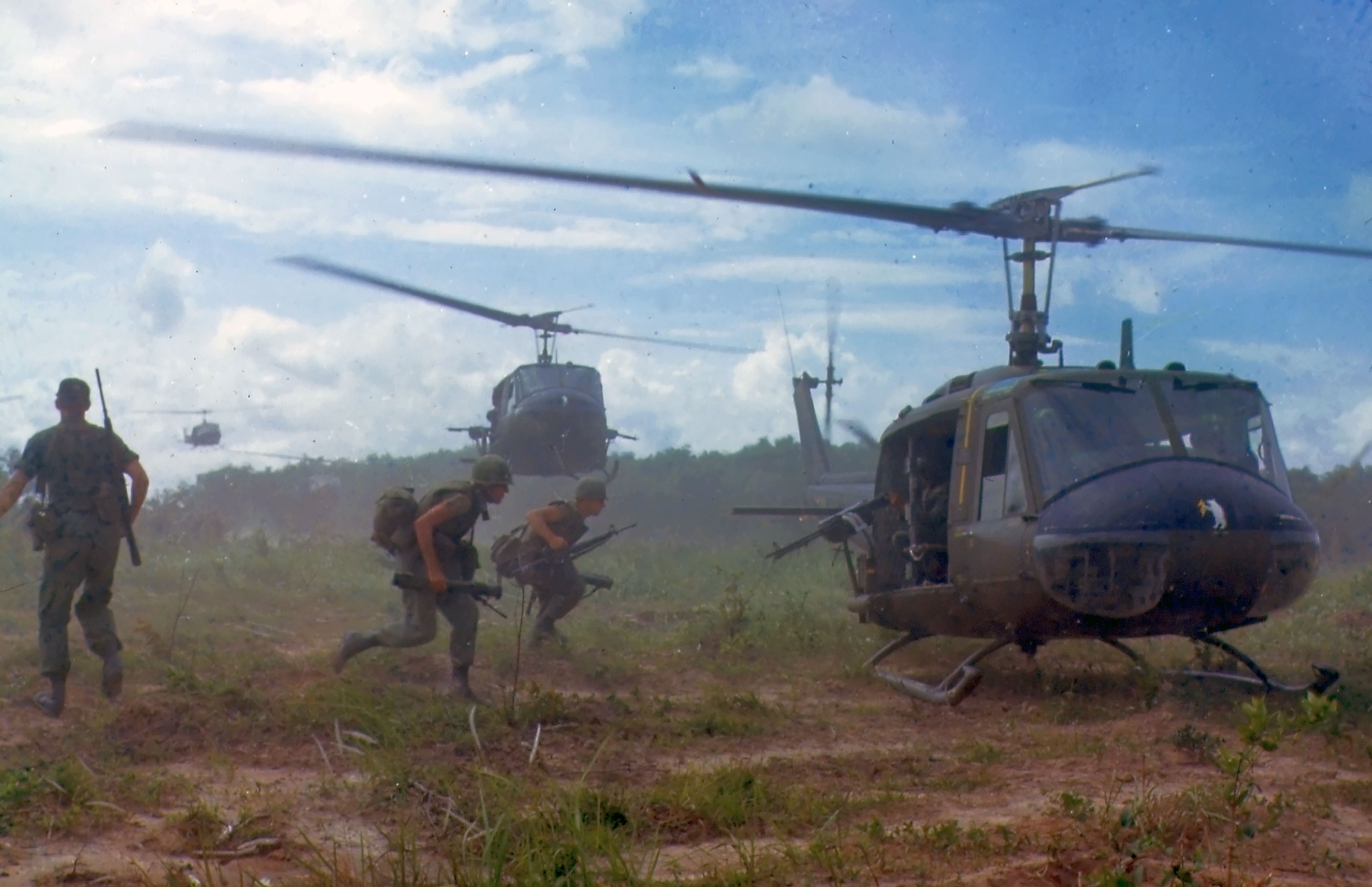
Helicòpters recullen soldats del 2n batalló del 14è Regiment d'Infanteria, durant l'Operació Wahiawa

Tota aquesta ingent quantitat de material i subministraments requeria una enorme cadena logística que llastrà molt a l'Exèrcit i el convertia en un elefant lent i tòrpid, com el veien els guerrillers comunistes. Així doncs, només un de cada set soldats estatunidencs es veié realment involucrat en combat, mentre que la resta pertanyien a cossos logístics, administratius, mèdics i mecànics, entre d'altres.
Per acomplir la segona meta, el desplegament de la potència de foc, els camions i helicòpters portaven canons de diversos calibres on calgués, per així donar cobertura a les tropes d'infanteria. Quan les peces no podien ser descarregades per l'espessor de la seva, els diferents tipus d'avions llançaven bombes de centenars de quilos d'explosiu que obrien un cràter per a permetre l'aterratge dels helicòpters. També es començà a equipar als helicòpters amb míssils i ben aviat apareixerien els nous helicòpters artillats.
Amb tot aquest poder a les seves mans, organitzaren diverses operacions de gran abast, sent la primera i més important l'anomenada operació Starlite contra el FANV i, la més sagnant, la batalla de la vall d'Ia Drang, principalment contra l'EVN.
L'estratègia de la guerra de guerrilles amb què actuà el FAVN, per contra, explotava aquestes debilitats, conscient del cost creixent en l'àmbit econòmic, polític i militar que suposava per als invasors, confiant en el creixent suport popular com a base que els permetria minar l'enemic, estratègia que a la llarga es demostrà vencedora.

### Els primers enfrontaments

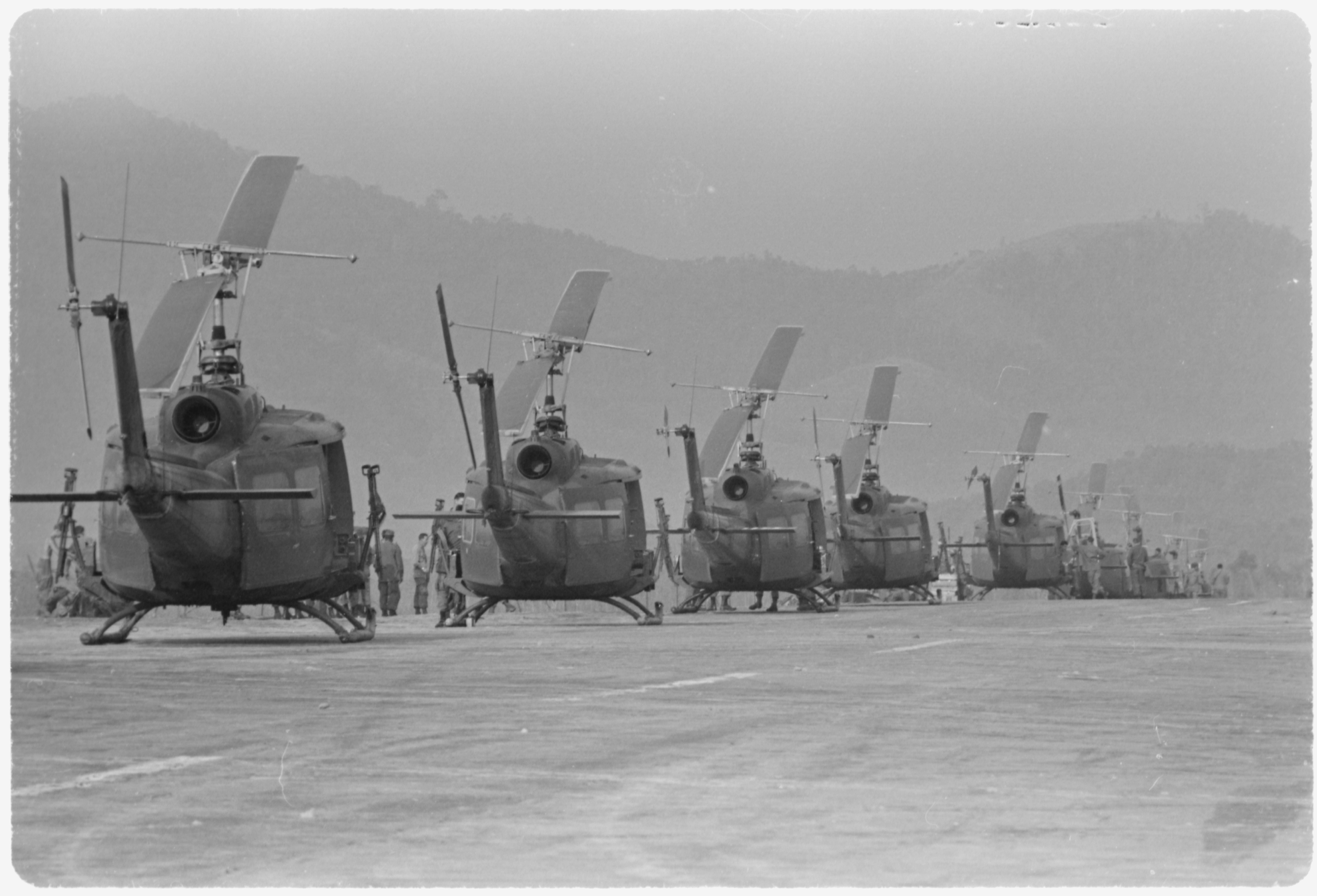
Al contrari que els francesos, els estatunidencs van veure la utilitat de l'helicòpter en aquella guerra, usant-lo amb profusió. A la imatge, helicòpters de les companyies 170a i 189a esperant l'embarcament de les tropes a Polei Kleng, Vietnam del Sud.

Les forces nord-americanes basaren bona part de la seva intervenció en la utilització de tropes aerotransportades amb helicòpters, davant la manca de control del territori i les comunicacions terrestres pel suport massiu a la guerrilla, aquests resultaren ser útils en operacions com la de la vall d'Ia Drang, per transportar als homes al centre de la batalla, portar-los subministraments i retirar als ferits.
Hanoi va enviar una divisió per reforçar les forces del Viet Cong properes a Saigon per la ruta Ho Chi Minh i va ordenar al veterà 1r Regiment del Vietcong organitzar un atac contra la nova base aèria del Cos de Marines dels Estats Units (USMC) a Chu Lai. A principis de 1965, els estatunidencs van posar en marxa l'operació Starlite, aconseguint sorprendre i arraconar el FANV a la península de Noh Nang. Un cop allà va poder causar fortes baixess amb tot l'armament disponible: armes portàtils, artilleria, aviació i artilleria naval dels creuers fondejats al golf de Tonquín.
Els èxits a Ia Drang i a l'operació Starlite, juntament amb el que s'havia après a la Guerra de Corea sobre evacuacions sanitàries (també sobre les mateixes selves del Vietnam quan només eren assessors) van donar molta confiança en el nou mitjà de transport i de guerra. Ja a l'agost de 1962, l'informe Howse qualificà de "necessari i desitjable l'adopció del concepte de mobilitat aèria a l'exèrcit", i les reticències que El Pentàgon pogués tenir cap als aparells d'ala variable quedaren dissoltes completament. Es redactaren plans per formar noves unitats que formarien la cavalleria aèria, transportada, ajudada i abastida per helicòpter. Homes de la 2a Divisió d'Infanteria van ser traspassats a la nova divisió, i l'1 de juliol de 1965 va néixer la 1a Divisió de Cavalleria Aèria.
No obstant això, els guerrillers vietnamites del FANV aconseguien refer les seves forces, i el mes de juny, van derrotar i destruir completament al 51è batalló de l'ARVN en una acció sorpresa prop del golf de Tonquín.

### Les primeres lliçons
Les Victòries inicials van animar als estatunidencs a seguir amb les mateixes tàctiques. Aquestes serien:
1. l'ús dels helicòpters per a disposar de mobilitat necessària en un país selvàtic i muntanyós, així com per ser usats com a plataforma d'atac.[41] Així va sorgir el primer helicòpter artillat, l'AH-1H, també conegut com el Cobra, o el UH-1H Huey (intrínsecament associat amb el Vietnam, encara que segueixi en servei a inicis del segle xxi)
2. un gran desplegament d'artilleria, transportada en helicòpter si calgués
3. recerca de l'enemic en camp obert i obligar-lo a una lluita "convencional"
4. ús de la cavalleria lleugera i la infanteria, preparats per caminar per terreny poc apte. Així doncs, els vehicles pesants com el tanc Sheridan eren un objectiu senzill per a les armes anti-tanc portàtils.[42]

Així doncs ben aviat van estar disponibles batallons de cavalleria aèria i una gran quantitat d'helicòpters. Però pel seu costat, el FANV va prendre bona nota d'aquestes tàctiques, per tal de no repetir l'error dues vegades. Però per a alguns autors, van ser els vietnamites qui van aprendre més d'aquells reversos. La gran capacitat del Vietcong i del general Giap per adaptar-se i aprendre dels seus errors els va fer rectificar la seva manera de lluitar, evitant combatre els estatunidencs com un exèrcit i passar a una contesa llarga i sagnant, en forma de guerra de guerrilles, per la que seguiren les pautes següents:

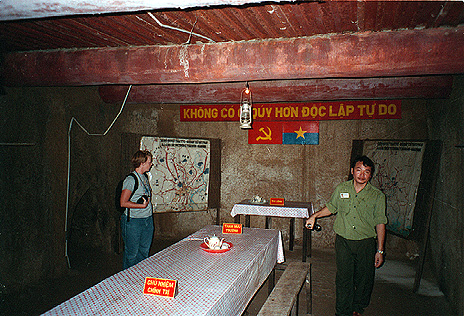
Als túnels vivien i lluitaven grans contingents de vietnamites. Molts d'aquest, com aquest de Cu Chi, han estat transformats en museus

1. rebutjar sempre el combat en camp obert o en un terreny fàcilment abastable
2. lluitar sempre el més a prop possible de l'enemic per evitar el seu foc d'artilleria
3. no restar gaire temps en la mateixa posició i abandonar-la tan bon punt l'enemic oferís massa resistència. S'arribà a l'extrem de llançar granades de morter i marxar sense comprovar on queien
4. continuar la construcció de túnels tant a les planes com als turons per oferir un refugi relativament segur al FANV i a l'EVN per a descansar, rebre cures mèdiques i desaparèixer davant de l'enemic
5. compartir totes les mateixes condicions de vida i fer-los sentir-se part d'una lluita comuna. Així, els oficials vivien als mateixos forats que els seus soldats, i els membres del Politburó de Hanoi solien endinsar-se per la Ruta Ho Chi Minh per animar als sapadors i a les Brigades de Xoc de les joventuts.

Aquestes tàctiques descol·locaven totalment a l'alt comandament dels EUA, als seus oficials i als propis soldats. Un membre de les Forces Especials de l'Exèrcit dels Estats Units afirmaria que m'agradava més al 65 i al 66. Llavors eres tu contra ells. Ara t'asseus i esperes que saltin pels aires o que ho facis tu.. Així, la guerra del Vietnam es convertí en una sèrie de llargs moments d'inactivitat o de marxa interromputs per instants de lluita sagnant, la qual cosa destrossava els nervis dels soldats i els enfurismava enormement. Així doncs, per als invasors, l'emboscada es convertí en una obsessió, i evitar caure es convertí en una de les principals prioritats dels homes, abans de les ordres o de l'obediència deguda als oficials. Aquest tedi a la selva, paral·lel a la tensió davant un possible atac destruí els nervis a molts soldats, abocant a molts cap a la drogoaddicció (una altra causa que, finalment, contribuiria a la derrota)

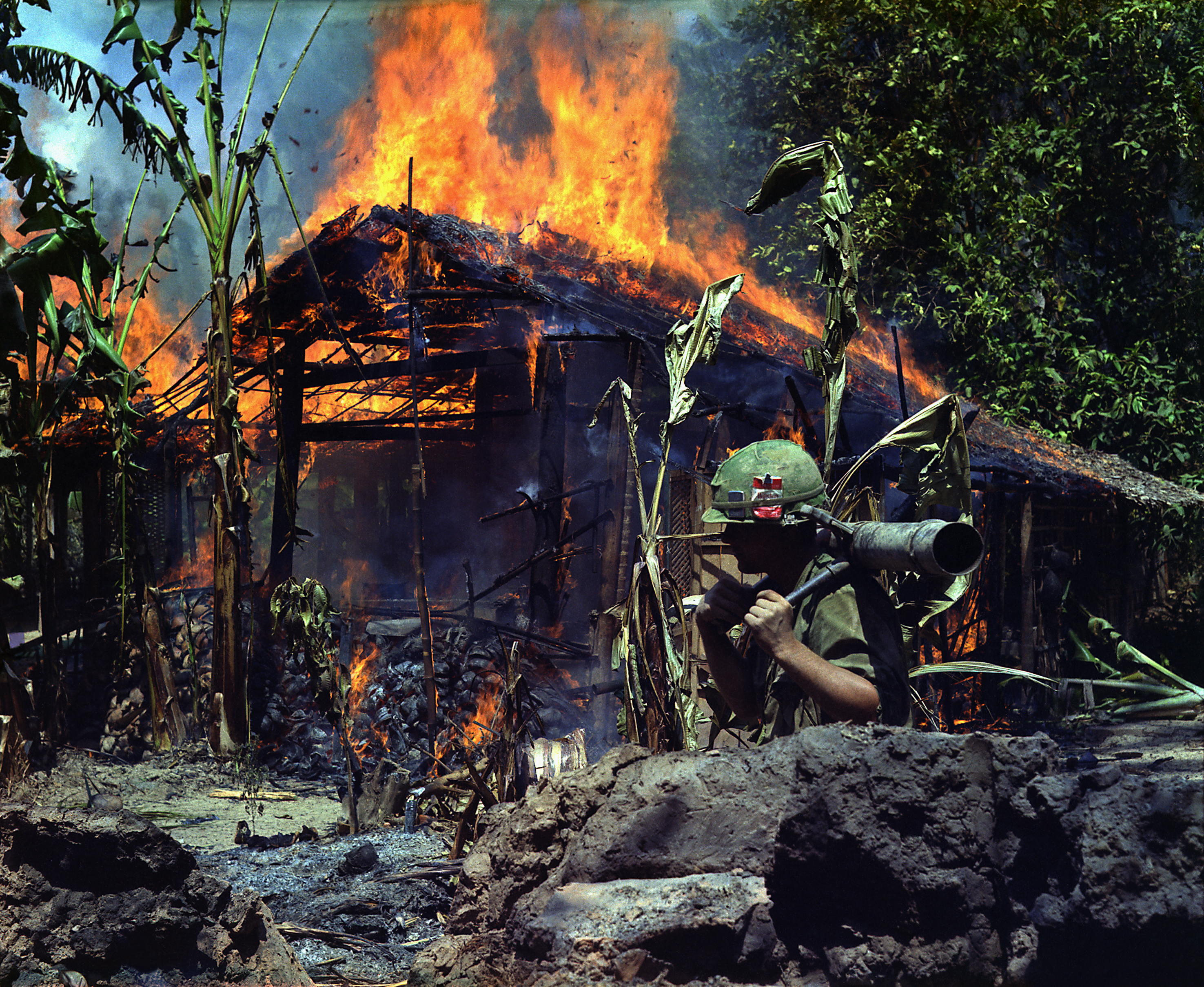
Campament base del FNA atacada pels estatunidencs.

El desig d'aconseguir una batalla campal convencional arribà a ser l'obsessió del Pentàgon, que organitzava operacions a fi de trobar el quarter general del FANV, car seguien suposant que els guerrillers defensarien aquella posició, i així tindrien una oportunitat per destruir-los. Però per més operacions que van portar a terme, el CGVC mai no va aparèixer, demostrant no haver entès res de l'estratègia guerrillera vietnamita.
Durant el primer any de la guerra, els Estats Units van vèncer pràcticament totes les batalles obertes que van lluitar. Això els va fer pensar en una victòria ràpida; però per tal que els oficials poguessin adquirir experiència de combat, els oficials rotaven cada 6 mesos en comptes de cada 12, quan les estadístiques informaven que un militar començava a moure's bé als 3 mesos i assolia el seu nivell operatiu òptim als 10. Això feia que les unitats es trobessin permanentment comandades per novells ineptes, convertint-los en candidats a les temudes emboscades, davant les quals els soldats veterans no dubtaven en disparar contra els seus superior i qualsevol recluta que no fos gaire destre. El càlcul de gairebé 800 oficials morts a mans dels seus propis homes es considera optimista.

### Els vietnamites
Pels vietnamites del EVN i del FANV, la presència estatunidenca només era un altre enemic imperialista més al que podien guanyar, com ja havien aconseguit en dues ocasions en el passat; aconseguint no només la reunificació del país, sinó l'alliberament d'Indoxina del colonialisme. Aquest era l'esperit nacionalista d'un país del Tercer Món, quelcom que els americans no arribarien a entendre mai i que, a la llarga, seria un altre motiu per la derrota, car els líders vietnamites podien confiar en què lluitarien durant mil anys'.
Quatre són els puntals que es considera en què els vietnamites es basaven per guanyar:

#### L'exèrcit del Vietnam del Nord
La guerra del Vietnam s'ha comparat (i possiblement se seguirà fent) amb qualsevol altra guerra en la qual els Estats Units no guanyin amb la claredat que s'espera del seu armament, com a Somàlia o a l'Iraq. Però la guerra del Vietnam té dues diferències que no s'han repetit des de llavors:
- els estatunidencs i la resta de països de la coalició lluitaven contra un exèrcit regular, a més de contra guerrillers. L'EVN emprava principalment tàctiques guerrilleres, i el seu entrenament estava destinat principalment a crear el que pot anomenar-se forces irregulars. Però era un exèrcit regular pel que fa a reclutament, organització, armament, etc. A més, el Vietnam del Nord no comptava amb veïns enemics que hagués de vigilar amb unitats, podent per tant destinar pràcticament tots els seus efectius a l'alliberament del Sud.
- l'exèrcit i el país que el comandava comptava amb el suport d'una altra potència, com era la Unió Soviètica, que els facilità l'adquisició d'armament i entrenament per contrarrestar parcialment la potència dels EUA. Tanmateix la quantitat era molt inferior a la lliurada pels Estats Units. Al voltant d'uns 11.000 efectius soviètics van lluitar al Vietnam, la majoria d'ells pilots, tècnics i especialistes en defensa antiaèria.[45]

#### La Ruta Ho Chi Minh: l'abastiment dels guerrillers

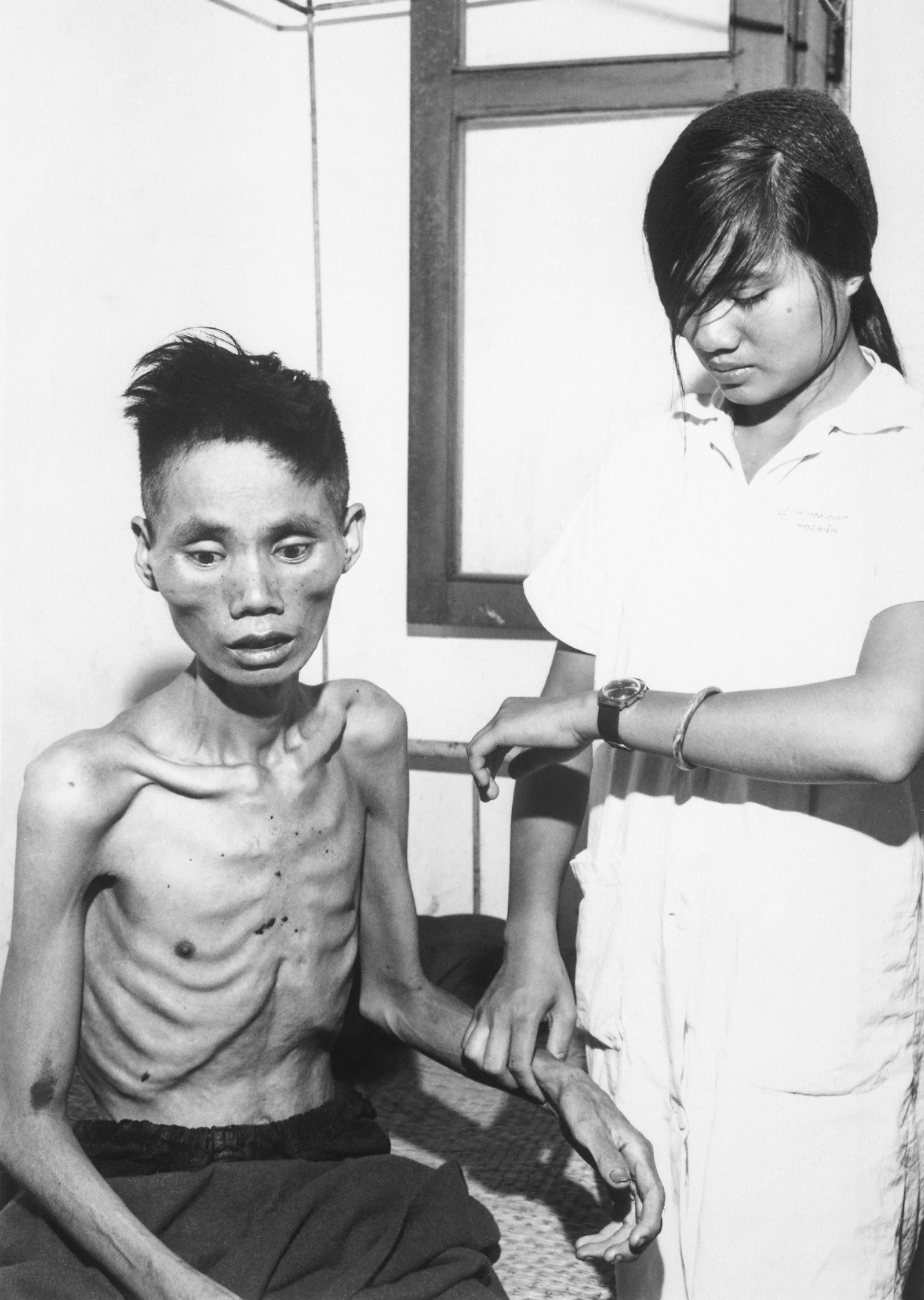
La crueltat contra els presoners de guerra va ser quelcom comú per part d'ambdós bàndols. En el cas del desertor Le Van Than, capturat del Vietcong, va ser deliberadament desnodrit durant un mes

Com que la flota dels Estats Units feia impossible l'abastiment marítim, el Vietnam del Nord decidí reforçar, ampliar i emprar profusament la ruta que obrí el 1959.
Aquesta ruta va rebre el nom del primer president del Vietnam modern, Ho Chi Minh, i distava molt de ser una carretera o fins i tot un camí. Transcorria per Laos i Cambodja, i majoritàriament es tractava d'una col·lecció de senders emprats per transportar tota mena de provisions i soldats.
Tot i que la seva importància s'ha sobrevalorat, aquesta ruta va ser una peça clau en la victòria; especialment perquè mai no va poder ser tallada ni detinguda. Es van fer servir tota mena de tècniques (des dels bombardeigs massius fins al sembrat de sensors intel·ligents que detectaven el caminar de persones i fins i tot la suor); però per l'acció dels animals, la selva, els innumerables camins i la perseverança dels vietnamites, tot va ser inútil.
Amb el temps, la Ruta va omplir-se de zones per descansar, a més de cultivar menjar per alleujar la pressió sobre les mercaderies transportades. Aquests centres van ser objectiu dels bombardeigs, d'atacs per part de mercenaris contractats per la CIA i fins i tot d'incursions a Cambodja i Laos. Però com en el cas dels bombardeigs, tot això també va resultar inútil, i la Ruta Ho Chi Minh esdevingué una peça clau per poder llançar l'Ofensiva del Tet, la posterior Ofensiva de Pasqua i, finalment, l'ofensiva de Primavera que acaba amb el Vietnam del Sud.
Així doncs, va ser la Ruta i els posts que s'hi instal·laren, cosa que obrí les portes al fet que Vietnam del Nord mobilitzés al seu exèrcit quan el govern pro-occidental de Laos va caure i el convertí en un protectorat de facto.

#### El Front d'Alliberament Nacional del Vietnam
El Govern Provisional de la República del Vietnam del Sud va aprendre ben aviat com n'era de mortífera la potència de foc estatunidenca, decidint-se per tant a emprar la guerra de la puça, amb petits cops però de gran contundència. En teoria, es tractava d'esclafar una unitat per la superioritat numèrica (déu a un, encara que no sempre era possible assolir aquesta proporció), i retirar-se abans de la reacció de l'enemic.
Entre els ajuts que aconseguien als països veïns, les que aportava el nord i les obtingudes de bombes i granades estatunidenques sense explotar, li permetien un subministrament limitat de material explosiu per fabricar bombes i trampes explosives. L'armament era una prioritat, i la resta de necessitats ocupaven un segon pla, de manera gairebé oposada a l'enemic, on la superioritat logística de les tropes estrangeres només comportava enveges i odis, i per tant, ganes de colpejar més forts.
| «                              | Els nostres oficials d'intel·ligència ens deien que els estatunidencs tenien filets, cervesa i gelats a les seves bases; i que la guerra només els ocupava part del seu temps. Nosaltres portàvem la guerra sobre les nostres espatlles allà on fóssim, armats o no. A diferència d'ells, teníem pocs medicaments i cap hospital quan ens ferien | » |
| — Un antic membre del Vietcong | |   |

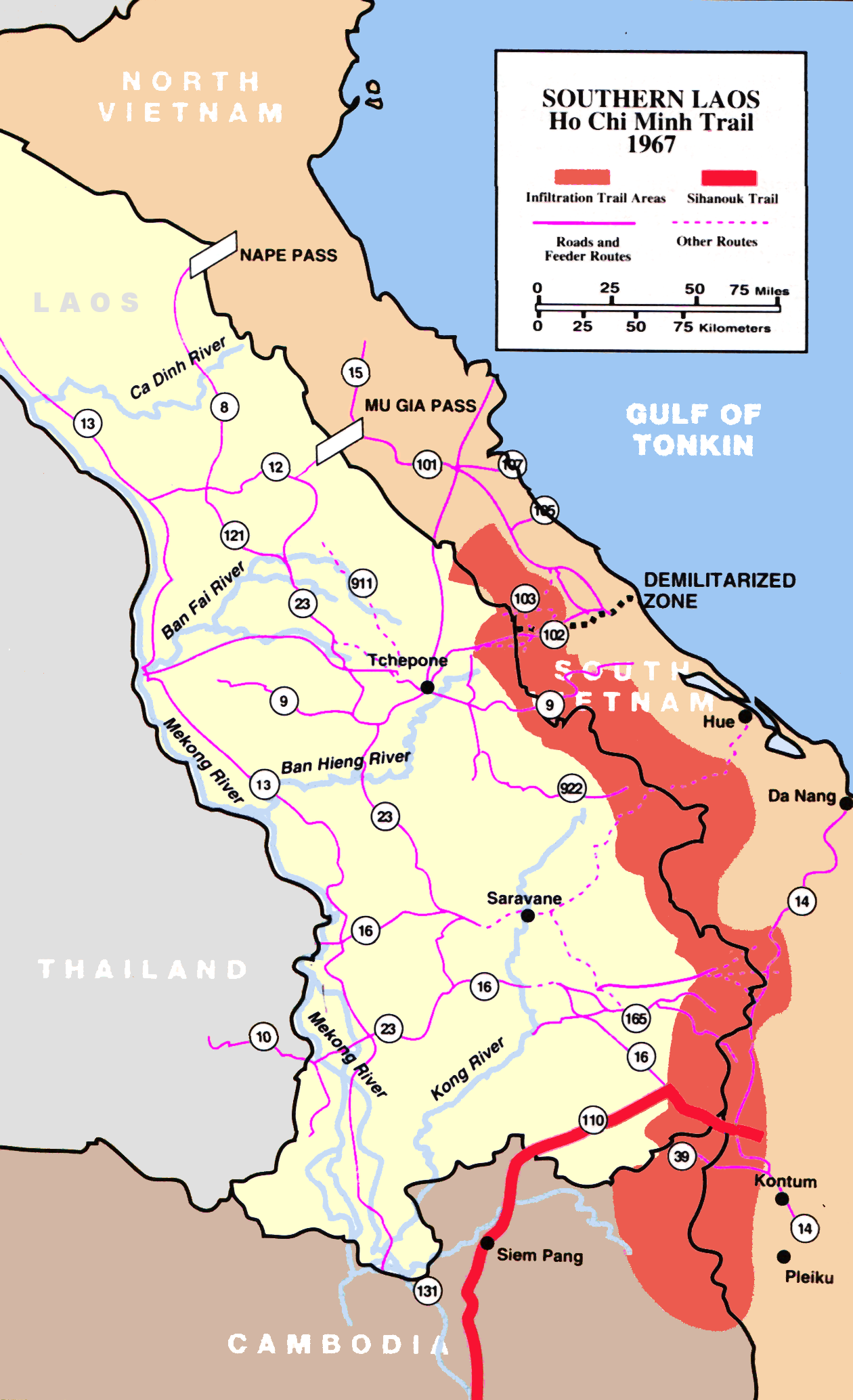
La Ruta Ho Chi Minh.

A més, la seva adaptació al terreny els permetis viure amagats o treballant durant el dia i, de nit, realitzar tota mena d'atacs emprant el terreny i la vegetació per assetjat a l'enemic. Així doncs, la nit els pertanyia realment, ja que durant aquelles hores de foscor eren ells qui dominaven el terreny.
El seu contacte proper amb la població local els permetia tenir accés a aliment i informació. Abans de triar un objectiu, els comandants de regiment enviaven un explorador que establís contacte amb la població local i preparessin l'entrada, l'atac i la retirada. Si les 3 accions es consideraven possibles, llavors s'emprenia l'atac. Aquests en moltes ocasions consistien en onades humanes; però sí que es tenia cura en no malaguanyar vides humanes, a més de netejar el terreny de cadàvers per a poder honrar-los amb una cerimònia fúnebre quan l'operació finalitzés.
La cadena de comandament del Vietcong funcionava com la de qualsevol exèrcit o potser millor. Tant és així que van arribar a sorprendre els estatunidencs organitzant atacs a nivell de divisió. Una unitat atacava a una inferior en nombre, i quan aquesta sol·licitava reforços per a rebutjar l'agressió, les forces enviades eren atacades per una unitat encara major que la primera. Així s'aconseguia augmentar la impaciència tant en auxiliars com en auxiliadors, contribuint a la victòria i a la caiguda de la moral (aquesta va ser una de les causes per les que fracassà el 1966 l'Operació Attleboro). Si els reforços eren massa nombrosos, el Vietcong sempre podia desaparèixer a la selva, llevat d'una unitat: els pijames negres. Aquesta unitat, formada pels homes més motivats, vestien la clàssica roba dels camperols, portant un fusell o un subfusell, un forrellat i una cadena per lligar-se a un arbre a fi de lluitar sense retirada ni rendició, per ferir amb força a l'enemic o permetre la retirada dels seus companys.
Els guerrillers no eren comunistes en la seva majoria, i ni tan sols eren tot homes: quan alguna unitat estava mancada d'efectius reclutaven dones, que combatien tan ferotgement com els homes. Aquesta ferocitat, determinació i renúncies va sorprendre molt els estatunidencs, que sovint arribaven al sud-est asiàtic per una lleva. Fins i tot temps després els antics membres d'aquells cossos guerrillers també se sorprenen per la seva abnegació:
| « | Realment no sé com vam poder aguantar tots aquells anys. No hi havia res a fer excepte lluitar i seguir lluitant. Els soldats estatunidencs tenien sort. Tornarien a les seves llars, a milers de kilòmetres, un cop finalitzada la seva tasca. Nosaltres no teníem res, excepte la terra, la nostra terra. Si ens rendíem, no tindríem res. Possiblement, en el fons dels nostres cors, els odiàvem | » |

#### La moral dels vietnamites
Des de llavors, aquells homes menuts i generalment prims han sorprès a tothom per la seva tenacitat i voluntat en vèncer a quants enemics se'ls hagin posat al davant. Aquesta motivació, de vegades confosa pels nord-americans per fanatisme o per exemples dels menyspreu dels líders comunistes i dictatorials cap al seu poble. Encara que sigui veritat que ambdós Vietnams eren dictadures i que van ser molt comuns els casos d'execucions sumàries per part dels oficials de l'EVN, els nord-vietnamites tenien un gran desig de vèncer i una fe de ferro en els seus sacrificis. Com a exemple pot servir el testimoni de Duong Thi Xuan Quy en travessar l'Autopista 9 al final de la Ruta 9:
| « | Se m'està caient la pell i estic extenuada... Vaig arribar coixa i eren les 6 en punt quan vaig travessar l'Autopista 9. La carretera no era ample, però vam haver d'accelerar el pas per no cridar l'atenció dels avions enemics. Va aparèixer de cop davant meu, una corba difuminada pel sol de l'estiu i plena de pedres. No obstant això, semblava prou intacte. Així vaig travessar l'Autopista 9, una via el record de la qual es perpetuarà a la història del nostre poble heroic. | » |

Un altre exemple de la laboriositat sense desesperança el van adonar els habitants del Vietnam del Nord després dels bombardeigs. Un membre de la comunitat relatava que:
| « | Des que van començar els bombardeigs de l'Operació “Rolling Thunder”, tot el nord, llevat de Hanoi i Haiphong, havien patit bombardeigs aeris de tota mena: napalm, fòsfor blanc, mines anti-persona, alt explosiu, defoliants... Tots els ponts, tots els nexes de camins, totes les estacions ferroviàries, totes les fàbriques havien estat atacades, reconstruïdes, camuflats, de nou atacats, traslladats i de nou reconstruïts. | » |

Per a aquells originaris de regions temperades, la jungla els pot resultar com un lloc hostil, amiga dels seus enemics i enemiga seva, com la veien els anglesos a Birmània durant la Segona Guerra Mundial. Els vietnamites havien d'alimentar-se de serps, rates, llangardaixos i, quan hi havia sort, d'arròs; però per aquest motiu, quan els aliments mancaven, podien sobreviure a la selva sense que la seva moral es ressentís, i quan aquests arribaven, després del robatori d'una base, es vivien autèntics moments d'eufòria i satisfacció. Això era quelcom que els francesos de la Columna Alessandri havien experimentat durant la seva penosa marxa cap a la Xina, quan els avions estatunidencs els llançaven menjar, aquest era un festí, cosa que per als membres de les unitats estatunidenques perdudes a la selva no suposava cap exquisidesa, i fins i tot s'arribaren a establir torns per escollir els que més els agradaven.

## El Sud recupera territori

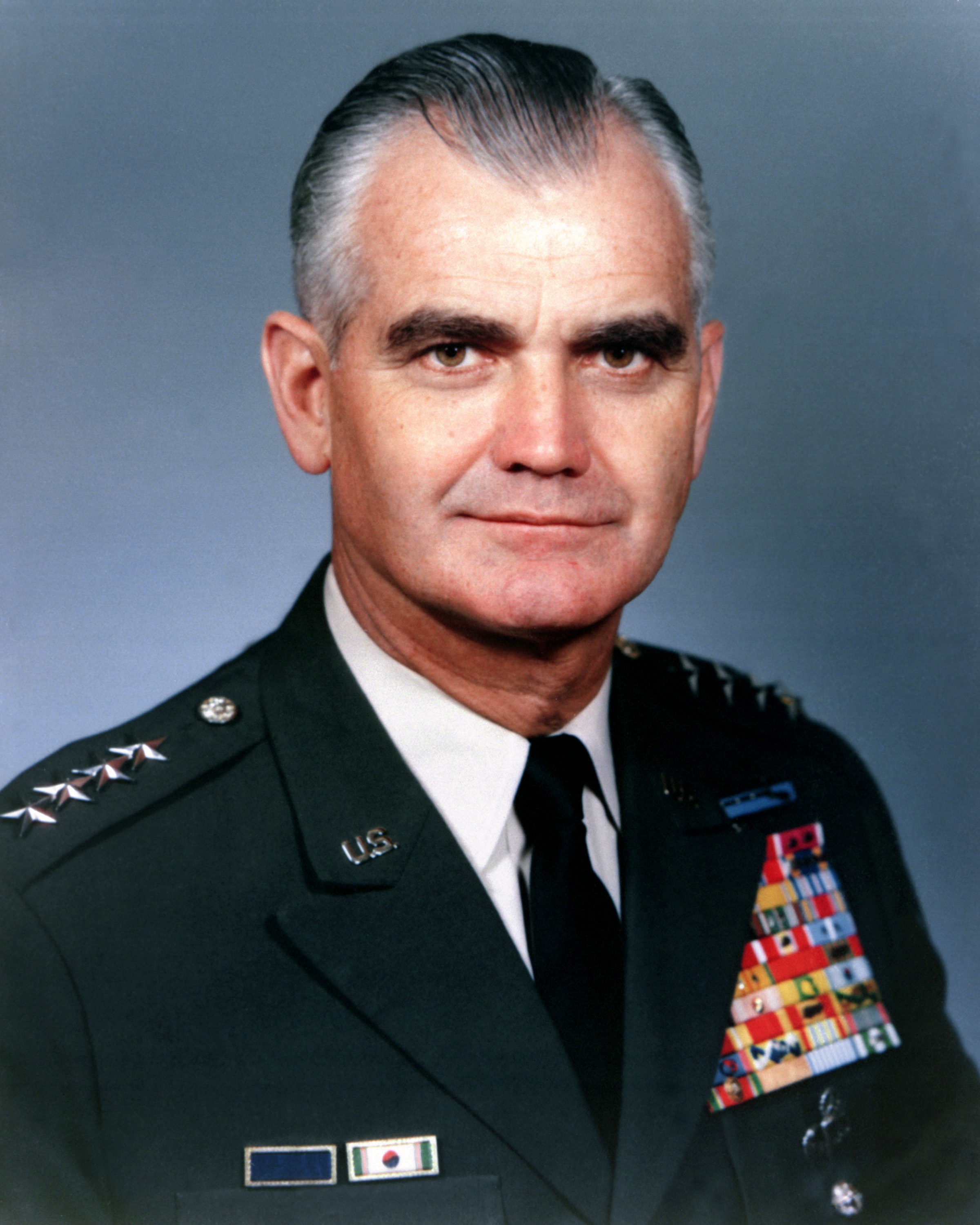
El General William Westmoreland.

El comandant de les tropes nord-americanes al Vietnam, el general William Westmoreland, demanà i aconseguí els mitjans per poder portar a terme les accions que creia el portarien a la victòria.

### Les accions nord-americanes
1. Operació Rolling Thunder: que s'inicià a principis de març de 1965 per atacar objectius al Vietnam del Nord i reduir o eliminar les incursions de les seves unitats al Sud. Com es demostrà posteriorment, va ser un dels primers fracassos tant pels objectius assolits[49][50][51] (es pensava reduir la indústria nord-vietnamita en pocs dies) com per les morts civils causades. A més que constituïren un constant mal de cap per a les famílies dels pilots desapareguts en combat. Els F-105 Thunderchief de la Força Aèria dels Estats Units d'Amèrica i els A-4 Skyhawk basats en portaavions de l'Armada dugueren a terme la majoria de missions contra els nord-vietnamites. La campanya suposà el primer ús en combat d'ordinadors electrònics a bord per mostrar informació de posició d'aeronaus en temps real.[52]
2. Tallar l'arribada de subministraments des del Nord: per a això s'intensificaren les accions dels Boines Verdes a les Terres Altes Centrals formant milícies a les muntanyes i aconseguint molts èxits a la Ruta Ho Chi Minh (alguns autors creuen que va ser l'acció més eficient dels Estats Units). Al mateix temps, la flota estatunidenca va bloquejar gairebé tots els enviaments marítims.
3. Atacat l'enemic al seu propi territori. S'intensificaren les operacions de recerca i destrucció, es patrullà amb llanxes el delta del Mekong, es formaren i enviaren els SEAL, per a portar a terme accions de contra insurgència
4. Portar a terme la campanya de Cors i Ments, que tant d'èxit comportà als anglesos a Malàisia,[53] per atraure's a la població amb la reconstrucció de poblats, sanitat, o lliurament de maquinària agrícola.

Els Estats Units i els seus aliats van llançar una missió darrere de l'altre i lluitaren una batalla darrere de l'altre, de les que es poden destacar:
- Operació Starlite, per anul·lar l'amenaça del Vietcong a la base aèria de Chu Lai i assegurar-se que la seva poderosa torre de comunicació es mantingués intacta.
- Batalla de la vall d'Ia Drang, per localitzar i destruir als regiments del EVN que hostigaven a les seves forces a la zona muntanyosa
- Operació Rolling Thunder, per destruir la indústria militar nord-vietnamita i altres objectes suposadament militars
- Operació Market Time, per tallar els subministraments arribats per mar
- Operació Prairia, on es lliuraren combats molt durs a l'anomenat turó dels murmuris, a fi de detenir la infiltració per la zona desmilitaritzada.
- L'ús de l'agent taronja, per eliminar la coberta vegetal que protegia les guarides i les posicions des d'on els guerrillers atacaven a les forces regulars.

Tanmateix, al desembre de 1965, la USAF posà en marxa el Programa Big Belly, per permetre que els Boeing B-52 Stratofortress transportessin gairebé 10.000kg de bombes, i a l'abril de 1966 van ser desplaçats fins a l'illa de Guam, per poder arribar fins a Vietnam del Sud. Des d'allà es realitzava una mitjana de 300 sortides al mes. Amb aquest nova arma el 1966 s'aconseguí derrotar a la 9a Divisió del Vietcong, per a la qual hagueren de fer 255 sortides.
Totes aquestes operacions, els bombardeigs i les victòries donaven una sensació a l'opinió pública nord-americana que s'estava aconseguint l'objectiu de pacificar el país, però la imatge que es tenia quan s'arribava a qualsevol lloc del Vietnam del Sud era d'inseguretat. Així ho van poder comprovar el contingent espanyol que arribà a Saigon a l'abril de 1966: els edificis oficials es veien protegits per sacs de sorra, l'autobús que els portava portava les finestres cobertes amb reixes per impedir l'entrada de granades, i fins i tot al mateix hotel Península on estaven allotjats va haver d'interrompre l'emissió d'una pel·lícula per les explosions properes i el posterior atac amb helicòpters. I això dins de la mateixa capital del país.
Amb aquesta campanya de missions i atacs, l'avenç comunista es va detenir gairebé en sec. No obstant, l'alt comandament estatunidenc veia diversos problemes: ja el 1965, el mateix Westmoreland va reconèixer que la xifra de baixes era desproporcionadament alta; el 1966, el nombre de victòries es va reduir (els nord-vietnamites començaven a portar la iniciativa), circumstància davant la que Westmoreland respongué sol·licitant i obtenint més soldats i a seguir emprant l'artilleria, l'aviació, l'alt explosiu i altres mitjans devastadors al seu abast. D'aquesta manera, les operacions continuaren seguint-se una rere l'altre:
- Operació Cedar Falls, per destruir les infraestructures del Vietcong, causar-li greus pèrdues i obrir el camí vers la victòria
- Operació Junction City, per localitzar i destruir el suposat quarter general del Vietcong a una batalla convencional
- Aixecar la línia McNamara per detectar i neutralitzar qualsevol temptativa de penetrar per la zona desmilitaritzada
- Trasllat dels B-52 a Tailàndia per poder realitzar les missions sense necessitat de ser reaprovisionats en ple vol
- Augment de les sortides dels B-52 fins a una mitjana de 800 al mes[54]
- Desenvolupament de la Força Fluvial Mòbil per patrullar pel delta del Mekong per localitzar i netejar els santuaris del Vietcong, així com qualsevol carregament d'armes o subministraments que s'intentés infiltrar per aquest riu.

Gràcies a tot aquest suport i esforç, el govern de Saigon va anar recuperant bona part del territori perdut als anys anteriors, i el 1967 als Estats Units es tenia la sensació que la victòria arribaria en poc temps. Però la desmesurada potència de foc usada estava resultant contraproduent molt sovint. Un vilatà comentava que
| « | El poblat ja no existeix. Va ser destruït pels estatunidencs, reconstruït i tornat a destruir per ells. Després d'això se l'anomenà zona de foc lliure. Van dir que, amb el poblat mort, ja no hi havia cap motiu perquè ningú anés allà, ni tan sols per visitar la tomba dels nostres avantpassats | » |

A més, l'ús d'una arma tan temible com els superbombarders B-52 causà rebuig a bona part del món, inclòs els mateixos Estats Units.

### Altres participacions estrangeres

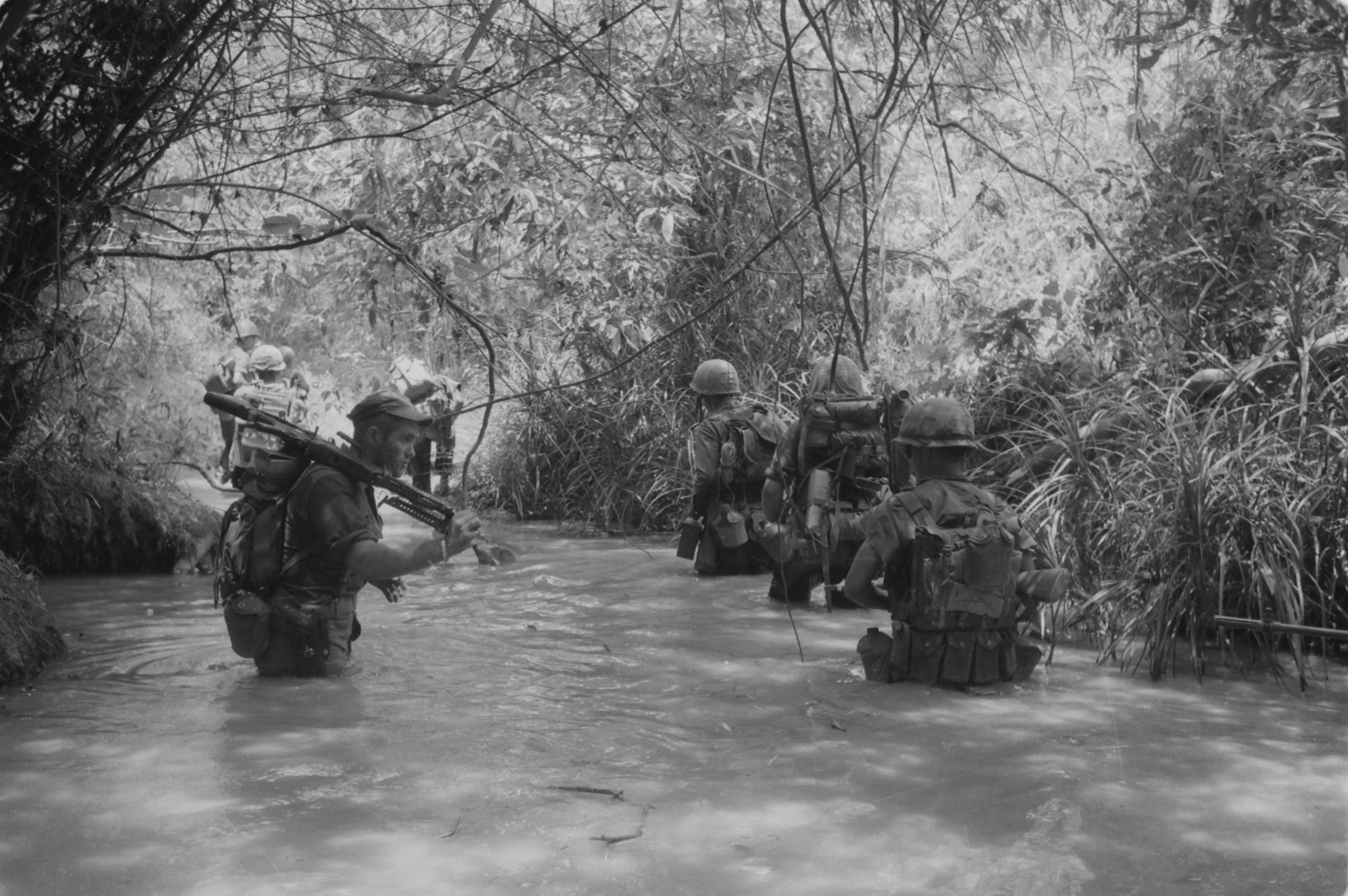
La jungla és un escenari hostil, és per això que disposar de tropes experimentades resultava molt útil. A la imatge, efectius dels Marines de la Companyia H, 2n Batalló del 4t Regiment, avancen durant l'Operació "Hastings" a Dong Ha, juliol de 1966

Des de l'inici, el President Johnson tractà d'atraure a tants països com fos possible per donar una idea que el "Món Lliure" estava lluitant contra el comunisme. Molts països van enviar ajut, principalment en forma de subministraments mèdics (que és un dels ajuts millor vistos per la població del país emissor i receptor); però només 7 països van enviar tropes al Vietnam com a resposta del citat "Món Lliure", encara que l'adjectiu Lliure sovint és més un eufemisme que no pas una realitat.
La més contundent va ser la dictadura coreana. El govern de Seül decidí donar suport al seu aliat estatunidenc, que els havia salvat de la invasió comunista la dècada anterior, amb un enviament de tropes per a missions de segona línia, tot i que ben aviat començaren a dur a terme accions de combat.
Al febrer de 1965 només eren 200 homes, però paral·lelament a l'enviament massiu nord-americà, el contingent coreà augmentà fins a situar-se en 47.829 soldats el 1967, amb una preparació i un entrenament envejable. Les seves tàctiques eren estatunidenques, però els seus mètodes eren propis i, sovint, brutals.
La zona assignada era la costa est del país, entre les ciutats de Cam Ranh i Qui Nhon, patrullant-la amb gran fanatisme (al cap i a la fi, coneixien de primera mà les accions dels règims comunistes). El 1967, una companyia sud-coreana va ser atacada per una formació del EVN molt superior en nombre. La batalla finalitzà en un bany de sang, amb 243 baixes pels vietnamites i una retirada humiliant.
Els coreans romangueren al Vietnam fins a març de 1973, amb la missió de mantenir oberts els ports i vies de comunicació, a més d'enfrontar-se al Vietcong. La xifra total sud-coreans va ser de 312.853.
Austràlia, pel seu costat, envià una força important. Els primers australians arribaren a Indoxina el 1962 com a assessors; però el 1965 el govern de Canberra augmentà el contingent fins a 1.400 homes. Aquesta aportació resultava de gran importància per als Estats Units i el seu intent d'unir a tot el Món Lliure en contra del comunisme, i tant és així que aquell destacament va ser rebut pel mateix general Westmoreland. A més, els australians ja tenien experiència en la lluita a la jungla, ja que anteriorment havien lluitat amb els britànics contra els comunistes a Malàisia.
Les tropes van seguir augmentant, fins a arribar als 7.672 soldats i oficials el 1967, que principalment realitzaren missions de recerca i destrucció a petita escala per tot el Vietnam, però principalment a la província de Phuoc Tuy.
El 1968, amb el canvi de situació, es va fer necessària la realització de missions conjuntes amb els estatunidencs per a defensar les bases de Bin Hoa i Long Binh; però aquest increment a la lluita no va ser apreciat en absolut al seu país. A Austràlia, la participació en la guerra va ser molt menys popular que als Estats Units, i provocà una controvèrsia desproporcionada respecte al volum de tropes enviades.
Al desembre de 1972 es retirà del Vietnam el darrer soldat australià, deixant un balanç de 49.968 participants (1962–1972), 492 morts, 2.398 ferits i 500 milions de dòlars invertits.
Un contingent molt nombrós va ser enviat per Tailàndia, amb un total d'11.568 soldats. A més, va permetre als Estats Units que usessin el seu territori per operar els B-52, els caces i avions de reconeixement i el Centre de Vigilància de la Infiltració. El temor que el Vietnam volgués conquerir tota la península d'Indoxina i estengués el comunisme va contribuir enormement a l'enviament d'una participació tan nombrosa.
Filipines envià uns 2.000 soldats, potser per aconseguir permissivitat per al règim dictatorial que implantava el president Ferdinand Marcos a l'arxipèlag. Taiwan, tot i que també compartia el temor de la invasió comunista amb Tailàndia i Corea del Sud, només envià 31 soldats, i l'Espanya governada pel dictador anticomunista Francisco Franco envià 13 metges militars, dels quals dos resultaren ferits rebutjant l'atac sofert durant l'Ofensiva del Tet.

### Les accions vietnamites

Un soldat del Vietcong amagat a un búnquer amb un fusell SKS.

Els vietnamites, tant l'EVN com el Vietcong, tenien molt clar que la seva tàctica d'atacar i causar tot el dany possible tornaria a ser la correcta. Novament es feia certa la metàfora:
| « | Serà una baralla entre un elefant i un tigre. Si el tigre es queda quiet, l'elefant l'esclafarà sense remei; però el tigre no s'estarà mai quiet. Saltarà sobre el llom de l'elefant arrencant-li grans trossos de carn per després amagar-se a la jungla. Així, l'elefant morirà desgagnat. | » |

Aquesta sentència amaga l'essència cruel i sovint atroç d'aquella guerra (com solen ser totes les guerres de guerrilles). Un membre del Viet Cong ho explicava clarament:
| « | Els nostres camarades no sentien pena. Sabien que havien de matar tants estatunidencs com fos possible. Se'ns havia dit que massacressim tants soldats imperialistes com ens fos possible, ja que si creixia la xifra d'estatunidencs morts, el poble estatunidenc – al que no li agradava aquesta guerra – enderrocaria al seu govern. | » |

Aquesta frase conté una altra de les cartes que el poble vietnamita va saber jugar extraordinàriament bé: l'ús del terreny en el seu propi benefici. A la jungla podien amagar-se sense ser vistos ni tan sols pels visors llum d'estrella o d'infrarojos, podien crear refugis més o menys segurs i podien amagar-se després d'una emboscada o per fugir d'una acció de recerca o destrucció. Els vietnamites sabien usar la selva hostil pel seu propi benefici, una cosa que els estatunidencs mai no van arribar a comprendre del tot, com demostra el seu desig d'acabar amb la vegetació amb desfoliants o de convertir el terreny en un camp erm a base de bombes.

### Les lliçons que els Estats Units no van aprendre

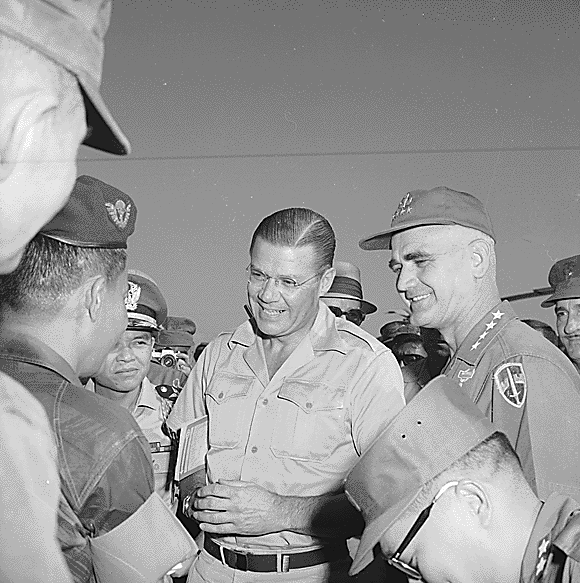
Robert McNamara va ser un dels primers dirigents en adonar-se'n que la guerra no anava bé. Aquí, juntament amb el general Westmoreland, en un dels seus viatges al Vietnam (1965)

Tot i l'extraordinari esforç portat a terme i a la sensació de triomf, els Estats Units no havien comprès la mena de guerra en la qual lluitaven i a l'enemic a què s'enfrontaven. Aquesta incomprensió s'adverteix en les contínues estadístiques i informes quantitatius sol·licitats i usats pels comandaments sense fixar-se massa en els discursos dels dirigents comunistes, mostrant que es comportaven com en qualsevol guerra convencional, on el més important són les dades del potencial enemic, en lloc d'una guerra de guerrilles, en la qual el punt vital és separar als guerrillers del suport popular.
Així doncs, la zona desmilitaritzada seguia sent un focus d'infiltració comunista, tot i els durs combats que tingueren lloc allà, a les bateries instal·lades a la Línia McNamara i a la seva avançada tecnologia.
Però la situació més crítica era la que es donava a l'anomenat Triangle de Ferro, una zona a 50 km de Saigon plena de túnels ocupats per vietcongs i soldats de l'EVN. Aquella zona va ser sempre una daga sobre la capital del Sud, a mig camí entre la principal ciutat del sud i els refugis segurs a Cambodja. L'Operació Attelboro va ser l'exemple d'una gran operació muntada per trobar i destruir els refugis i les unitats; però els soldats de la 196a Divisió d'Infanteria Lleugera van patir una gran derrota quan ho van intentar a l'agost de 1966. Els comunistes van aconseguir evitar el setge i refugiar-se a Cambodja. Es tornà a intentar el gener de 1967, en el marc de l'Operació Cedar Falls, però el Viet Cong va aconseguir fer el que els nord-americans consideraven impossible: desaparèixer. Es va capturar gran quantitat de material i es van destruir molts túnels, però el gruix de les tropes guerrilleres havia tornat a escapar-se de l'atac.
La majoria de l'Administració Jonhson defensava la idea d'augmentar els fons i el personal destinant al sud-est asiàtic, però Robert McNamara, un dels primers i més fervents defensors de la intervenció estatunidenca, començà a tenir dubtes el 1966 i a plantejar-se obertament la impossibilitat que la guerra es pogués guanyar el 1967. Segons ell, la iniciativa dels combats la portaven els comunistes; ells podien escollir quantes baixes podien patir i quantes causar-ne als seus enemics, i així, tal com deia McNamara, mantindran les baixes a un nivell prou baix com per poder aguantar indefinidament; però prou alt per temptar-nos a augmentar les nostres tropes fins a l'extrem que l'opinió pública nord-americana rebutgi la guerra. La CIA tenia una opinió similar, postulant també la impossibilitat de guanyar el conflicte únicament per mitjans militars.

## 1968, l'any que la guerra canvià de rumb
Fins a l'any 1968 existia una certa auto-complaença entre els comandaments militars estatunidencs per com anava la guerra. Tot i les baixes i les manifestacions en contra d'aquesta, les victòries obtingudes i el terreny recuperat feia pensar que es trobaven al camí correcte, tot i que existien informes d'intel·ligència que anunciaven una gran ofensiva comunista, però aquests informes no eren prou clars o fiables, ja que l'any anterior s'havia llançat una gran operació (l'Operació Cedar Falls), arran d'una altra operació d'intel·ligència, l'Operació Rendezvous, però que no aconseguí més contactes dels habituals amb el Vietcong. Per aquests motius va ser una gran sorpresa per a pràcticament tots els militars, polítics i analistes, i 1968 va fer caure totes les expectatives estatunidenques i demostrà la tenacitat i la perseverança del poble vietnamita.

### Les barres i estrelles onegen a Khe Sanh

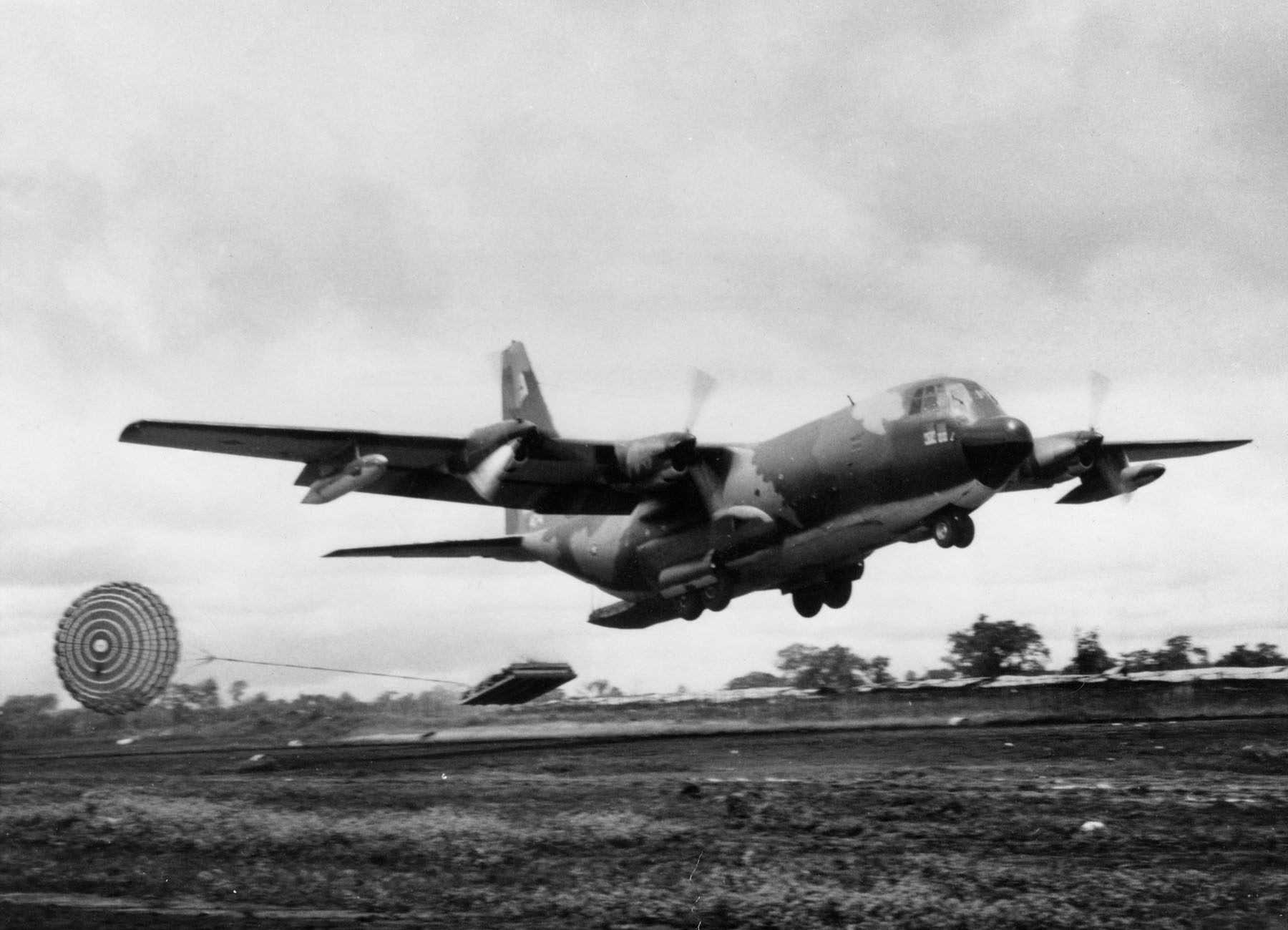
Un C-130 Hèrcules, llançant subministraments a Khe Sanh amb el sistema d'extracció per paracaigudes

Al mes de gener de 1968, els estatunidencs patiren un fort bombardeig a la base de Khe Sanh que, assetjada per dues divisions de l'EVN, a més d'altres efectius del Viet Cong, amenaçava en convertir-se en un daltabaix per als victoriosos ànims estatunidencs. Així doncs, l'Alt Comandament realitzà un esforç enorme per mantenir aquesta possessió al seu poder. Els Estats Units no deixaren d'enviar avions amb subministraments, i quan els aterratges van ser impossibles, van llançar les càrregues amb paracaigudes, socorrent als assetjats mitjançant l'Operació Pegasus, capturaren els turons que envoltaven les instal·lacions, i un llarg etcètera per mantenir la posició. Semblava que aquella lluita seria una de les poques de gran abast que les malmeses forces guerrilleres podrien emprendre després de gairebé tres anys de combat.
Durant el setge, els marines van capturar la cota 811 i hi van hissar la bandera estatunidenca. El comandament els ho va recriminar, perquè era territori del Vietnam del sud, però els marines van al·legar que l'única sang allà vessada era estatunidenca, i així donaren títol a aquesta part del conflicte, encara de manera optimista.

### L'ofensiva del Tet
A final de gener d'aquell any, mentre que s'estava celebrant la festivitat del Tet (l'any nou vietnamita), 38 de les 52 capitals del Sud van ser atacades i moltes d'elles pràcticament capturades. L'antiga capital de l'Imperi Vietnamita, Huế, va caure en poder dels rebels i la seva reconquesta va costar diversos dies; Saigon va estar en estat de setge, i la mateixa ambaixada dels Estats Units va ser atacada per un escamot suïcida que gairebé arriba a l'interior de l'edifici.

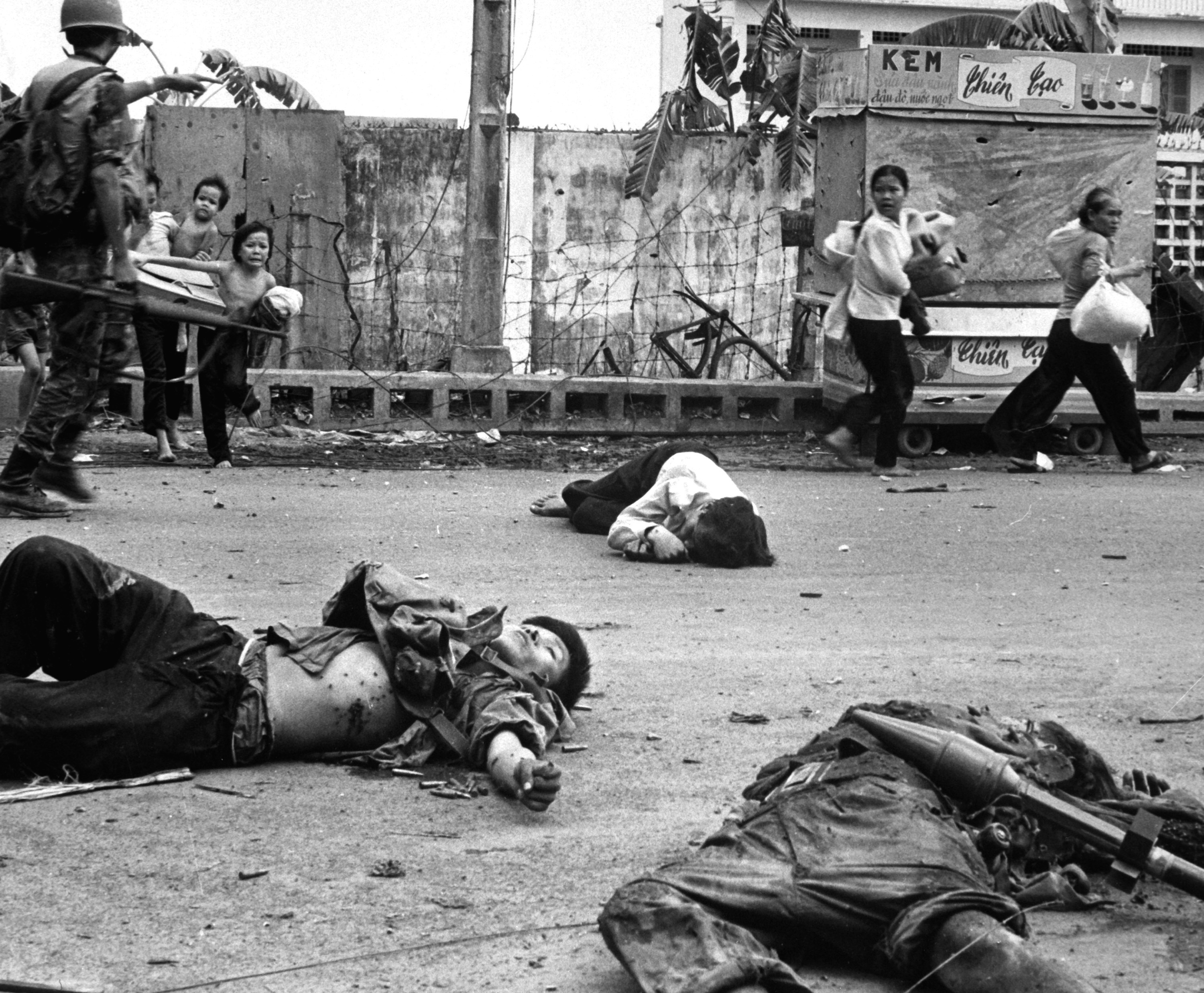
L'Ofensiva del Tet va causar molt de mal a les forces de l'EVN i del Viet Cong, però el mal causat a la moral nord-americana va ser molt més gran. A la foto, els cossos de diversos combatents del Viet Cong jeuen a la vista de dones i nens, maig de 1968

La sorpresa va ser absoluta pels estatunidencs i per l'ARVN. En aquest punt trobem una altra clau sobre la derrota dels Estats Units en aquesta guerra: la intel·ligència militar no era capaç d'oferir informació clara i concreta del que estava succeint i del que vindria. Tot i les tones de documents capturats a l'enemic en les operacions, l'ús massiu de la fotografia aèria (i, al final de la guerra, de satèl·lits espia), a la dispersió de milers de sensors per la selva i a l'ús dels, per a l'època, molt sofisticats ordinadors de tercera generació; l'Agència de Seguretat Nacional no era conscient dels preparatius per a l'Ofensiva, ni a la mida dels complexos de túnels que tant van col·laborar, ni a l'existència o no d'un quarter general de l'EVN al territori sud-vietnamita... arribant-se sovint a situacions on els oficials d'intel·ligència marcaven com a blancs importants llocs que no sabien realment si ho eren; però que en cas de ser-ho, els faria pujar punts. Naturalment, aquests llocs havien de ser inspeccionats per la infanteria, que es jugava la vida per ells, en lloc que fos la intel·ligència qui havia de treballar per a evitar-los riscs.
Tot i això, l'Ofensiva del Tet també guardava una petita sorpresa per a l'alt comandament nord-vietnamita: els soldats del sud van resistir l'atac amb poques desercions, guanyant així diversos combats acarnissats; el poder aeri escombrà gairebé per complet als guerrillers del Viet Cong (uns 40.000 morts, segons els estatunidencs), i pocs dies després, tot el territori guanyat pels guerrillers era recuperat, havent perdut l'EVN una bona part dels efectius que tan penosament havia aconseguit fer arribar al sud. L'ofensiva del Tet tornava a ser un fracàs, com ho havia estat la batalla del delta del riu Roig 14 anys abans.
Molt s'ha discutit si el resultat era o no el desitjat per Giap i pels jerarques de Hanoi; però les opinions són gairebé unànimes sobre els efectes que comportà als Estats Units

### La davallada de la moral

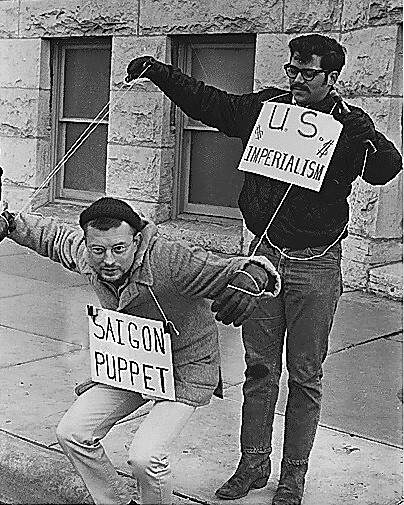
Encara que les manifestacions en contra van començar gairebé des de l'inici de la intervenció, va ser al 1968 quan els moviments en contra de la guerra del Vietnam començaren a ser majoritaris de manera definitiva

Paradoxalment, una victòria com la del Tet va fer veure als estatunidencs del carrer que els rebels no només podien donar un bon espant als seus soldats, sinó que podien atacar a qualsevol lloc del sud, podien atacar la seva ambaixada i violar el seu territori. Havien resultat inútils tants bombardeigs, tres anys de lluita amb un gran nombre de baixes, la riuada de milions enviats i la multitud de manifestacions i contra-manifestacions? Així es produí el que alguns autors han batejat com "el col·lapse de la moral". Tants missatges de victòria eren poc menys que una enganyifa.

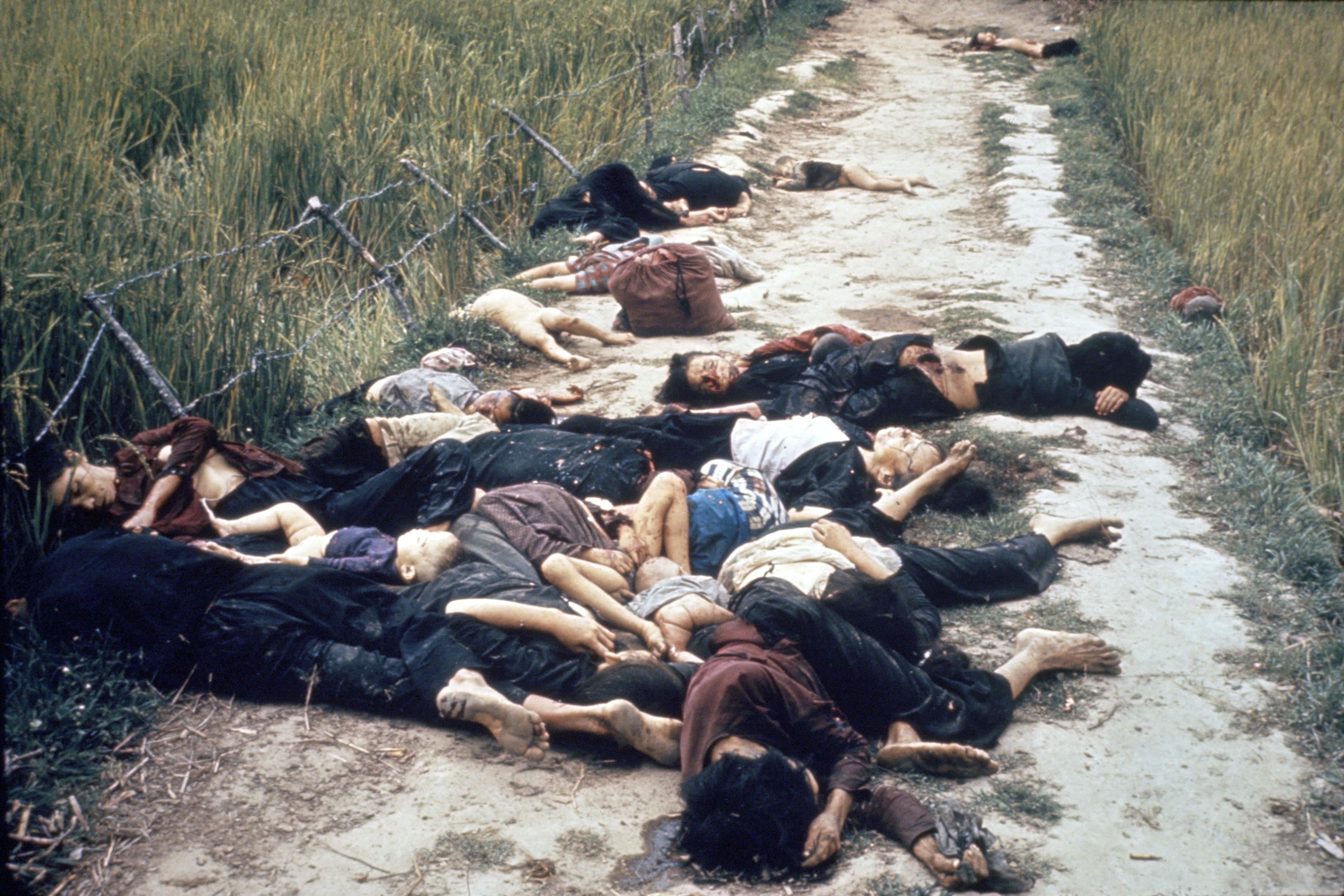
Víctimes de la massacre de My Lai, comesa per soldats estatunidencs

De ben poc serviren els comunicats sobre l'altíssim índex de baixes causat al Viet Cong i a l'EVN, la resistència que demostrà l'ARVN o les troballes de les matances de Hue. Les manifestacions de protesta es multiplicaren, augmentant espectacularment quan el 1969 es feu pública la massacre de My Lai: el descobrir que les atrocitats comeses pels nazis durant la Segona Guerra Mundial podrien estar repetint-se al Vietnam, i això era quelcom que deixava indiferent a ben pocs. Especialment quan es constatà que el sistema de mesurar l'acompliment dels objectius podria haver convertit accions com la de My Lai en la punta de l'iceberg.
Aquesta és una altra de les característiques de la guerra del Vietnam: els problemes d'integració que van patir molts veterans en la seva tornada a casa. L'haver arriscat la seva vida a una jungla indòmita, contra una població que sempre semblava sospitosa o fins i tot hostil, esgotant-se en llargues marxes entre trampes i riscs de ser atacat... tot per un país que, a la seva tornada, lluny de mostrar agraïment, els menyspreava o, fins i tot, els acusava d'assassinats i atrocitats semblants (més enllà si havien participat en elles o no). Certament no era la totalitat de la població, però només el fet que una part cada cop més nombrosa de la mateixa tingués aquest sentiment afectava molt als soldats que, com tot combatent, tornaven pensant que els país pel que s'havien arriscat els mimaria i estimaria.

## La Vietnamització
Encara que la idea i el terme ja van ser plantejats pel President dels Estats Units John Fitgerald Kennedy a inicis dels anys 60, no va ser fins a la victòria de Richard Nixon quan començà a portar-se a la pràctica.
Portada a terme per l'analista Henry Kissinger, la vietnamització perseguia enfortir i preparar a l'ARVN per a defensar el territori del sud que mantenia sota el seu control (aproximadament el 94%), alhora que creava un context per desfogar el règim del president Nguyen Van Thieu de l'assatjament constant al que el sotmetien els comunistes del Vietnam del Nord i del Viet Cong; així, li oferia una posició més forta a les negociacions que haurien de realitzar-se per trobar una sortida al conflicte, i ja al febrer de 1969 Kissinger es trobava en secret a París amb dirigents comunistes per a estudiar unes possibles condicions de pau.

### Nixon decideix canviar el rumb

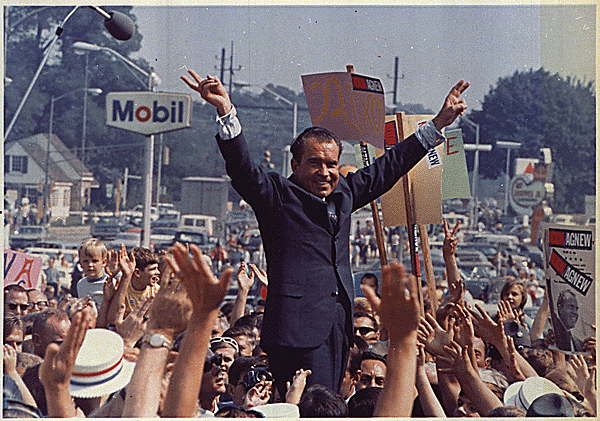
Nixon realitzà la vietnamització del conflicte, però es mostrà implacable en els bombardeigs i en l'extensió de la guerra

Es discuteix si després de l'Ofensiva del Tet el 1968, el President decidí el progressiu desvinculament del conflicte o si aquesta decisió es va prendre uns mesos després, després de la batalla del Turó de l'Hamburguesa. El que indubtablement sí que succeí va ser la percepció del president Johnson de no comptar ja amb la majoria de la ciutadania.
Però malgrat tot els enviaments de tropes continuaren, i el 1969 s'augmentà el nombre d'estatunidencs a més de 500.000; però per a llavors el President ja sabia que aquella guerra li havia costat la reelecció i no es presentà a les legislatives.
Johnson deixà la Casa Blanca el gener de 1969 i Richard Nixon va resultar escollit com a nou president. Els eixos sobre els que basaria la seva política al Vietnam serien:
- una retirada progressiva de tropes
- mantenir el suport financer al Vietnam del Sud
- aconseguir una pau honrosa portant al Vietnam del Nord i al Viet Cong a la taula de negociacions, encara que fos a base de bombes
- no estendre els bombardeigs i les accions bèl·liques a cap altre país

El segon punt del projecte va ser acomplert progressivament, tot i que no va ser així amb la resta. Aquest fet de prometre una cosa en un tema d'una importància capital, fer exactament el contrari i tornar a guanyar les eleccions ha quedat com a exemple per a molts americans de com un gran venedor de cotxes pot arrossegar a tot un país. També prova la determinació de Nixon per no ser l'únic president dels Estats Units en perdre una guerra.
Nixon es mostrà implacable amb els bombardeigs per tal d'obligar a Hanoi a seure a la taula. Es negociaren tots els detalls perquè semblés una pau honorable: s'arribaren a suspendre momentàniament els preparatius de la conferència per trobar una forma en què les quatre delegacions entressin alhora (en diplomàcia, l'orde d'entrada marca als vencedors i als vençuts), i fins i tot s'aturà tot fins a decidir si la taula seria rodona o bé quadrada, mentre que a la jungla continuaven els combats i les morts.
Després de la retirada del Nord de les negociacions tornaren els atacs aeris per a obligar-los a reincorporar-se. Quan ho feren es va voler presentar-ho com una victòria, però el cert és que Hanoi no canvià substancialment les seves exigències que obligaven, entre altres coses, al Sud a no poder reconquerir territori.
Pel que fa a la no extensió de la guerra, Nixon ordenà una campanya secreta de bombardeigs sobre Laos, que ràpidament va ser descoberta i publicada entre altres coses per ser Laos el país més bombardejat de la Terra, amb més de 2 milions i mig de bombes de tota mena i mida. A més, l'ARVN envaí parcialment aquest país amb uns resultats pèssims, tal com també feren amb Cambodja acompanyant als estatunidencs. Això acabà d'estendre el conflicte a aquelles zones, que ja es trobaven enmig de guerres civils contra els moviments guerrillers.
Un altre problema que van afrontar va ser la recopilació d'abundant informació sobre l'organització i la disposició de les forces enemigues. El 1969 la CIA, que ja portava molt de temps insistint en que aquella guerra no podia guanyar-se mitjançant medis convencionals, ja tenia llest el seu Programa Phoenix que havia començat el 1967 per a ser més selectius i causar menys carnisseries amb bombardeigs i granades d'alt explosiu. Però tot i els esforços de diversos comandaments en sentit contrari, el Programa Phoenix acabaria sent més terrorisme d'estat que no pas una font d'informació fidedigna.
Mentrestant, l'Exèrcit dels Estats Units portà a centenars d'oficials d'ARNV a cursos d'instrucció per a comandaments, pilots i personal de manteniment del costós material que els regalaria (especialment els mitjans aeris). Però els progressos van resultar molt lents, i sovint tenien problemes a causa de la corrupció crònica (els comandaments seguien sent seleccionats segons els compromisos dels dirigents polítics i no pas per les seves qualitats militars). En aquesta mateixa línia, els oficials estatunidencs començaren a veure que regalar helicòpters i substituir-los quan fossin abatuts no conduïa a res si els pilots seguien tenint una capacitació com a molt mediocre.
La retirada de les tropes començà el 1970 començant pel personal d'infanteria i finalitzant amb els pilots dels que sempre n'estava necessitat l'ARNV pel seu suport aeri vital. Per a aquesta missió, el general Westmorelanf va ser retirat de les seves funcions i tornà al Pentàgon.

### La guerra s'estén

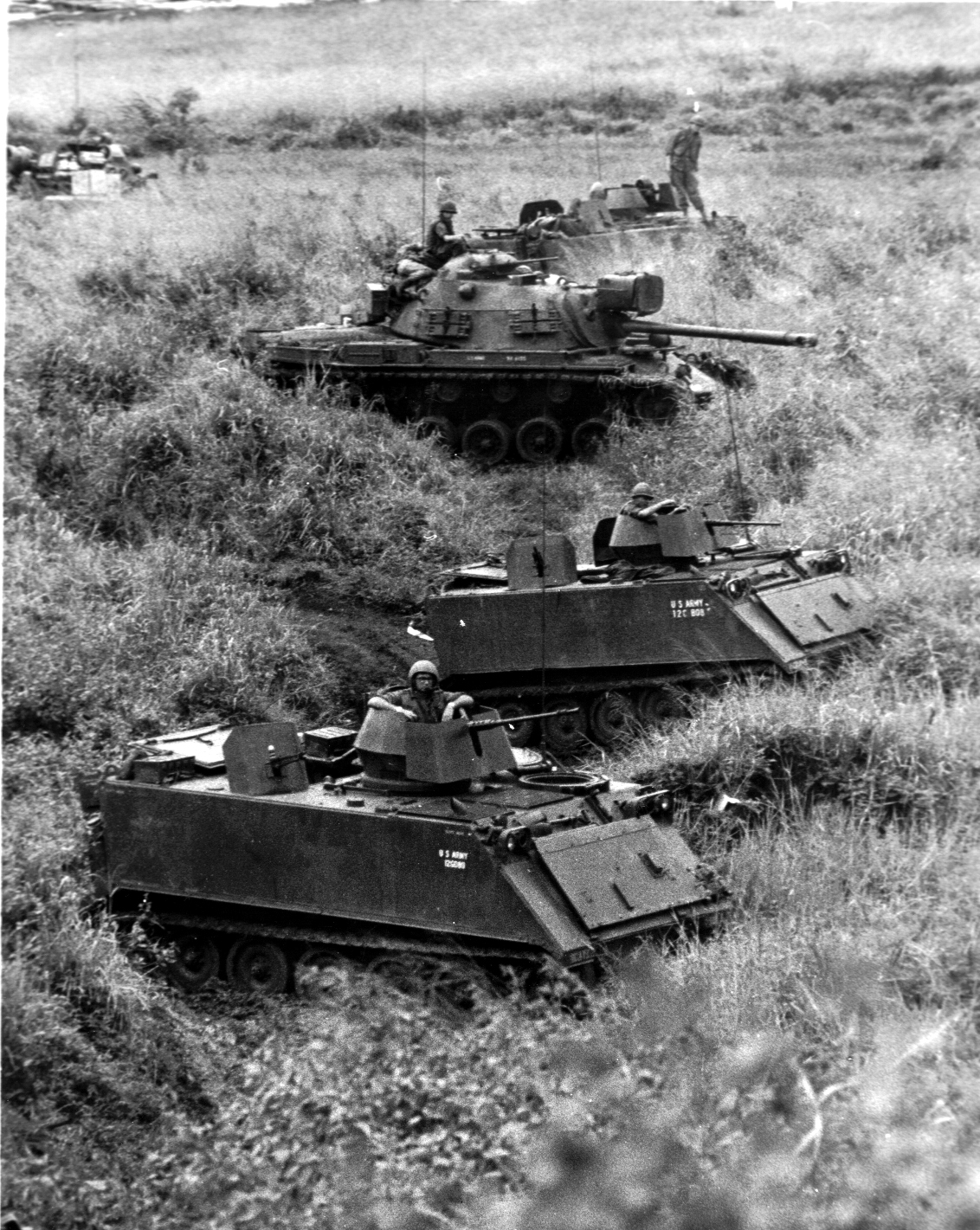
A Cambodja, els estatunidencs esperaven trobar el quarter general de l'enemic i la seva esperada batalla campal, en la qual podrien usar tot el seu potencial resident en unitats com aquests blindats, entre d'altres armes, estacionats a Vietnam en posició de defensa

Els dos veïns neutrals del Vietnam del Sud, Laos i Cambodja, estaven sent incapaços de contenir l'agressió dels seus guerrillers comunistes, i tampoc aconseguien tallar la Ruta Ho Chi Minh, que havia estat molt important en la preparació de les principals ofensives. Si els Estats Units pretenien que el seu aliat pogués sobreviure a una guerra amb el nord, havia de tallar aquestes vies d'infiltració i, de pas, acabar amb el Quarter de l'Exèrcit Nord-vietnamita, un vell miratge que esperaven que trobarien a Cambodja i, finalment, podrien lluitar i guanyar una batalla convencional.
A inicis de 1969, el recent elegit Richard Nixon començà una campanya de bombardeigs secrets sobre Laos i Cambodja. Els pilots havien d'enlairar-se, anar a una posició determinada i esperar ordres. Un cop a la posició, els controladors els donaven les coordenades que havien d'atacar. A la tornada, els controladors havien de destruir tots els documents sobre aquestes incursions en territori neutral. Malgrat totes les precaucions, en menys d'un mes el New York Times ja publicava notícies sobre aquests documents (filtrades per membres de la USAAF disconformes amb aquestes operacions). Segons l'edició de 1986 del Llibre Guinness de Rècords, Laos va ser el país més bombardejat del planeta amb diversos megatons de bombes convencionals.
Aquests bombardeigs perseguien un objectiu tàctic: tallar la Ruta Ho Chi Minh, i un altre més estratègic, que era demostrar al govern del Nord que la nova presidència estava disposada a tot amb tal de finalitzar aquella guerra, fins i tot l'opció nuclear. Però els nord-vietnamites no es van mostrar gens impressionats i continuaren amb el seu flux cap al sud.

#### La invasió de Cambodja

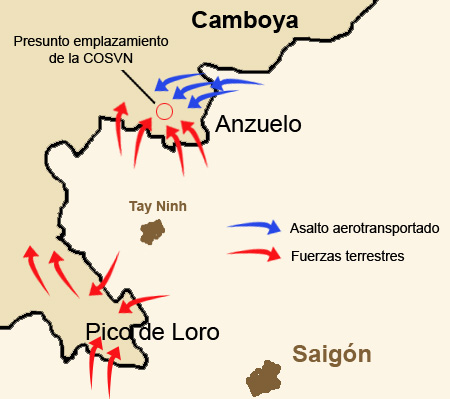
La invasió de Cambodja del 1970. El mapa il·lustra les línies de l'atac estatunidenc combinat

El 14 d'abril de 1970, l'ARVN realitzà una primera incursió i el 29 d'abril, el tinent Do Cao Tri llança als seus 12.000 homes sobre el Pic del Lloro, però va ser l'1 de maig quan el general Robert Shoemacker envià l'ordre d'avançar sobre el Pic del Lloro i l'Esquer als oficials destacats a la frontera amb Cambodja. Tot i que alguns s'ho prengueren amb resignació, la majoria estava content de poder colpejar el santuari del Viet-cong i, especialment els vietnamites, per poder venjar tots els morts que els cambodjans els havien enviat flotant pel riu Mecong.
La incursió va estar precedida per grans bombardeigs que causaren molts morts entre els camperols, la qual cosa a llarg termini va ser temible per al govern pro-occidental de Cambodja; ja que la guerrilla comunista aconseguí legitimitat i més voluntaris per a la seva victòria. Nixon era conscient de les repercussions que portarien aquelles accions però, com ell mateix havia declarat, preferia perdre la reelecció en ser el primer president a perdre una guerra.
La incursió a L'Esquer trobà alguna resistència de grups esporàdics que, com era habitual, desapareixien a la seva després d'un breu tiroteig. Encara que la resistència va anar incrementant-se una mica per part de l'EVN, ni tan sols al poble de Snuol l'oposició va intentar resistir la potència de foc dels M40 Patton. Ben aviat els emplaçaments d'artilleria de l'EVN van ser capturats i s'enviaren 100 carros d'exploració Sheridan, els quals van trobar resistència. Usant tota la potència de foc van vèncer la resistència, van arrasar el poblat i, mentre que interrogaven als camperols, van saquejar tot el que van poder.
Els cambodjans informaren que hi havia tota una ciutat guerrillera a la jungla. Poc després, un helicòpter Lonch trobà una casa ben camuflada i començà el bombardeig d'artilleria i aviació. Quan els infants aconseguien entrar a, el que ells mateixos anomenarien, "La Ciutat" trobarien 400 cabanes de palla i 180 amagatalls on hi havia subministraments mèdics, aliments, roba, a més de 480 fusells i 120.000 projectils. Entre les dues incursions van trobar 4.793 armes individuals, 730 morters, 7.285 coets, 124 camions, 3 milions de projectils de fusell i 9 milions de kilos d'arròs, a més de molta documentació. La cavalleria aerotransportada realitzà 6.436 sortides per portar al Vietnam del Sud les 25.000 tones capturades; i el 30 de juny, tots els soldats tornaren a les seves bases.
En tota la incursió van morir 354 estatunidencs, i 1.689 van resultar ferits. L'ARNV va dir haver perdut 866 homes i tenir 3.274 ferits. A més, el President va dir haver capturat armes i subministraments per a tot un any, a més d'haver mort a 11.349 enemics, encara que la pròpia CIA qualificà aquest recompte com a altament sospitós.
Per a Nixon, això era com un regal de Nadal, i ordenà l'enviament de 31.000 soldats més a Cambodja per destruir tot el que no s'havia pogut transportar. No obstant, la famosa "caserna general de l'EVN" per al Vietnam (el COSVN) no va aparèixer, mentre que les manifestacions augmentaven als Estats Units, sent la de Kent State la més dura de totes.
Però aquests atacs i bombardeigs estatunidencs van animar la població en contra del seu govern, que no podia o no volia defendre'ls, i van animar als sanguinaris Khmers rojos, que ja combatien des de feia anys i havien aconseguit consolidar una base d'operacions al nord del país. Amb aquesta base i un poble que volia acabar amb un govern corrupte, el terreny estava adobat perquè els camperols de la mort llauressin aquells camps.

#### Entrant a Laos: el camí de l'infern

L'operació Lan Som 719 havia de castigar a l'EVN al seu santuari de Laos; però les coses van ser molt diferents al que haurien d'haver estat

Autoritzada el 18 de gener de 1971, i anomenada en honor de la famosa victòria vietnamita sobre els xinesos el 1427, l'operació Lan Som 719 tenia com a objectius desmuntar qualsevol possible ofensiva comunista sobre Vietnam del Sud durant tot un any. Laos era considerada com la frontera més utilitzada per al subministrament de material i armament a les guerrilles, i havia de ser colpejada amb contundència per dos motius:
- donar més temps a l'ARVN per a culminar una preparació que el permetés derrotar a l'EVN
- advertir als nord-vietnamites que Nixon estava disposat, com ja havia fet a Cambodja, a emprar tots els mitjans al seu abast per forçar la pau.

Sota aquestes premisses es preparà i autoritzà l'Operació Lan Som 719. L'objectiu militar de Lan Som era obrir un corredor de 25 km d'ample per 35 de llarg entre la frontera del Vietnam del Sud i la ciutat laosiana de Tchepone. Això tallaria la Ruta Ho Chi Minh i aturaria les operacions dels guerrillers al sud.
Desgraciadament per al general Xuam Lam i els seus homes, l'EVN oposà molta més resistència i amb armes molt millors que un any abans a Cambodja i, a mitjan camí, les nombroses baixes patides a la carretera 9 i als turons al nord d'aquestes obligaren a aturar l'avanç i a començar l'evacuació en helicòpters. Les imatges de centenars d'helicòpters entrant al Vietnam del Sud plens de soldats ferits i atemorits va llençar per terra qualsevol esperança que amb l'ARVN n'hi hauria prou per defensar Vietnam del Sud.
El desastre de Lan Som 719 costà gairebé 10.000 homes a l'exèrcit del Vietnam del Sud, poc menys de la meitat dels efectius de què disposava, així com una derrota que feia témer per l'operativitat d'aquest exèrcit al futur.
Però dos anys després, els sud-vietnamites demostraren que encara els quedaven cartes per jugar davant el mateix enemic que tan durament els havia derrotat.

### El duel tecnològic
Com en qualsevol conflicte lluitat entre un país gran i un altre de petit, sobre la Guerra del Vietnam existeixen diversos tòpics que no són certs per més repetits que siguin. Un d'aquests tòpics és l'afirmació que els vietnamites lluitaven amb unes armes rudimentàries contra la més avançada tecnologia. Veritablement, diversos informes d'intel·ligència mostraven que el Viet-Cong obtenia la major part del seu material de l'exèrcit del Sud i de les mines i altres artefactes sense esclatar llançats pels Estats Units. Es té constància que el Vietcong i l'EVN preparaven trampes gairebé artesanes com les estaques punji cobertes d'excrements per accelerar la gangrena al soldat que les trepitjava. Pel seu costat, els Estats Units empraven les bombes lazy dogs, carregades amb milers de punxes per generar una mort lenta a les víctimes.
Encara que sí que és veritat que els Estats Units van usar al Vietnam els productes electrònic més sofisticats que disposava (detectors de moviment, bombes intel·ligents guiades per làser, helicòpters artillats...), no és menys cert que el Vietnam del Nord i el Viet-Cong (encara que menys) disposaven del millor que produïa l'arsenal soviètic, especialment en la segona i tercera part de la guerra.
Així, la reconquesta dels turons de Laos es va deure, en bona part, a la intervenció dels carros de combat enviats per la Unió Soviètica. A més, molts veterans estatunidencs es queixaven sovint d'haver de combatre amb armes que no funcionaven, pel mal començament del fusell M16 davant de l'AK-47 (per la seva fiabilitat i senzillesa).
Durant les incursions aèries sobre el Vietnam del Nord durant els anys 60 i 70, el govern de Hanoi llançà els seus MiG-17. Al món occidental en un inici es creia que el MiG 17 no era més que una simple millora d'un aparell anterior emprat a la Guerra de Corea, a la dècada anterior. Però els pilots vietnamites demostraren que disposaven d'un aparell completament diferent, molt més manejable i encara més certer. Encara més sofisticats eren els mundialment famosos MiG-21, un aparell concebut en només 18 mesos i desenvolupat al final dels anys 50 que abaté nombrosos avions estatunidencs (inclosos els F-4 Phantom llançats en contra seva). Encara millors eren els MiG-23, però entraren en servei quan el conflicte ja s'acabava.
En diverses publicacions s'han destacat les proeses aèries com les realitzades pel tinent Randall Cunningham als comandaments del seu Panthom, però el que és cert és que els pilots vietnamites abateren nombrosos caces i bombarders tant amb els MiG-17 com els MiG-21, tot i que tenien un manteniment menor i, sobretot, menys entrenament que els americans.
| « | Fins i tot abans de Nadal (de 1973) ja havíem demostrat fins a quin punt els nostres sistemes antiaeris eren eficaços. El 17 d'octubre vam abatre l'avió estatunidenc número 4.000 des de 1964. La víctima era un General Dynamics F-111, el caça bombarder supersònic d'ala de fletxa, que llavors era el darrer en tecnologia aeronàutica. | » |

La fiabilitat i la resistència de l'armament vietnamita van ser superiors a l'estatunidenc. Tant és així que moltes d'aquestes armes, com l'AK-47, han estat posteriorment alguns dels enginys més venuts a tot el món, gràcies a la seva altíssima relació qualitat-preu, per damunt que els seus homòlegs estatunidencs. El MiG-21 resultà un avió tan bo que nacions com la República Txeca decidiren durant la dècada de 1990 dona de baixa als seus avions més moderns i modernitzar aquests aparells. Finalment, el MiG-23 va causar certa preocupació a la USAAF, portant-los a començar el desenvolupament d'una nova generació de caces.

### L'ofensiva de Pasqua: l'ARVN resisteix

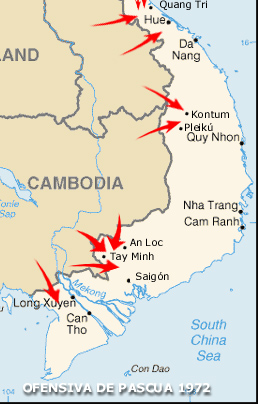
L'Ofensiva de Pasqua fracassà perquè el Vietnam del Sud no es desmoronà i els bombarders i vaixells estatunidencs estaven allà.

A les dues de la matinada del 30 de març de 1972, l'artilleria i els míssils de l'EVN van atacar les posicions de l'ARVN a la zona desmilitaritzada amb una potència tal que recordava els pitjors moments a Khe Sanh. Es llançaren 12.000 projectils, 4.000 homes i 200 blindats contra les posicions sud-vienamites a fi d'escombrar-les, envoltar Quang Tri i tornar a ocupar Huế, com ja havien aconseguit el 1968 durant l'Ofensiva del Tet. Poc després, avançà una altra incursió des de Cambodja per la regió de l'Ham i el Bec de Lloro, assetjant les ciutats d'An Loc i Tay Ninh camí de Saigon. A més, una tercera onada sortí del sud de Cambodja per infiltrar-se al delta del Mecong.
Però tots aquests moviments no eren més que una distracció de l'atac principal que es llançà dies després al centre del país sobre la ciutat de Kontum. Les imatges de carreteres plenes de refugiats, avions tractant d'enlairar-se amb homes penjats de les rampes i vehicles plens de vietnamites espantats semblaven donar la idea que el Vietnam del Sud cauria en pocs dies.
Giap llançà sobre el sud la pràctica totalitat del seu exèrcit amb la intenció d'atemorir als soldats del sud, desfer l'exèrcit enemic i donar el cop de gràcia al règim de Saigon. Va ser necessari un cop d'aquesta mena perquè el timorat president Nguyen Van Thieu rellevés del comandament al General Giai i al tinent general Ngo Dzu (ambdós qualificats de covards i corruptes) i posés al capdavant dels seus homes al general Ngo Quang Truong, qualificat per alguns com el millor oficial del Vietnam del Sud. Aquest home enèrgic va detenir les retirades i ordenà que tots els desertors i saquejadors fossin executats. Amb el nou comandament i, potser, lluitant desesperadament perquè no es repetissin de nou les atrocitats de 1968, Hue va poder ser salvada al mateix temps que Kontum i An Loc resistien un atac darrere de l'altre. Tot això va fer que augmentés la confiança dels sud-vietamites en el seu exèrcit.
A l'altre costat del Pacífic, Nixon declarà que llançaria un atac com mai no s'havia vist i ho acomplí. Els 700 avions desplaçats al sud-est asiàtic, inclosos els B-52 amb els seus 24.500 kg de bombes, i els bucs fondejats a les aigües del Vietnam del Sud llançaren un atac ferotge que va detenir en algunes ocasions i desintegrà en altres les unitats del nord.
Giap tornà a la seva tàctica de llançar onada rere onada, que li havia donat funestos resultats a Dien Bien Phu, fins a quedar-se sense efectius. Al mateix temps, els carros de combat recent arribats de la Unió Soviètica van ser destruïts pels caces estatunidencs o pels soldats de l'ARVN amb els seus llançadors portàtils.
Finalment, les incursions de l'EVN es van detenir, els bombardeigs van cessar detenint-se l'ofensiva. Les pèrdues del Nord van ser terribles, i gairebé es quedà sense forces per a portar a terme operacions de certa mida el 1973 i 1974. Havia conquerit més del doble del territori del Vietnam del sud del que tenia fins llavors (del 3,7% fins al 9,7%), encara que el 15% d'aquestes conquestes les va perdre durant els anys següents davant l'ARVN, que ja lluitava en solitari.

### El fracàs de la vietnamització
El programa de vietnamització va aconseguir alguns èxits, com:
- Causar un dur cop a la infraestructura del Viet Cong i a l'EVN a Cambodja.
- Apoderar-se d'abundant munició, provisions i subministraments destinats a les tropes al sud.
- Armar al règim de Nguyen Van Thieu amb abundants provisions de munició i equipament (com posteriorment també farien els soviètics abans de la seva retirada de l'Afganistan).[66]
- Reduir els quadres de comandament dels comunistes per les accions terroristes del Programa Phoenix.
- Resistir el gran atac que representà l'ofensiva de Pasqua.

Però no obstant això, els nord-vietnamites també havien aconseguit la seva part:
- Augmentar el territori sota el seu control.
- Causar una terrible derrota a l'ARNV a Laos.
- Conservar la seva capacitat d'acció i les seves línies d'abastiment.
- Mantenir la moral de combat de les seves tropes, malmesa pels bombardeigs i l'eliminació dels seus membres.

Les fites aconseguides pels comunistes vietnamites coincidien pràcticament amb el que l'Administració Nixon pretenia evitar i, per tant, es pot dir que el resultat final de la vietnamització va ser un fracàs. Aquesta opinió sembla que queda confirmada davant de l'ordre que donaria Nixon de bombardejar de forma massiva el Vietnam del Nord i minar tant els ports com els estuaris, accions gairebé realitzades a la desesperada per tal d'aconseguir un acord de pau.

## La victòria del Nord i la derrota dels Estats Units
Tot i el que els successos demostraren després, el 1972 i 1973 la derrota del Sud no estava gens clara per a cap de les dues parts. Per un costat estaven combatent sols, però per l'altre estaven recuperant territori i els Estats Units els havia lliurat 2.500 milions de dòlars en armes i municions, suficients per resistir durant diversos anys; i tampoc les circumstàncies internacionals facilitaven les coses a cap bàndol:

### Problemes econòmics
Tot i la generosa càrrega de l'arsenal que havien deixat els estatunidencs, la sortida de la guerra reduí en dues ocasions els ajuts econòmics al règim de Saigon (primer per Nixon i després pel Congrés), fins a deixar-les en 700 milions de dòlars anuals. Aquesta retallada als ajuts augmentà el 1975, la qual cosa obligà a deixar a terra a més de 200 avions, la meitat de la força aèria vietnamita.
La Crisi del petroli va fer que augmentessin el preu dels aliments i d'altres productes de primera necessitat a tot el Sud, la qual cosa obligà a molts soldats a realitzar treballs extres fora de les files o a deixar el seu lloc per poder guanyar el suficient per mantenir a les seves famílies, a costa de reduir el temps disponible per a entrenaments i operacions.
Per al Nord les coses no anaven pas millor: la política d'apropament de Nixon a la Xina (la famosa Diplomàcia del Ping Pong de 1971 i la visita de Nixon a Pekin el 1972) feia pensar en una disminució de l'ajut militar del gegant asiàtic al Vietnam del Nord. A més, l'URSS també disminuí les seves generoses aportacions de fons i armes a l'haver de preocupar-se per la seguretat de la seva frontera amb Xina, on esporàdicament hi havia efrontaments.

### Les Linebaker: els bombardeigs sobre el Nord

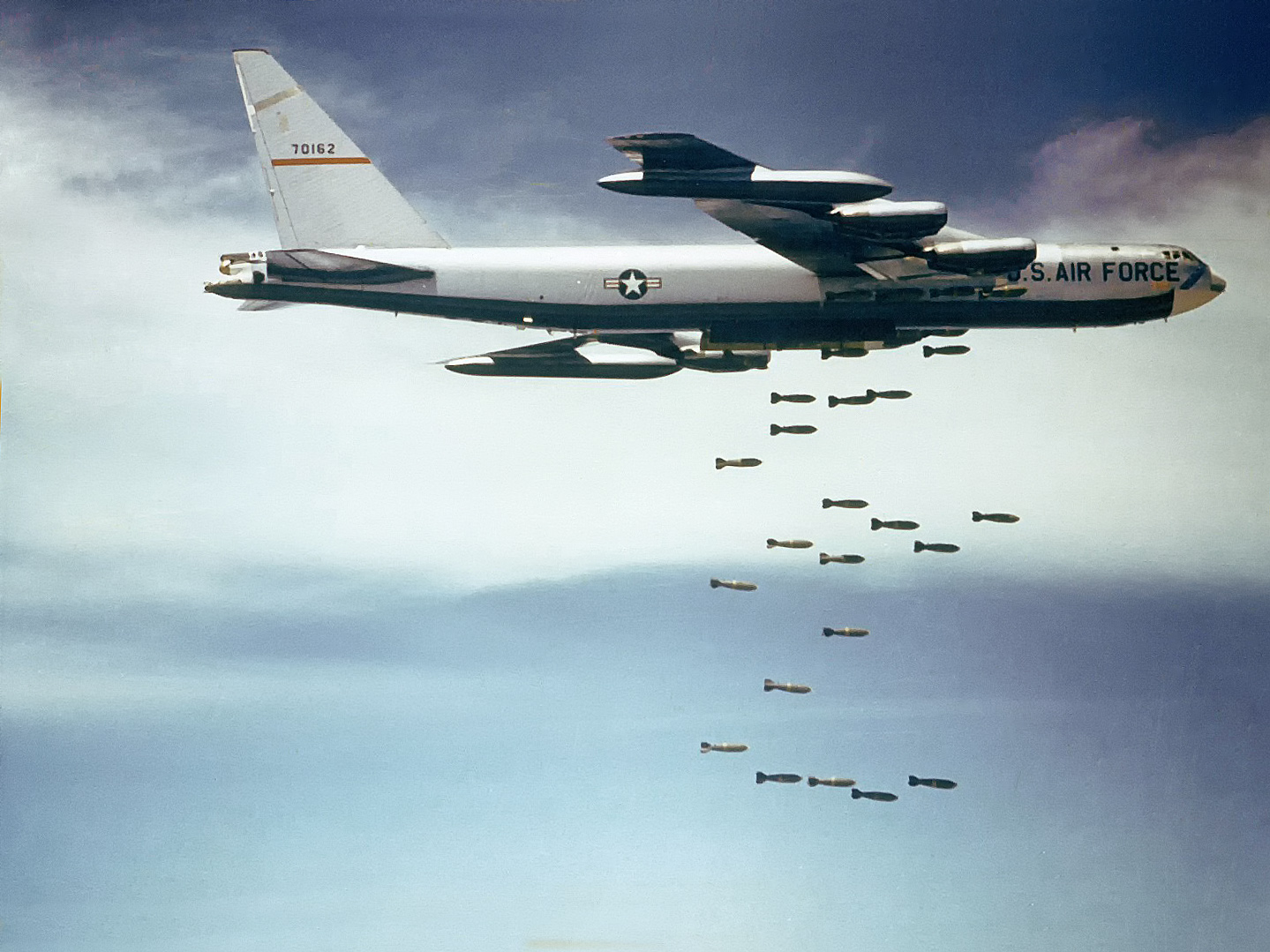
A la fotografia, un B-52 llançant bombes. Nixon ordenà la major campanya de bombardeigs durant la guerra, però els resultats finalment quedaren en res

El 8 de maig de 1972, Richard Nixon suspengué les negociacions de París pels continuats atacs de l'EVN i ordenà la campanya de bombardeigs Operació Linebacker per minar els ports, els objectius militars, les vies ferroviàries, les instal·lacions petrolieres, els aeròdroms i els molls de tot el Vietnam del Nord. Segons les fonts estatunidenques, el President estava indignat per les contínues incursions del Nord sobre el Sud, i digué que aquells vietnamites patirien un bombardeig com abans no havien patit mai. Nixon tenia present que l'Operació Rolling Thunder havia desgastat molt a Johnson, i que una campanya encara més dura faria el mateix amb ell, però era un home enèrgic i no dubtà en ordenar la sortida dels Boeing B-52 Stratofortress.
En aquesta ocasió, els F-4 Phantom II i els B-52 anaven equipats amb bombes intel·ligents, que tan famoses es farien en conflictes posteriors, i que segons l'Administració Nixon, només atacarien objectius militars o econòmics, però mai zones habitades per civils. Així, la ferocitat de les bombes es veia compensada per la seva precisió; però els vietnamites ho veien diferent:
| « | Els estatunidencs diuen que bombardejaven objectius militars o econòmics i declararen que nosaltres ens posàvem al costat de les nostres escoles i hospitals. Això només són excuses per a la temible quantitat de víctimes que ocasionaren entre la població civil. Les escoles i hospitals van ser construïdes durant l'època dels francesos, abans de les hostilitats, i nosaltres no eren tan ximples com per atraure el foc sobre els nostres fills i els nostres malalts situant objectius potencials al seu costat. La seva definició de "bombes de precisió" no es pot mantenir davant illes de veïns totalment destruïdes, com la zona de Kham Thien, que estava densament poblada; o l'hospital de Bac Mai, de 1.000 llits, ambdós destruïts per bombes. | » |

Aquesta campanya va ser encara més temible que Rolling Thunder, i l'eficàcia d'aquestes armes superà en molt a les anteriors: en aquesta ocasió es llançaren 155.548 tones de bombes en 41.000 missions. Així, les fàbriques van ser pràcticament destruïdes per complet, igual que les comunicacions ferroviàries (incloent el famós pont de Thanh Hoa, que va rebre l'impacte de 15 bombes guiades per làser i es desplomà), i les ciutats de Hanoi i Haiphong, encara intactes, també va ser atacades.
Segons les fonts occidentals, els bombardeigs no perseguien portar al Vietnam del Nord de nou a la taula de negociacions, sinó demostrar al Vietnam del Sud que els seguirien donant suport encara que retiressin als seus soldats. Però Nixon perseguia una sortida honorable per a la que seria la primera derrota militar pel seu país, i aquesta circumstància també influí en la decisió de llançar els bombardeigs.
Des del punt de vista estatunidenc, les operacions Linebaker van minvar la moral vietnamita, i el govern de Hanoi començà a pensar a tornar a la taula de negociacions. Realment, els avions estatunidencs complicaren molt les coses al poble vietnamita.
| « | La sirena sonava de vegades fins a 20 vegades al dia. Les incursions continuaven de nit, obligant-nos a sortir del llit enmig del fred hivernal i ficar-nos a uns refugis humits | » |

El 23 d'octubre els bombardeigs s'aturaren i es reprengueren les negociacions. Però uns mesos després, els líders nord-vietnamites no veieren satisfetes les seves demandes per començar a negociar i es retiraren de nou. En aquella època havien rebut míssils SAM (terra-aire) soviètics i confiaven a poder resistir els nous atacs; però a més coneixien la resistència del seu poble i la situació als Estats Units, per la qual cosa l'amenaça de nous bombardeigs no els impressionà massa.
Nixon, habitualment ferm en les seves decisions i enèrgic en la seva aplicació, reinicià els bombardeigs (campanya coneguda extraoficialment com a Operació Linebacker II) entre el 18 i el 29 de desembre de 1972 (aturant-se només el dia de Nadal).
En aquesta segona fase de la campanya caigueren 20.370 tones de bombes, matant a unes 1.000 persones, aturant les comunicacions internes, malmentent la xarxa elèctrica i destruint la totalitat de la força aèria vietnamita. Però el preu va ser alt: els vietnamites van abatre 26 avions (15 d'ells B-52) i capturaren a diversos pilots, la qual cosa feia augmentar el seu marge de negociació a París i constituint una de les majors preocupacions que el conflicte deixà en anys posteriors: on estan els pilots desapareguts en combat?
Per a Nixon s'haven aconseguit gairebé tots els objectius: demostrar al seu aliat del sud que el seu suport seguiria tot i la retirada, i reprendre les conversacions. Per a molts vietnamites, la conclusió era una altra:
| « | El 30 de desembre Nixon va suspendre els bombardeigs, i 9 dies després es tornaren a prendre les converses a París. Le Duc Tho, el nostre negociador en cap, no s'apartà de la posició que havia mantingut des d'abans dels bombardeigs. No s'acceptaren els canvis estatunidencs. Nixon claudicà i se signaren els Acords de Pau entre el Vietnam del Nord i els Estats Units el 27 de gener, majorment en els mateixos termes plantejats l'octubre anterior. La voluntat de ferro del nostre poble i la seva creença en el destí havien donat els seus fruits. Havíem sobreviscut al poder dels Estats Units. | » |

### L'alto el foc de París

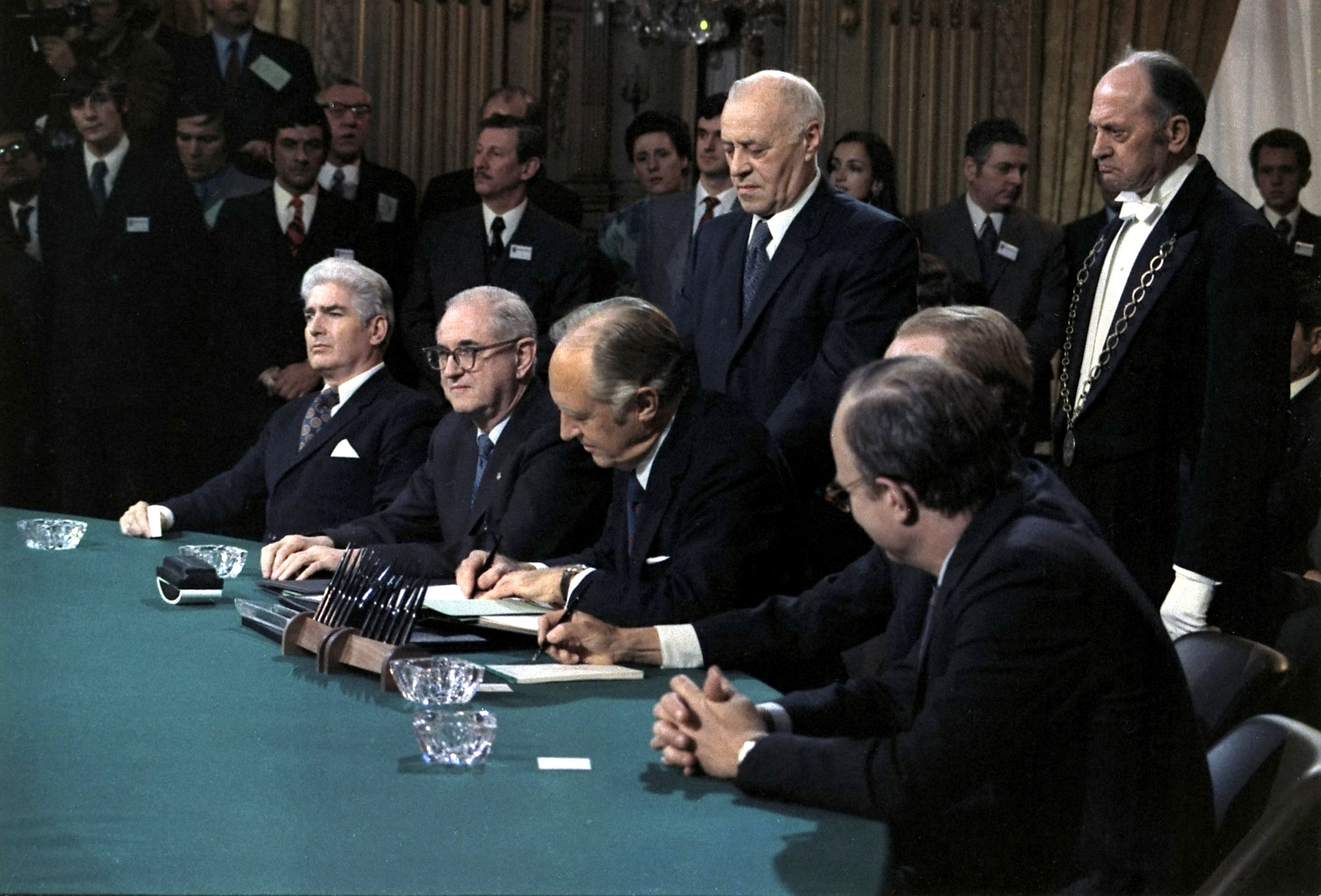
Tots els bàndols realitzaren molts esforços a París per demostrar que ells no havien perdut la guerra, tot i que van ser en va. A la imatge, diversos representants signen l'acord de pau el 27 de gener de 1973

El 27 de gener de 1973 la delegació del Vietnam del Sud, la del Nord, l'estatunidenca i la del Govern Provisional de la República del Vietnam del Sud (el Viet Cong) signaren els Acords de Pau de París. El document presentava 23 articles amb les missions de cadascun dels bàndols, i va ser preparat fins als mínims detalls, però el Vietnam del Sud en quedà exclòs. Els estatunidencs tenien presa per tancar aquest capítol de la seva història. Els acords suposaven l'alto el foc, la retirada dels estatunidencs en 60 dies i, a canvi, la celebració d'eleccions al sud i l'intercanvi de presoners. El 29 de març surt l'últim soldat estatunidenc del Vietnam del Sud, quedant només els marines que guardaven l'ambaixada a Saigon.
Per als Estats Units, aquests acords representaven un respir: amb el final de la seva participació en la guerra s'estalviava uns 800 milions de dòlars, a més d'alleugerir la gran tensió que es vivia al país. Però pels vietnamites només representava una pausa a la lluita. Pel seu costat, el govern del sud anuncià que no celebraria eleccions al seu territori.
Davant l'arribada de l'alto el foc els combats es tornaren més violents per tal de guanyar el màxim territori possible. Però el govern de Saigon acollí la notícia amb indiferència i decidí afrontar l'atac del Nord. Els Estats Units havien promès seguir donant suport econòmicament al Sud, però ben aviat reduïren les partides econòmiques fins a pràcticament suspendre-les en temps del President Gerald Ford.

### Hanoi es prepara
Encara que la victòria no es veia a curt termini i que els homes de Giap estaven retrocedint davant de l'ARVN, havien indicis que els territoris capturats durant l'Ofensiva de Pasqua i assegurats als Acords de París constituïen una base sòlida per a l'atac final, a final de 1974, Hanoi havia doblat el nombre de combatents, de 150.000 a 300.000, havia construït una xarxa de carreteres des de la província de Quang Tri fins al Mekong per permetre la marxa d'homes i màquines, l'aeròdrom de Khe Sanh tornava a estar operatiu i en poder seu, quedà obert l'oleoducte fins a Loc Ninh per enviar combustible fins al sud, i la Ruta Ho Chi Minh, lliure ja de bombardeigs, era transitada per tota mena de vehicles
A inicis de 1974 les zones de Quang Nam i Quang Ngai van ser atacades, mentre que al maig es registraren intensos combats a Ben Cat i Thuong Duc va ser recuperat per l'ARNV amb molta dificultat. Però a la primavera de 1974, l'EVN havia recuperat tot el territori perdut al delta del Mecong.

### Els preliminars de l'Ofensiva de Primavera

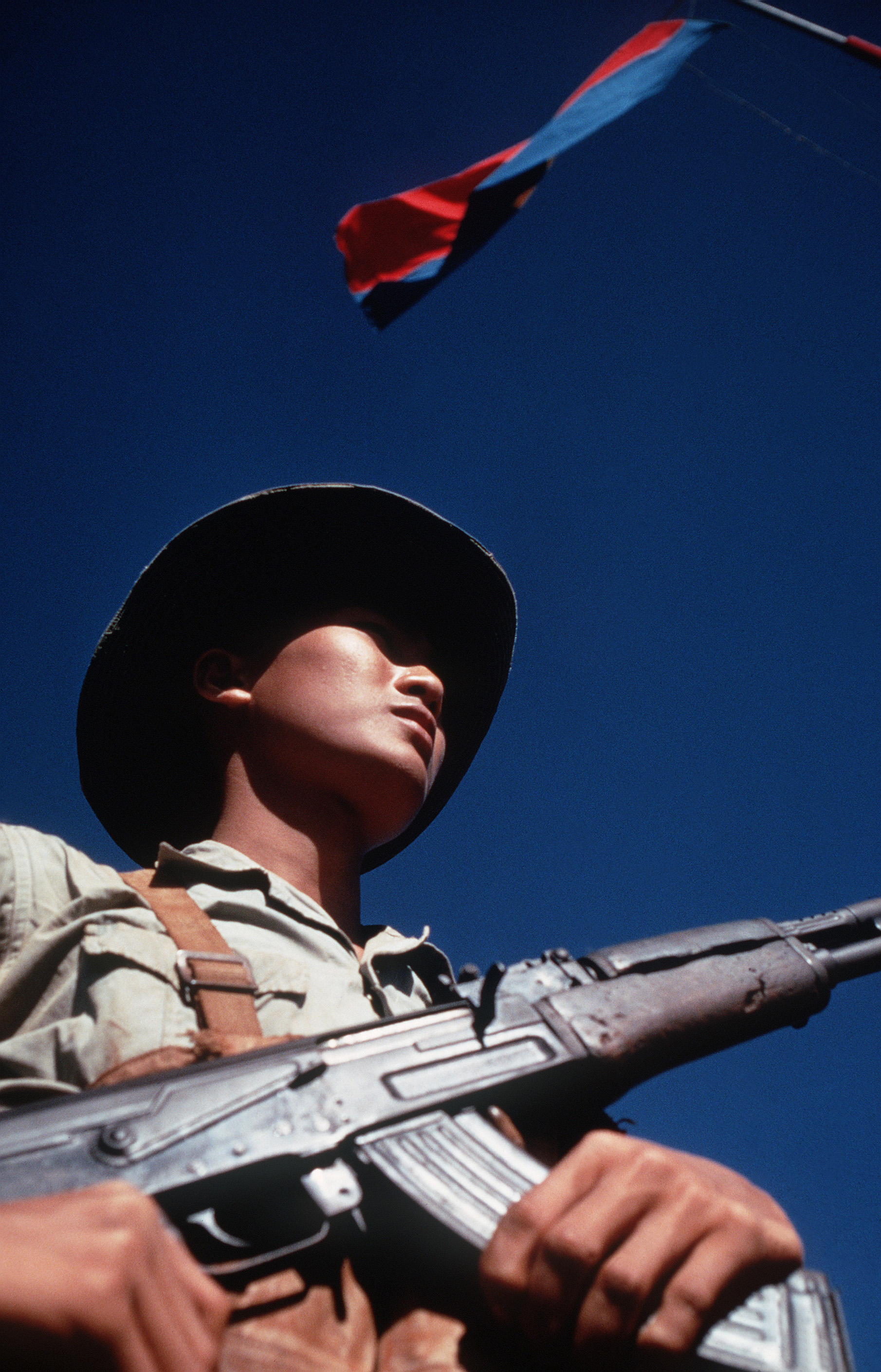
Un soldat del Viet Cong sosté un fusell AK-47 sota la bandera del Viet Cong mentre que participa en la cerimònia d'intercanvi de presoners supervisat per la junta militar de les quatre potències, al 1973.

En un inici, la gran derrota patida a l'ofensiva de Pasqua feia dubtar al politburó d'aconseguir una ràpida victòria. Més aviat, el que tractaven d'aconseguir era una posició més forta, a ser possible partint el país en dos, preparant-se per a l'atac final que tindria lloc el 1976.
Mentre, al Sud, el general nord-vietnamita Trần Văn Trà demanava la realització d'una gran acció a uns 10 kilòmetres de la capital. Insistia en que, d'aquesta manera, es podria aconseguir una victòria ràpida. El pla consistia a dividir les Terres Altes Centrals fins a la ciutat de Pleiku i tallar la seva connexió amb Ban Me Thuot. Inicialment, la petició es posposà; però, finalment, Hanoi decidí iniciar l'ofensiva i el general Van Tieng Dung va ser enviat al sud per preparar totes les accions.
L'1 de març de 1975, l'EVN tallà els enclavaments terrestres amb Ban Me Thuot, i la ciutat caigué el dia 13 de març. L'atac va comportar que el president Nguyen Van Thieu prengués dues decisions errònies i que en aquells moments esdevingueren tràgiques:
- Treure les seves forces de Pleiku i Kontum per a concentrar-les a Ban Me Thuot, encara que aquesta acabava de caure.
- Abandonar la zona desmilitaritzada, replegant tots els efectius de la ciutat de Quang Tri cap a Hue i Da Nang.

La retirada es convertí en una desbandada. La pressió de l'exèrcit enemic, el pànic dels civils que fugien atemorits i la ineptitud del comandament que no pogué fer una retirada ordenada (una de les missions considerades més difícils) minaren per complet la cohesió i l'esperit de lluita dels soldats que, en comptes de defensar les ciutats esmentades, fugiren entre la multitud. En un intent d'evitar una derrota catastròfica, Theiu ordenà la mobilització general per tractar de contenir una ofensiva imparable. L'esforç va ser inútil, Hue caigué el 25 de març i el dia 30, Da Nang. A les Terres Altes també regnà el pànic i només dos dies després el territori caigué en poder del Nord.
Com posteriorment reconeixeria el general Van Tieng Dung, aquell va ser un cop de sort amb el qual no hi comptaven. Davant totes aquestes notícies, el politburó de Le Duc Tho i la junta militar de Giap enviaren cables aprovant la mobilització demanada per Dung. Aquest general comenta les discussions que hi havia hagut per quin seria el camp de batalla triat. Finalment es decidí que fos la regió de Tay Nguyen, ja que el Sud només tenia dues divisions per defensar-la, a més d'escampades. Quan el nord atacà, aquestes no van poder oferir gran resistència, ja que tot el país era un caos.
Al govern de Saigon només li quedava la carta de combatre a les províncies del sud (les més riques), a l'espera que les pluges del monsó ho aturaria tot. Mentrestant, el Viet-Cong assentava les seves bases i organitzava un Govern Revolucionari Provisional. Alhora, si bé els contactes amb els Estats Units per aconseguir suport aeri no es van deixar, en aquesta ocasió només van rebre bones paraules d'un país que volia oblidar com més aviat millor tot aquell conflicte.

### L'Ofensiva de Primavera
Aquell ensorrament al nord del país i a les Terres Altes Centrals modificà la percepció que tenien els dirigents d'una victòria per a l'any següent. També canvià tot a Saigon, que tractà d'establir negociacions amb els comunistes. Aquests exigiren la desaparició de Nguyen Van Thieu de l'escena política, abandonant finalment el poder el 21 d'abril i sent substituït pel general Duong Van Minh. A la fi del mes de març, el politburó es tornà a reunir i es decidí a llançar l'Ofensiva. Dung recordà el discurs pronunciat després de la reunió:
| « | La nostra ofensiva general començà a la campanya de Tay Nguyen. Ara ha arribat una nova oportunitat estratègica i les condicions permeten un ràpid final per a la nostra resolució d'alliberar el Sud. Vam decidir concentrar ràpidament les nostres forces, armes i material per alliberar Saigon abans de l'estació de les pluges. | » |

El 22 d'abril, diversos avions A-37 capturats a l'enemic van volar fins a Tan Son Nhut, i valent-se de la seva aparença, van atacar la torre de control i destruïren nombrosos caces. El fum es va poder veure des de Saigon, amb el pànic conseqüent.
El general Cao Van Vien ordenà als seus homes defensar les posicions fins al final, i poc després va fugir. El President Thieu va fer el mateix. El 28 d'abril Duong Van Minh va ocupar el seu càrrec. Unitats senceres de Saigon es rendien al pas dels comunistes, que avançaven capturant una ciutat rere l'altra sota el lema "En el millor moment, amb la major rapidesa, la major gosadia i la major sorpresa, i segurs de la victòria".

### La rendició incondicional

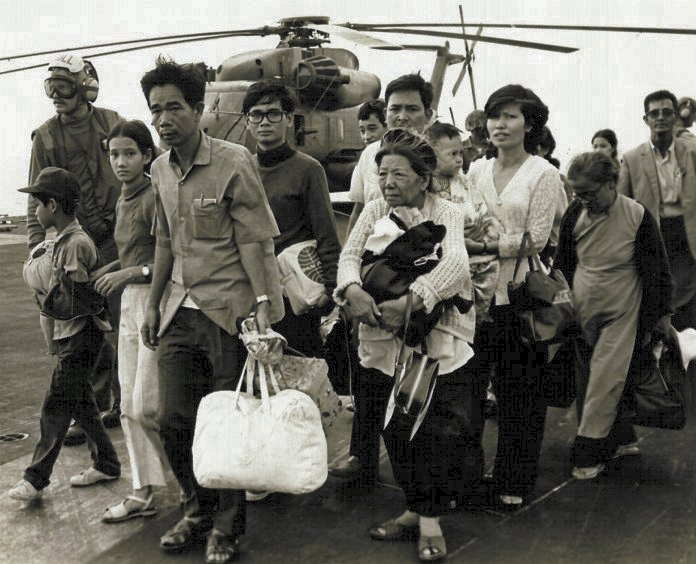
Al 1975 ja no quedava cap lloc on poguessin anar els refugiats. A la foto, evacuats sudvietnamites travessen la coberta d'un vaixell nord-americà durant l'operació "Frequent Wind" a l'abril de 1975, per a la seva posterior transferència a les Filipines o a la base de Camp Pendleton, Califòrnia

A les 00:00 del 29 d'abril, Saigon va ser atacada des de totes les direccions, excepte el mar. Per la Zona Desmilitaritzada penetraren més unitats, així com des de Laos i des del centre nord de Cambodja.
A un bosc de cautxú proper a Dau Giay estava situada una unitat d'atac en profunditat formada per una brigada de carros de combat, un regiment d'infanteria i algunes unitats més. Portaven els vehicles camuflats amb branques, els braços amb cintes vermelles per distingir-se i els uniformes impecables per capturar la capital.
El general Cao Van Vien signà l'ordre de resistir amb la frase defensar fins a la mort, fins al final, la porció de terra que ens queda... desertant poc després del seu lloc i fugint del país.
A les 15:00 del 29 d'abril, els transports, blindats i carros de combat de la unitat d'atac en profunditat sortiren del bosc i arribaren a la capital esclafant tota resistència que van trobar. L'endemà van arribar a Saigon, mentre que la gent tractava de fugir per qualsevol mitjà, ocupant els carrers de la capital i avançant cap al quarter general de l'estat major, el Palau de la Independència, el quarter general de la Zona Capital Especial, el Directori General de la Policia i l'aeròdrom de Tan Son Nhut amb gran rapidesa. Fins i tot els periodistes es quedaren bocabadats quan reberen la notícia que havien penetrat al Palau Presidencial (els tanquistes vietnamites van tenir la cortesia de repetir l'acte poc després perquè ho poguessin fotografiar). Era la caiguda de Saigon.
Els comunistes van pujar les escales del palau amb les seves banderes. Van arribar al despatx del president i entraren. Amb certa dignitat, el president Duong Van Minh els digué: "Els hem estat esperant per a poder transferir-los el govern". La resposta va ser: "Vostè no té res per transferir. Pot rendir-se incondicionalment".

## Repercussions del conflicte
Probablement, pocs conflictes han tingut tantes repercussions a la Història contemporània com el del Vietnam, i també poc han atret més l'atenció de novel·listes i, sobretot, cineastes.

### Als Estats Units
Els bombardeigs massius i la crueltat de la guerra retransmesa en directe per primera vegada pels mitjans de comunicació acabaren de canviar la imatge que encara hi havia a molts països dels Estats Units, i especialment la que tenien els mateixos estatunidencs de si mateixos. La imatge d'un país enorme esclafant a un altre de petit, i la dels seus soldats realitzant matances fora i dins van resultar demolidores, deixant esclafat (però no mort) l'esperit del Destí Manifest. A les eleccions de 1968, un president dedicat a les reformes socials com Lyndon B. Johnson s'hagué d'enfrontar a grans desafiaments per part de dos demòcrates oposats a la guerra: els senadors Eugene McCarthy i Robert F. Kennedy (germà de l'John F. Kennedy i el també assassinat al final de la campanya). El 31 de març, en vista d'una derrota humiliant segons les enquestes i la incessant perllongació del conflicte, Johnson es retirà de la carrera presidencial i oferí negociar el final de la guerra. S'estima que entre 30.000 i 100.000 homes, segons qui es comptabilitza, van fugir a Canadà per evitar la Conscripció, tot i que la majoria dels soldats nord-americans de la guerra del Vietnam eren reclutats, en anys posteriors es va revelar que la gran majoria d'aquests soldats eren de fet voluntaris.

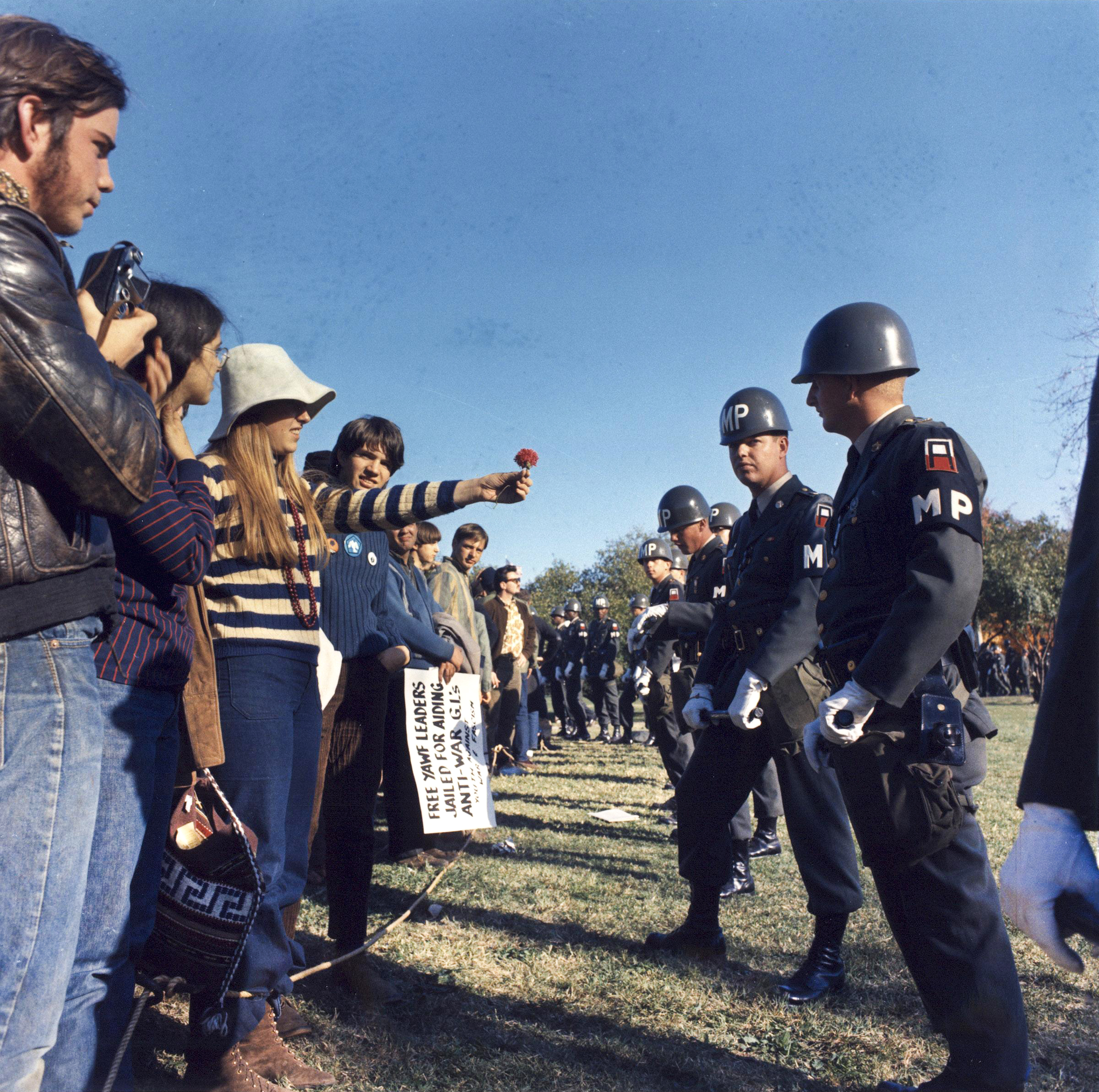
Una manifestant ofereix una flor a un policia militar durant una protesta anti-Vietnam a Arlington, Virgina, 1967

L'oposició a la guerra s'estengué dins i fora dels Estats Units entre la joventut, sent una de les causes dels moviments contra el sistema, com el moviment hippie. Les universitats estatunidenques van ser escenari de manifestacions de protesta contra la implicació dels Estats Units en aquesta guerra no declarada i, en opinió de molts, injustificada. Va haver-hi encontres violents entre els estudiants i la policia amb diverses matances. A l'octubre de 1967, uns 200.000 manifestants marxaren davant del Pentàgon, a Washington, exigint la pau, sent un dels punts més àlgids del moviment pacifista. També és cert que dita situació coincidí amb un dels moments de màxima prosperitat econòmica amb una gran demanda de treball, la qual cosa donava molta seguretat a la joventut i possibilitats de canviar modes i costums.
La signatura dels acords de pau a París no va ser una sortida honorable, com pretenia Nixon, com després demostrà la societat nord-americana cap als desapareguts en combat i, en dècades posteriors, a tots els que evitaren el conflicte d'una manera o altra. A més, el conflicte deixà centenars de milers de soldats amb una àmplia addicció a les drogues i afectats pels efectes de l'agent taronja usat durant la guerra.
L'exèrcit estatunidenc afirmà sempre que havia lluitat com calia, i si no va aconseguir la victòria va ser per tenir les mans lligades a l'esquena, havent de portar als periodistes fins al mateix front, no podent enfrontar-se com desitjaven, etc. Però el trauma del Vietnam durà molt més als militars que no pas a la societat en general. Així, les referències a aquest conflicte en qualsevol guió de cinema que requereixi l'ajut del Pentàgon són discutides fins a l'avorriment fins i tot amb l'amenaça de trencar la col·laboració si no s'atén a les seves demandes, com va ser el cas d'Oficial i Cavaller sobre les cançons que cantaven els cadets sobre els nens i el napalm, o TAPS Més enllà de l'honor, on es van haver de canviar els diàlegs, el final i l'actitud del capità de la Guàrdia Nacional perquè s'estrenava deu anys després de la matança de Kent State i podia recordar el fet (els productors necessitaven els carros i els helicòpters), o al mateix James Bond, uns 30 anys després de finalitzar el conflicte, els guionistes van haver de suprimir una frase sobre la possibilitat de començar una nova guerra contra Vietnam si era descobert i pot ser que aquest cop guanyem.

### Per Vietnam
La victòria davant del capitalisme no portà la pau al Vietnam, com el canvi de nom de la seva festa nacional pel de Dia de la Pau pot fer creure. Pocs anys després envairien Cambodja, i els refugiats van seguir augmentant sense que cap país volgués fer-se'n càrrec. Tot i que la invasió del seu veí portà l'alliberament dels cambotjans del seu règim maoista, un dels més sanguinaris del planeta (sinó el que més), no aconseguí la pau. Les lluites contra les restes dels khmers rojos es prolongaren fins a més d'una dècada, amb continuats anuncis de retirada que es retardaven o no s'acomplien, fins que als anys 90 se celebraren eleccions en aquell país.
L'antic Vietnam del Nord va perdre el 70% de la seva infraestructura industrial i de transport, a més de 3.000 escoles, 15 centres universitaris i 10 hospitals.
El medi ambient vietnamita quedà profundament malmès per l'ús d'agent taronja, que desfolià grans extensions de selva que no han tornat a recuperar-se per la invasió del bambú i altres plantes. Però encara pitjor van ser els efectes d'aquestes substàncies sobre la població, tot i que aparentment era innocu, provocà milers d'avortaments, esterilitat i naixements amb malformacions, a més de tots els fills il·legítims amb faccions caucàsiques i africanes, deixats en la pobresa i marginació pels soldats estatunidencs.
A més, els milers d'explosius, municions i mines sense esclatar ni retirar als boscos i arrossars han causat molts danys a l'agricultura, a més de morts entre camperols i amputacions (especialment entre els nens). Aquests efectes provocaren la baixada de producció a les explotacions agrícoles i l'augment de la població urbana que fugia del camp, convertit en camp de batalla. S'han comptabilitzat 10.500.000 refugiats, creant unes pèrdues de 200.000 milions de dòlars.
També és veritat que, tot i que silenciats per la censura oficial, molts vietnamites enyoraven els temps dels iankis i els seus diners. Però amb l'obertura de relacions diplomàtiques als anys 90 i l'ajut econòmic estatunidenc s'han produït situacions de cert desconcert davant tanta generositat.
Les enormes infraestructures de túnels excavats per tot Vietnam actualment formen part de les atraccions que visiten els turistes. Es poden veure les entrades camuflades, recórrer les seves galeries, asseure's a les seves de reunions i fins i tot disparar amb els AK-47. Aquest turisme de guerra ha contribuït a aixecar l'economia del país, molt afeblida després de la caiguda de l'URSS.

### Per a la resta del món
La impressió que un poble pobre però molt motivat podia vèncer a la major potència mundial emprant la guerra de guerrilles va endinsar-se molt en la majoria dels països; fins al punt de considerar-se com el mitjà definitiu de lluita de les nacions pobres contra les riques, cosa de la qual posteriorment s'han apartat moviments com els dels Sense Terra sud-americans.

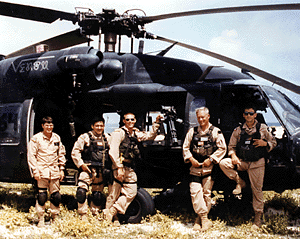
Helicòpters amb el seu blindatge i els dos parells d'aspes, o la implantació definitiva de les armilles antibales i antifragments es deuen en part a les experiències al Vietnam. A més a més, molt pocs governs amb el suport dels Estats Units van perdre una guerra de guerrilles.

Una conseqüència nefasta d'aquella guerra va ser que Occident no s'interessà per genocidi cambodjà per ser un poble poc desenvolupat que també havia aconseguit vèncer a un aliat dels Estats Units i, per tant, en la mentalitat d'esquerra/revolucionària, no podia ser dolent o si ho era, els informes aportats per organismes com Amnistia Internacional es qualificaven de falses o manipulades pels serveis d'intel·ligència estatunidencs.
Es pot dir que l'Exèrcit dels Estats Units van aprendre molt de les seves experiències al Vietnam. Encara que els polítics d'aquell país van tenir cura després en no fer combatre els seus assessors al costat de les forces locals en regions com Centreamèrica, l'experiència obtinguda al sud-est asiàtic serví per formar a les tropes de països com El Salvador, Guatemala, Hondures, etc. i ser una de les causes per aconseguir detenir els moviments guerrillers d'ideologia comunista a Centreamèrica, que preocuparien als Estats Units en dècades posteriors. En aquella regió, només Nicaragua venceria a la seva revolució.
Al continent africà, només a Etiòpia va vèncer una revolució marxista el 1977 La. La famosa i ineficaç Línia McNamara es posà de nou en pràctica al Sàhara Occidental per aturar els atacs del Front Polisari, que van estar a punt per derrotar per complet al Marroc. Aquests murs de separació entre l'anomenat Sahara Útil i la resta del desert fan servir la mateixa tecnologia de sensors de moviment, detectors de personal i bateries darrere de les barreres físiques que la usada a la Zona Desmilitaritzada, però l'experiència obtinguda va per metre millorar la tecnologia usada a la selva i suposaren així un dels motius pels que Marroc aconseguís contenir al Polisari.
A Europa, ni l'ELAS a Grècia ni el Dev Sol a Turquia van aconseguir imposar-se. Finalment, ni a Àsia ni a Oceania cap moviment marxista aconseguí l'èxit dels vietnamites.
Després del fracàs al Vietnam, les diverses administracions estatunidenques van tractar d'evitar la participació directa en qualsevol altre conflicte, especialment a Amèrica. Tanmateix, quan aquestes es van portar a terme als diferents governs reaccionaren amb rapidesa: l'Administració Clinton retirà a temps les forces enviades a Somàlia per evitar que aquella intervenció se sentís com una nova derrota. A la dècada anterior, l'Administració Reagan retirà del Líban les tropes allà estacionades després d'un atemptat suïcida a Beirut.
La utilització massiva de l'helicòpter en una guerra asimètrica es demostrà correcta, tot i la derrota final. Tant és així que als conflictes posteriors s'han usat de forma massiva. A les invasions d'Iraq i Afganistan s'han demostrat com el millor mètode per a combatre a un enemic dispers i extremadament mòbil a l'anomenada "Guerra contra el Terrorisme". Així, la majoria dels exèrcits d'inicis del segle xxi van tendir a reforçar i diversificar les seves flotes d'helicòpters davant dels més cridaners, però menys eficaços, caces i bombarders.

## El paper dels mitjans de comunicació
Fins a quin punt el tractament dels mitjans de comunicació durant l'Ofensiva del Tet va provocar una desafecció social creixent (nord-americana) respecte a la guerra del Vietnam?
Quan els Estats Units van entrar a la guerra de Vietnam el 1955, molt pocs ciutadans nord-americans n'eren conscients. A mesura que el nombre d'assessors i la quantitat d'ajuda militar augmentaven en els 9-10 anys següents, la consciència pública sobre el paper dels Estats Units d'America al Vietnam va créixer lentament. A finals del 1965, quan per primera vegada es van enviar grans quantitats de tropes al Vietnam, el públic s'havia unit a la causa, experimentant un augment dràstic inicial de suport popular a la guerra. Tanmateix, aquesta tendència positiva va ser efímera i a finals de 1967 el suport públic va començar a disminuir. Sovint es debat si aquest canvi d'actitud a partir del 1967 fou responsabilitat dels mitjans de comunicació.

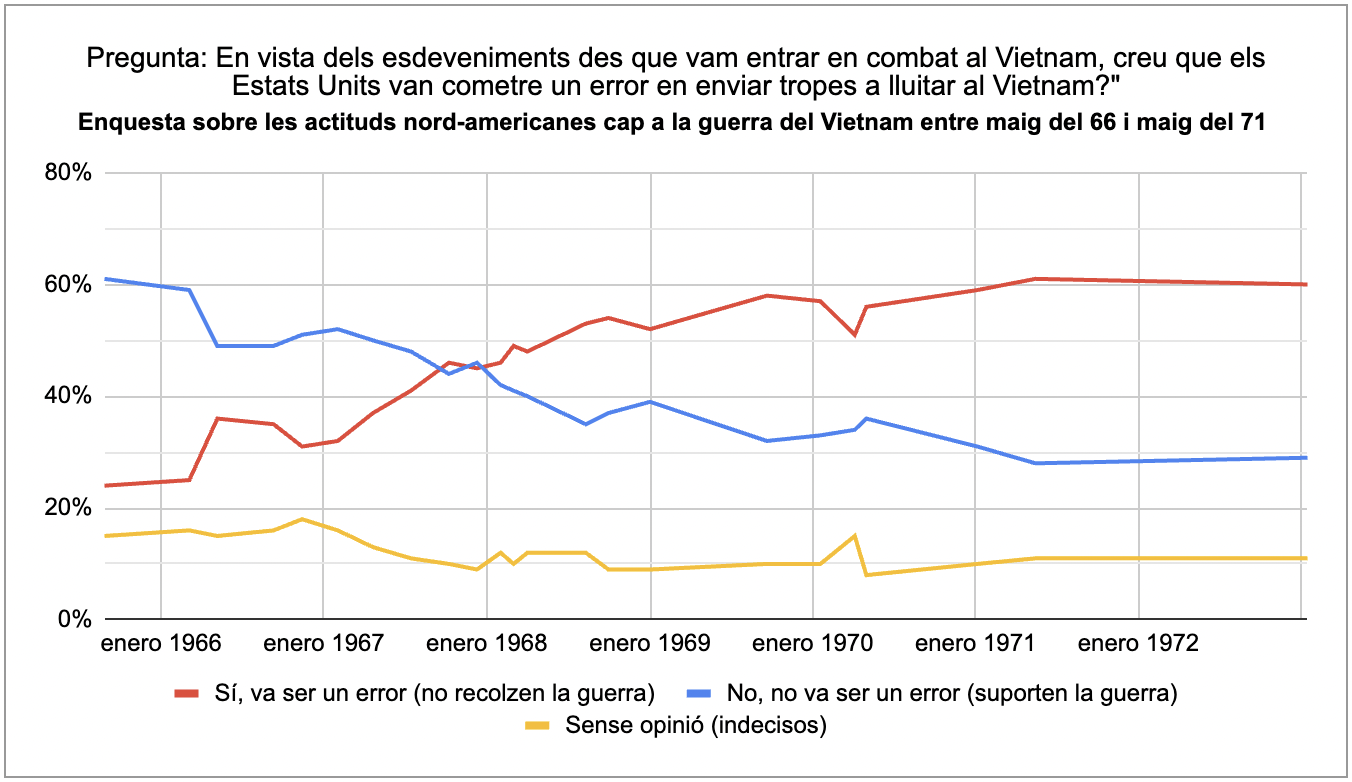
Gràfic d'una enquesta sobre les actituds nord-americanes cap a la guerra del Vietnam entre maig del 66 i maig del 71 feta per Gallup.

Historiadors com Peter Braestrup o David Halberstam creuen que, efectivament, els mitjans van tenir un impacte directe en la desafecció pública, Halberstam comenta al seu llibre "Era la primera vegada en la història dels EUA que un presentador [de televisió] declarava el fi d'una guerra". Contràriament, veiem historiadors com Daniel C. Hallin o Michael Mandelbaum, que desafien la postura dels anteriors argumentant que els mitjans no van tenir un efecte directe a la desafecció social; encara més, argumenten que aquesta desafecció va influir en la postura que van adquirir els mitjans de comunicació, i no viceversa.
A l'inici de la guerra, els mitjans de comunicació tenien una postura en general optimista, reflectint l'actitud de la població nord-americana, que desconeixia la brutalitat i les limitacions del poder militar dels Estats Units a la guerra. Com a exemple, abans de Tet, el 62% de les batalles van ser descrites com a victòries dels Estats Units pels periodistes, el 28% com a derrotes i el 2% com a no concloents o estancaments. Després del Tet van ser 44% com a victòries, 32% de derrotes i 24% de resultats no concloents. Durant i després de l'Ofensiva del Tet, les històries sovint es van tornar més crítiques. Tot i que els generals afirmaven que les forces comunistes s'afeblien, els periodistes van interpretar que l'ofensiva assenyalava un estancament. A continuació, veiem tres articles i un reportatge, tots de febrer del 1968, per tal d'analitzar el to dels mitjans cap a la guerra al Vietnam:
El primer article, del New York Times, suggereix que la possibilitat d'un estancament polític i militar havia augmentat dramàticament i que les opcions de guanyar la guerra eren limitades després del Tet. El segon i tercer article, del LA times i del Boston Herald, no fan una crítica tan directa a les polítiques de la guerra, com ho fa el NYT, però tampoc ometen detalls com els números de morts o la famosa foto d'un General survietnamita executant un capità del VietCong, present en ambdós articles. Aquesta foto va tenir un gran impacte al públic, ja que va mostrar un costat de la guerra que no es veia sovint als mitjans: mostrava el VietCong com la “víctima” i va fer qüestionar l'ètica del que s'estava fent al Vietnam, creant un desafecte creixent del públic respecte a la guerra. Tots mostren un sentiment més o menys pessimista i una visió realista, sense filtre.
També la televisió va seguir aquesta tendència més “crítica”. El següent informe de notícies destaca pel canvi de to del presentador, Walter Cronkite. Cronkite, generalment neutral als seus reportatges, va expressar els seus dubtes sobre la viabilitat de la victòria dels Estats Units a la guerra després d'observar personalment la situació al Vietnam. Tot i que és difícil determinar la influència de l'emissió al públic, els índexs d'aprovació de Cronkite només van augmentar després de dir la seva veritat. A més, en aquell moment més del 60% de les persones rebia “la majoria de les seves notícies” de la televisió, i segons les enquestes Gallup, de febrer a març, el percentatge de gent que creia que la guerra de Vietnam va ser un error va pujar un 5%.

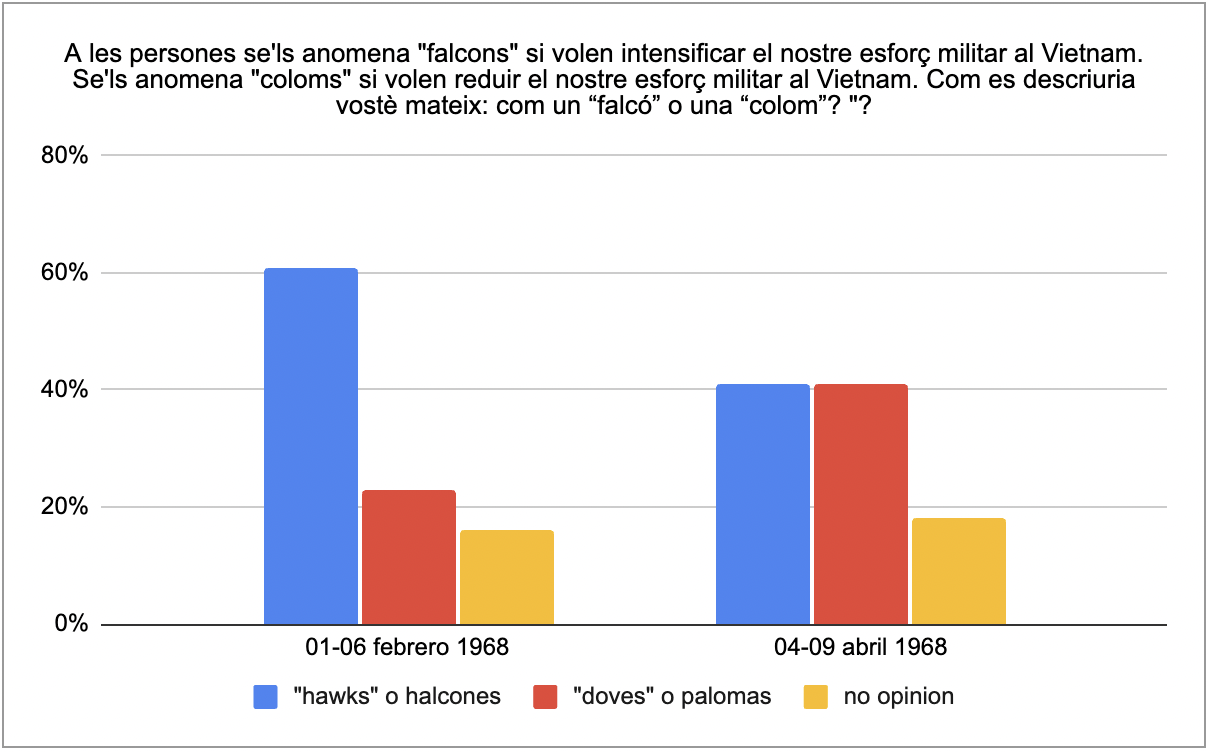
Gràfic d'una enquesta sobre les actituds nord-americanes cap a la guerra del Vietnam entre maig del 66 i maig del 71 feta per Gallup.

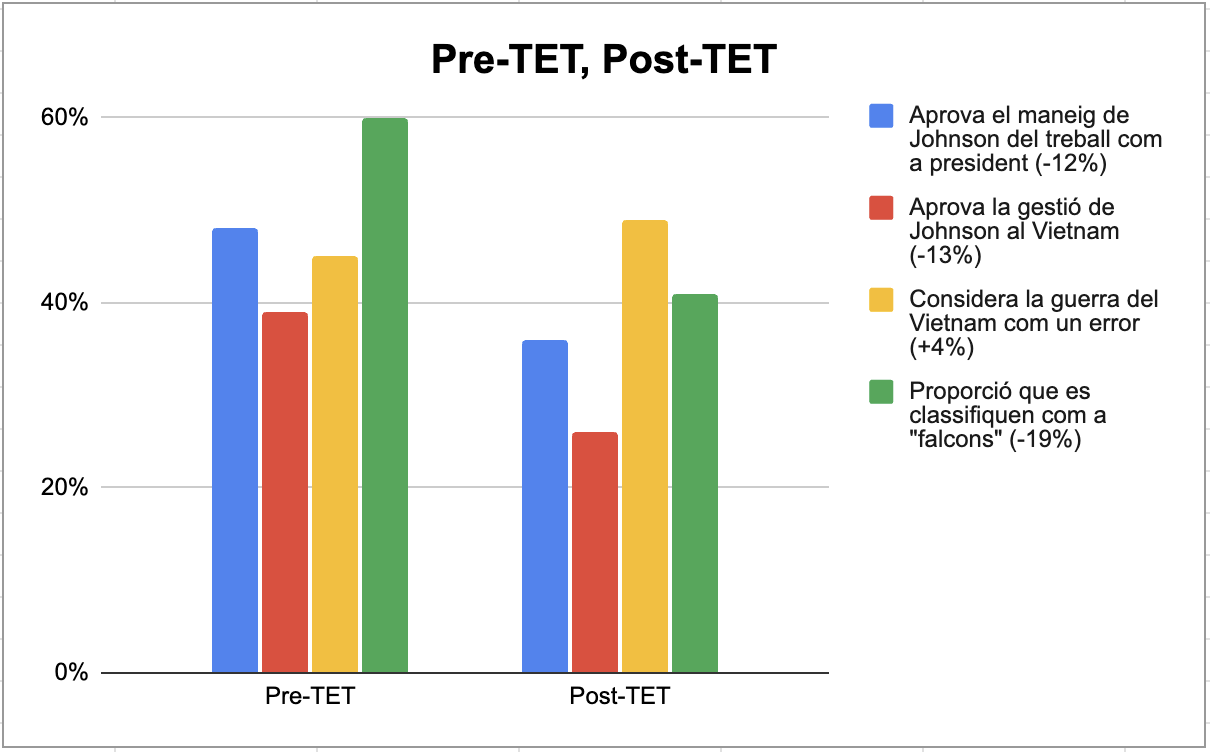
Gràfic d'una enquesta sobre les actituds nord-americanes cap a la guerra del Vietnam abans i després de l'Ofensiva del Tet, feta per Gallup.

Per tant, el Tet va poder produir una percepció cada vegada més gran que la guerra anava malament, les dades recolzen aquest argument: des del 1967 fins al març del 1968, el percentatge que creia que els Estats Units d'America estaven aconseguint progressos va caure del 51% al 32%. Persones que s'autoanomenaven “falcons” van baixar d'un 60% a un 40%; a finals de març el percentatge que creia que els Estast Units havien comès un error en entrar a la guerra tornava a augmentar, i l'índex d'aprovació de Johnson sobre la guerra va baixar un 13%.
Tot i que les dades suggereixen un canvi notable en l'opinió pública després de l'ofensiva, aquest pot ser degut a diversos factors: fins i tot quan la gent mira les notícies, no és clar en quina mesura afectaran les seves opinions. Historiadors com Mandelbaum argumenten que el canvi d'actitud del públic va ser degut principalment a la llarga durada de la guerra ia la pèrdua substancial de vides. Per exemple, els mitjans van permetre a les faccions pacifistes expressar els seus sentiments a través de protestes. Tot i això, es podria dir que aquestes protestes només van arribar a tenir un impacte més gran gràcies al paper de la televisió, que va ser un mitjà pel qual “grups prèviament impotents podrien irrompre el procés polític”, segons Hallin.
La mala gestió de la guerra per part del govern també va ser un factor important en la creixent desafecció social: l'administració va romandre majoritàriament en silenci sobre la guerra durant els dos mesos posteriors al Tet, la qual cosa, segons historiadors com Hallin, explica en part la reacció del públic, així com la dels mitjans de comunicació. Quan l'administració va trencar el silenci va ser per comunicar que Lyndon B. Johnson no es presentaria a les reeleccions juntament amb la decisió de frenar els bombardejos al Nord del Vietnam, això va tenir un impacte determinant en el públic: el suport al cessament dels bombardejos va augmentar dràsticament, igual que el percentatge d'autodenominats “coloms”.
D'altra banda, pot ser que la política també es veiés afectada pel paper dels mitjans. Polítics com Spiro Agnew o el mateix Johnson creien que els mitjans de comunicació influenciaven negativament l'opinió pública, per la qual cosa potser no importa si els mitjans tenen un impacte, potser la seva reputació sigui suficient (Hallin dedica unes frases a aquest argument a el seu llibre, però no aprofundeix). Segons Johnson, els mitjans havien estat “exagerats” i “emocionals”, els va acusar de centrar-se només en relats “depriments” i “escabrosos” de la guerra, desconfiava de la integritat de la premsa i culpava els mitjans de “sabotejar-ho políticament”. Agnew va dir que "cap mitjà [tenia] una influència més profunda sobre l'opinió pública que la televisió". Per tant, si els polítics creien que els mitjans modelaven l'opinió pública, i van actuar en conseqüència, els mitjans podrien haver modelat el curs de la política, i aquesta haver tingut un impacte més gran en la població. Per exemple, es diu que la decisió de Johnson de no presentar-se a reeleccions es deu a la seva reacció a l'informe de Cronkite (on Cronkite expressa que no creu que Estats Units guanyi): “Si he perdut Cronkite, he perdut Amèrica” suposadament va dir Johnson, aquesta anècdota d'un assistent és objecte de controvèrsia, però sigui veritat o no, el que és segur és que després d'això hi va haver molts canvis políticament.
La creixent desafecció social durant l'ofensiva del Tet, que ja venia del 1967, no s'explica exclusivament pel tractament dels mitjans de comunicació, també es deu a la quantitat de baixes humanes a la guerra, la durada del conflicte, les protestes anti-guerra o el tractament de la política; tanmateix, aquests factors en molts casos vénen incrementats pel tractament dels mitjans de comunicació. És impossible saber com influeixen, si ho fan, els mitjans, o per instància qualsevol altre factor, directament a l'opinió d'algú, però se sap que van canviar d'enfocament durant l'ofensiva del Tet, i no és coincidència que també ho fes l'opinió pública; ja que es va poder veure per primera vegada la crua realitat de la guerra. Encara que pot ser que la postura dels mitjans reflectís el canvi d'actitud pública, es podria dir que els mitjans van tenir un paper en la creixent desafecció pública durant el Tet, directament o indirectament, i sobretot en una guerra exterior, on la manera més fàcil de saber què passa és a través dels mitjans de comunicació.

## La influència al cinema
Tot i que en un inici la guerra del Vietnam no cridà excessivament l'atenció de Hol·lywood, als anys 80 la producció de pel·lícules sobre el tema va florir amb títols molt destacats com Apocalypse Now, The Deer Hunter o Platoon. Aquesta atenció per part de la indústria cinematogràfica nord-americana contrasta amb l'escàs interès del cinema francès per la seva derrota una generació abans.
Al contrari que les anàlisis històriques i fins i tot la mateixa societat estatunidenca, el cinema sí que va saber assimilar la derrota estatunidenca. Així es passà de la patriòtica i poc creïble The Green Berets de John Wayne, en la qual apareixen els sacrificats membres de les Forces Especials de l'Exèrcit dels Estats Units en la seva lluita contra els malvats comunistes, obviant les temibles tortures que el llibre original narrava, a una més crítica Apocalypse Now, que preferí arribar a uns pressupostos astronòmics abans de rendir-se a la censura del Pentàgon a canvi dels seus helicòpters. Pel seu costat, el director Oliver Stone realitzà entre 1986 i 1993 tres obres sobre la guerra: Platoon, Nascut el 4 de juliol i Cel i Terra. Platoon va rebre 4 premis Oscars i deixà fora de lloc als veterans de guerra, ja que no els retratava pas com a herois (apareix el fragging, les violacions a nenes, els assassinats, l'incendi de poblats, la droga), però també els mostra en situacions molt dures que es veuen obligats a acceptar per la seva condició de pobres, a més del fet que no tots són iguals i també hi ha herois, com el sergent Elias Grodin (interpretat per Willem Dafoe). Born on the Fourth of July només va obtenir dos Oscar (un al millor director), però guanyà als Globus d'Or. A El cel i la terra, basada en els llibres de Le Ly Hayslip, Stone provà d'apropar-se a la visió vietnamita del conflicte, emfatitzant les penúries patides per una jove vietnamita a la que convertia en narradora del film en una versió que cerca un punt de vista neutral, narrant els horrors i les atrocitats d'ambdós bàndols.
Altres clàssics del tema són Full Metal Jacket de Stanley Kubrick i El turó de l'hamburguesa, de John Irvin. També és interessant Jardins de pedra, de Francis Ford Coppola, on uns veterans madurs intenten fer veure a un jove impulsiu que no podran guanyar aquella guerra, davant la creença que amb la seva potència de foc i la seva alta tecnologia podran guanyar contra els arcs i fletxes dels vietnamites (una clara metàfora d'una de les causes de la derrota, el fet de pensar que podrien guanyar a un país subdesenvolupat només a base de bombes)
Una absència en molts llargmetratges és la postura vietnamita, amb poques excepcions com Vietnam Vietnam, mostrant la participació australiana i les accions vietnamites als poblats. S'hauria d'esperar gairebé al segle xxi per veure Quan erem soldats i endinsar-nos una mica més en la vida dels túnels amb els soldats del nord.
També és interessant el musical Hair, perquè mostra l'actitud de la societat civil (especialment del moviment hippie) davant la guerra.

## Informació sobre uniformes

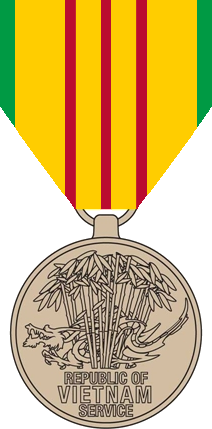
La Medalla del Servei al Vietnam.

Els estatunidencs rebia com a roba de camp o de feines 4 pantalons de cotó de color verd oliva o verd boreal, confeccionats amb una butxaca als costats i dues butxaques al darrere amb solapes abotonades.
Rebia 4 camises de feina de cotó de color verd oliva, amb una única butxaca al pit. Els galons de rang es portaven en aquestes camises. Els uniformes americans potser eren els més sofisticats, però també eren molt incòmodes, perquè en part estaven fets de material sintètic. En total, els Estats Units van arribar a produir gairebé 30 milions de pantalons i camises, gairebé el triple que no pas soldats.
Òbviament, els uniformes nord-americans eren de millor qualitat que no pas els artesanals del Viet Cong. Va existir una certa controvèrsia en el debat referent a si la roba interior havia de ser també de color de camuflatge, en cas que els soldats destinats a primera línia de foc tinguessin problemes de camuflatge a l'haver de fer les seves necessitats. Finalment, aquesta idea es desestimà, i als partidaris de mantenir la roba interior blanca, un fet curiós els donà la raó: un grup de soldats havien quedat perduts a la selva, i per aconseguir cridar l'atenció d'algun pilot, van posar la seva roba interior blanca sobre el terra verd formant les sigles SOS. Finalment, van salvar-se.